# Умершие в январе 2025 года
Это список известных людей, соответствующих установленным критериям значимости (см. Википедия:Критерии значимости персоналий), умерших в январе 2025 года.
Причина смерти указывается лишь в исключительных случаях (убийство, самоубийство, гибель в результате военных действий, смертная казнь, ДТП или несчастные случаи). В остальных случаях — не указывается.

## 31 января

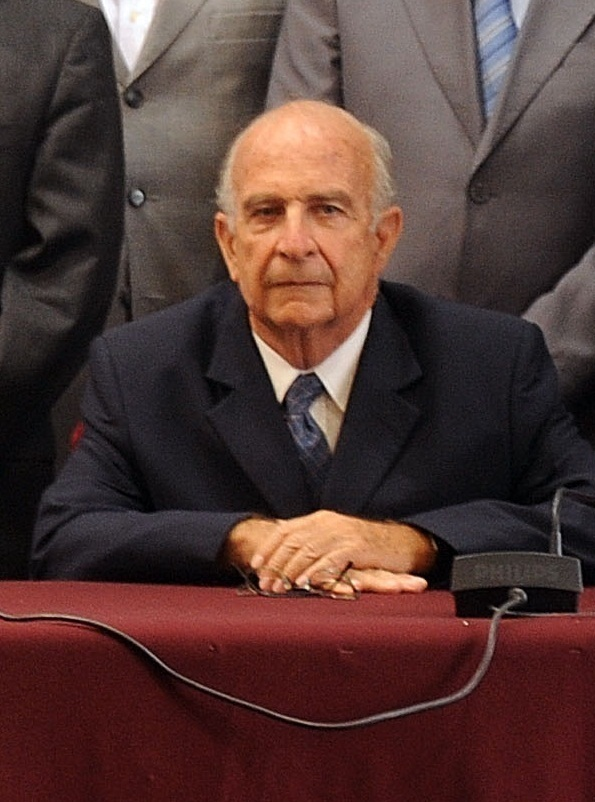
Карлос Ферреро Коста

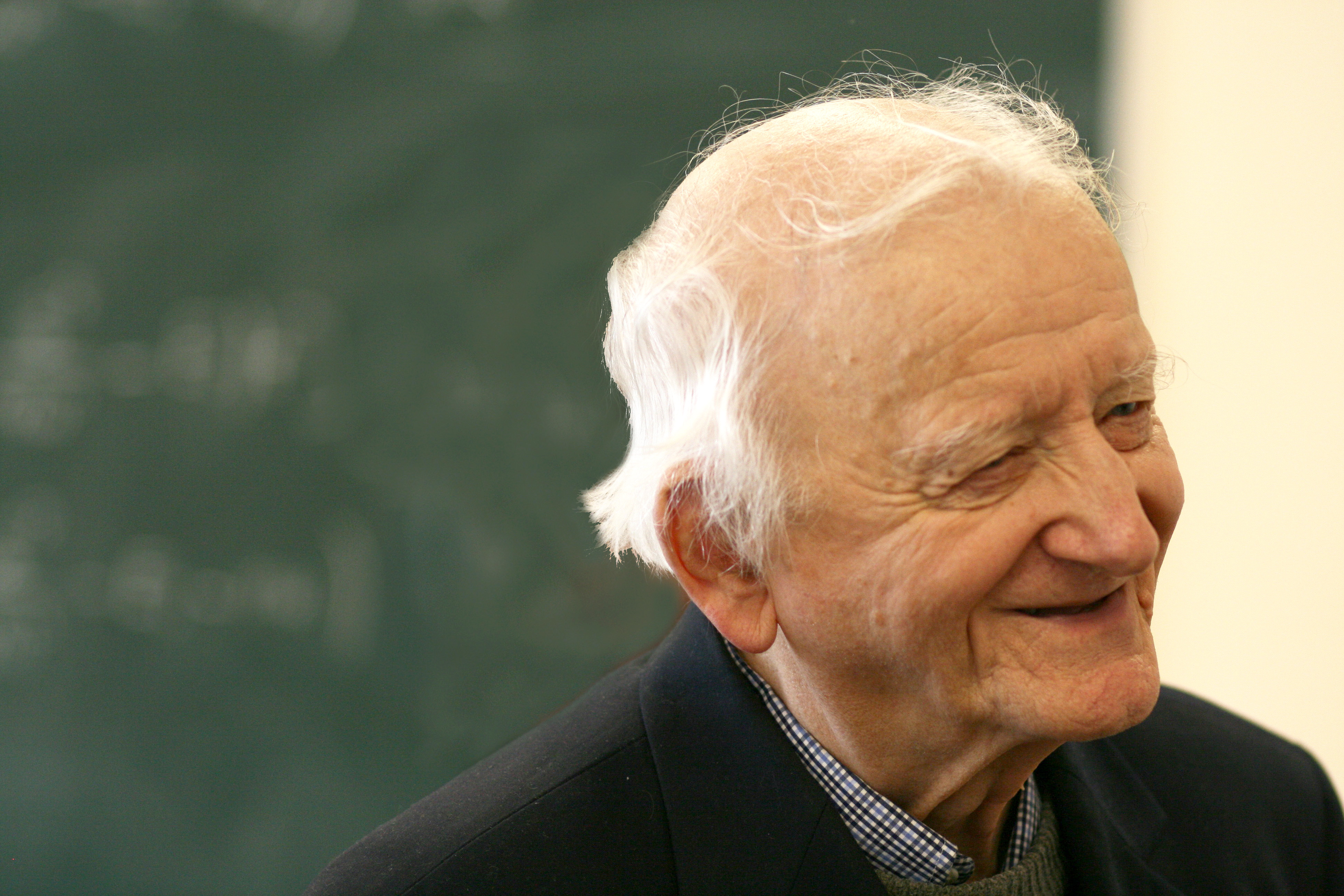
Валентин Франке

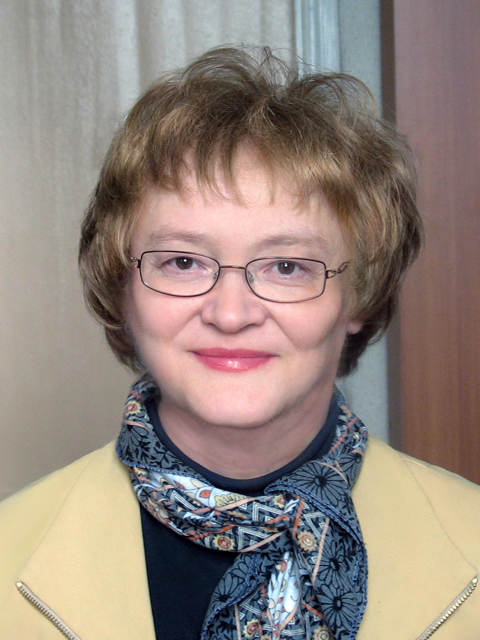
Людмила Шаймухаметова

- Бабичева, Нина Григорьевна (83) — советский передовик промышленного производства, полный кавалер ордена Трудовой Славы[1].
- Зайцев, Сергей Алексеевич (100) — советский кинооператор, заслуженный деятель искусств РСФСР (1990)[2].
- Кинг, Джеки[англ.] (79—80) — южноафриканский гидролог (о смерти объявлено в этот день)[3].
- Радева, Таня (67) — словацкая актриса[4].
- Слама, Абделхамид[фр.] (83) — тунисский политик, министр спорта, по делам молодёжи и физического развития (2010—2011)[5].
- Ферреро Коста, Карлос (83) — перуанский политик, депутат (1992—2006) и председатель (2000—2003) Конгресса, премьер-министр (2003—2005)[6].
- Франке, Валентин Альфредович (98) — советский и российский физик-теоретик[7].
- Шаймухаметова, Людмила Николаевна (73) — российский музыковед и музыкальный педагог, заслуженный деятель искусств Российской Федерации (2007)[8].
- Шехович, Федя (94) — хорватский писатель[9].
- Яшкулов, Валерий Борисович (71) — советский и российский художник, заслуженный деятель искусств России[10].

## 30 января

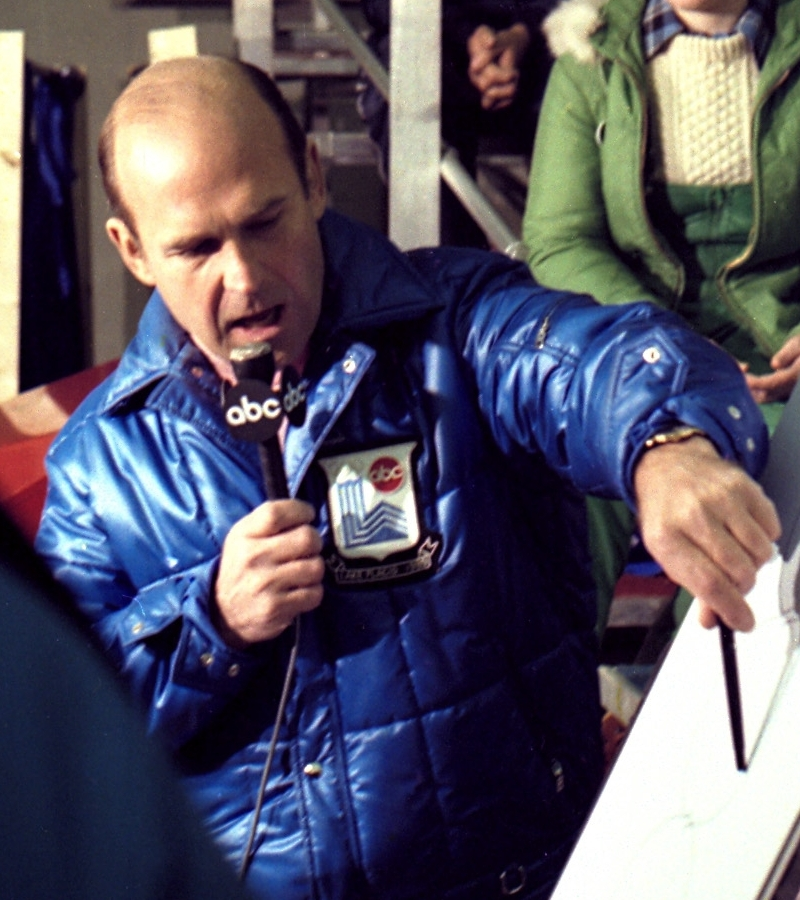
Дик Баттон

Михаил Герцман

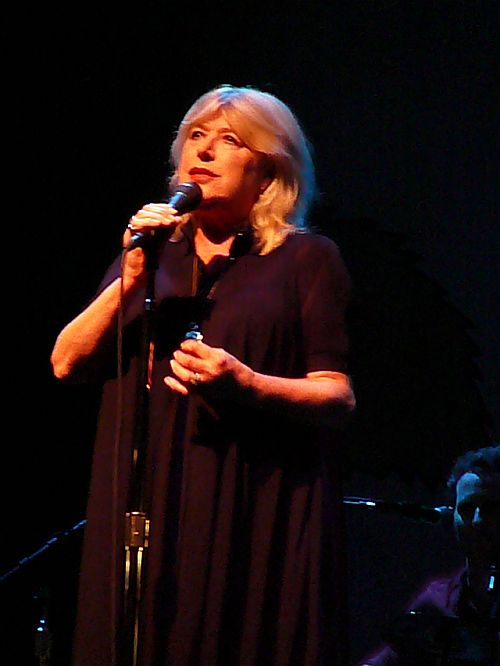
Марианна Фейтфулл

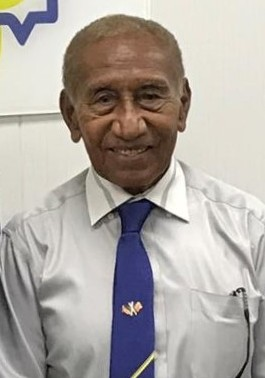
Джулиус Чэнь

- Акайлар, Сэмми[англ.] (66) — филиппинский волейбольный тренер[11].
- Баттон, Дик (95) — американский фигурист, двукратный олимпийский чемпион (1948, 1952), пятикратный чемпион мира, спортивный комментатор[12].
- Борош, Золтан[венг.] (76) — венгерский спортсмен, бронзовый призёр чемпионата мира по спортивному ориентированию (1972)[13].
- Герцман, Михаил Львович (79) — российский композитор, заслуженный деятель искусств Российской Федерации (1995)[14].
- Голейзовский, Никита Касьянович (86) — советский и российский искусствовед, сын Касьяна Голейзовского[15].
- Лагман, Эдцель[англ.] (82) — филиппинский политический деятель, депутат Палаты представителей (2010—2012, с 2016)[16].
- Матвиевская, Галина Павловна (94) — советский и российский историк математики и востоковед, член-корреспондент АН УзССР (1984), заслуженный деятель науки Узбекской ССР (1980)[17].
- Огот, Бетвелл[англ.] (95) — кенийский историк[18].
- Усманбаш, Ильхан (103) — турецкий композитор[19].
- Фейтфулл, Марианна (78) — английская певица и актриса[20].
- Чернова, Евгения Дмитриевна (71) — советская и российская актриса, педагог, заслуженная артистка России (2007)[21].
- Чэнь, Джулиус (85) — политический и государственный деятель Папуа — Новой Гвинеи, премьер-министр (1980—1982, 1994—1997, 1997)[22].

## 29 января

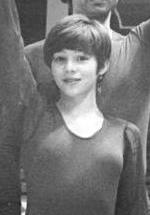
Инна Волянская

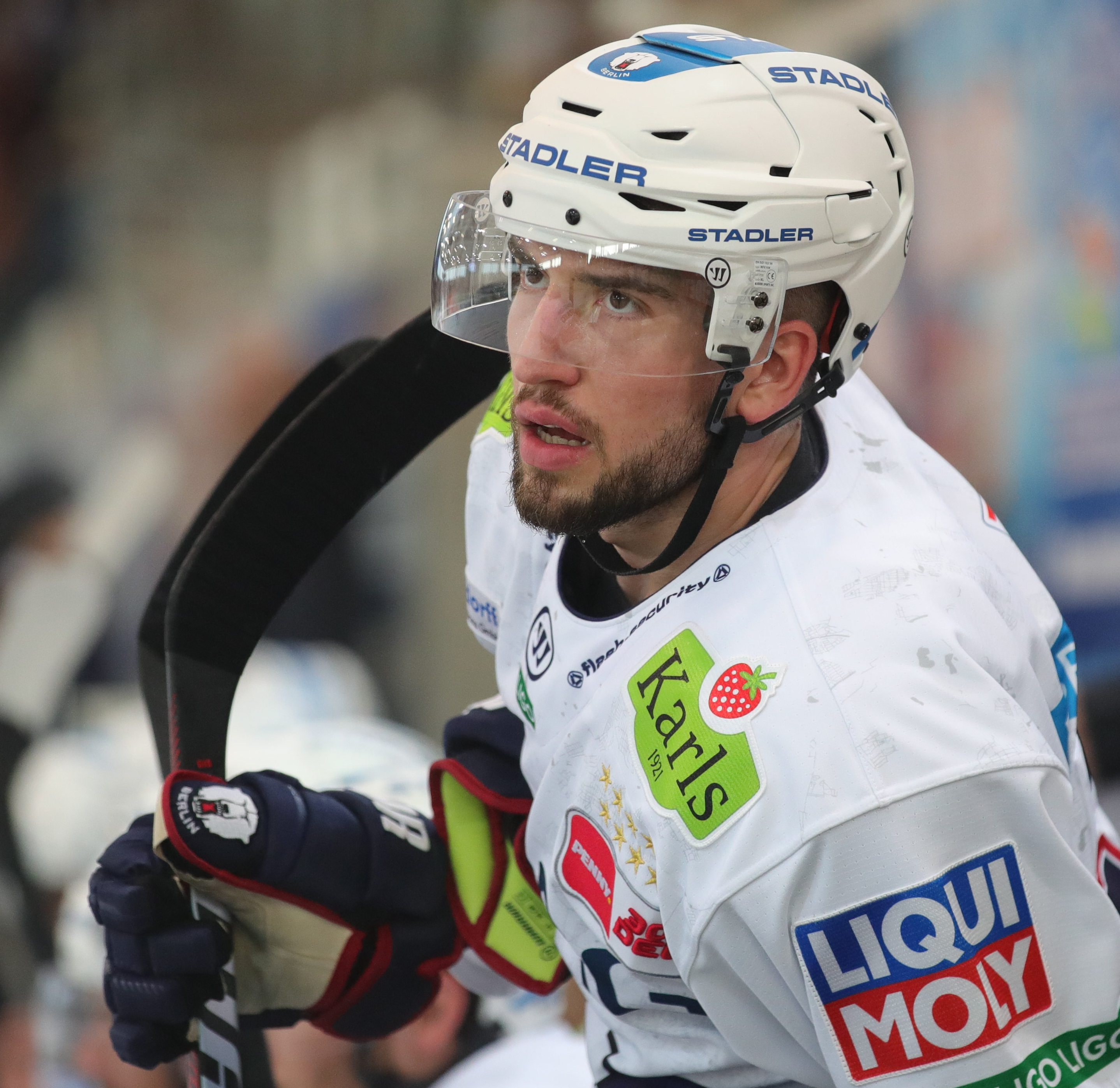
Тобиас Эдер

- Беннетт, Джулиан[англ.] (75) — британский археолог[23].
- Гонсалес Кальдерон, Марта Ильда[исп.] (59) — мексиканская политическая деятельница, депутат парламента Мексики[24].
- Кривохижа, Анатолий Михайлович (99) — советский и украинский балетмейстер, народный артист Украинской ССР (1973)[25].
- Момика, Салван (38) — иракский критик ислама; убит[26].
- Олука, Чарльз[англ.] (?) — угандийский генерал, генеральный директор Организации внутренней безопасности (с 2020 года)[27].
- Сенатхираджа, Сомасундарам[там.] (82) — шри-ланкийский политический деятель, депутат Парламента (1989—1994, 1999—2020)[28].
- Спиро, Гидеон[ивр.] (89) — израильский журналист и активист антиядерного движения[29].
- Уильямсон, Ричард (84) — британский католический прелат, отрицатель Холокоста[30].
- Улитин, Борис Александрович (85) — советский и российский актёр, заслуженный артист Российской Федерации (1993)[31].
- Харалампиев, Иван (78) — болгарский лингвист и медиевист[32].
- Хейл, Джо (99) — американский аниматор[33].
- Щукин, Станислав Викторович (85) — советский и российский артист цирка, клоун, заслуженный артист РСФСР (1980)[34].
- Эдер, Тобиас (26) — немецкий хоккеист, игрок национальной сборной[35].
- Погибшие в авиакатастрофе над Вашингтоном[36]:.
  - Волянская, Инна Витальевна (59) — советская и российская фигуристка, бронзовый призёр чемпионата СССР в парном катании (1979).
  - Кирсанов, Александр[англ.] (46) — российский, американский и азербайджанский фигурист (танцы на льду)[37].
  - Наумов, Вадим Владимирович (55) — советский и российский фигурист, чемпион мира в парном катании (1994), участник Олимпийских игр (1992 и 1994).
  - Шишкова, Евгения Васильевна (52) — советская и российская фигуристка, чемпионка мира в парном катании (1994), участница Олимпийских игр (1992 и 1994).

## 28 января

Владимир Арро

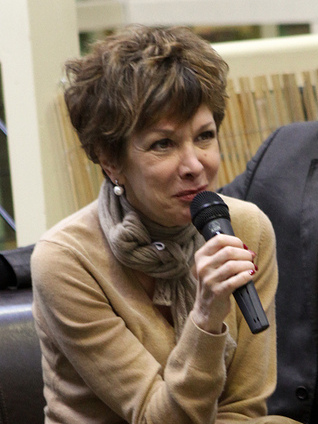
Катрин Лаборд

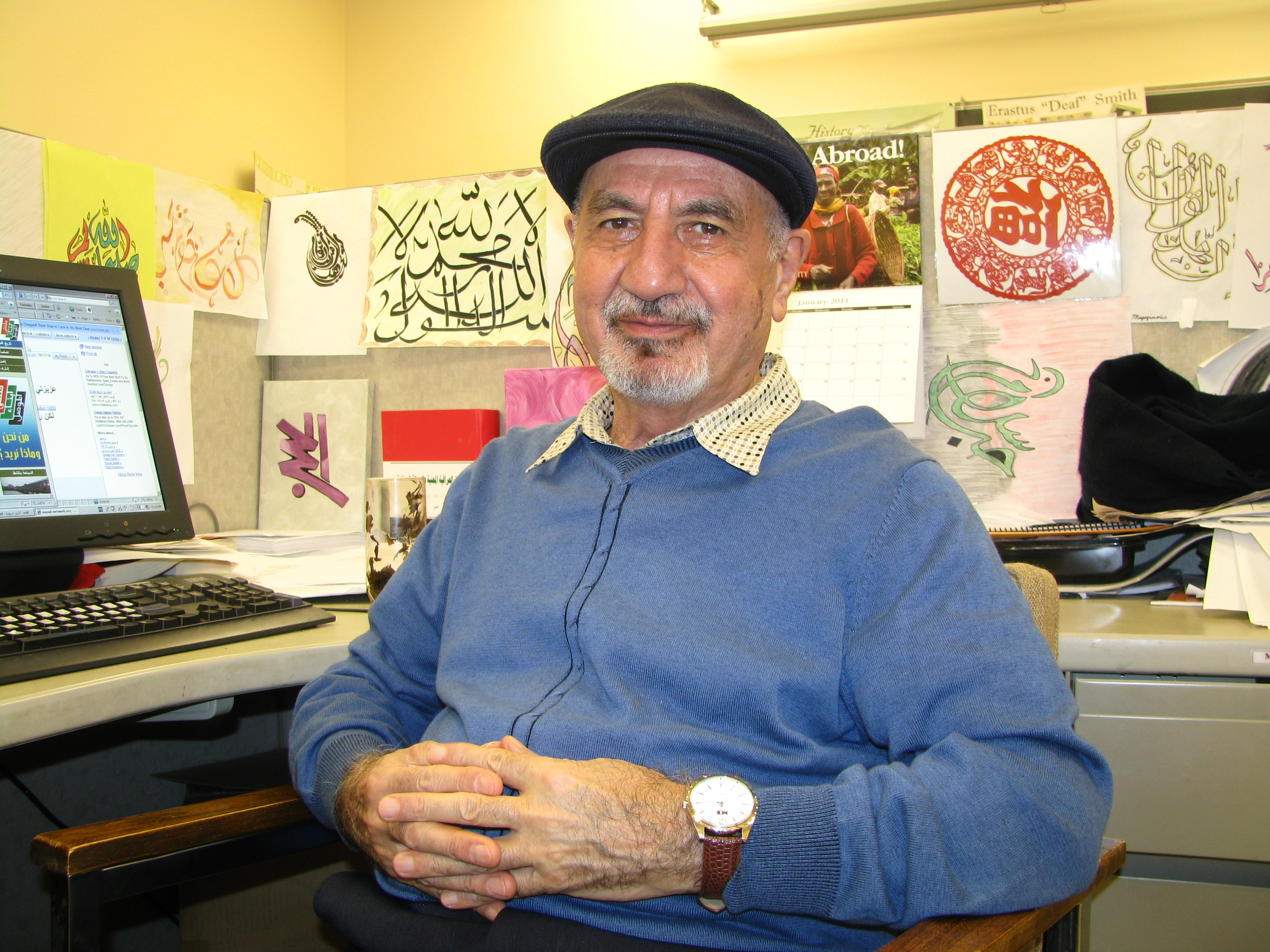
Махмуд Саид

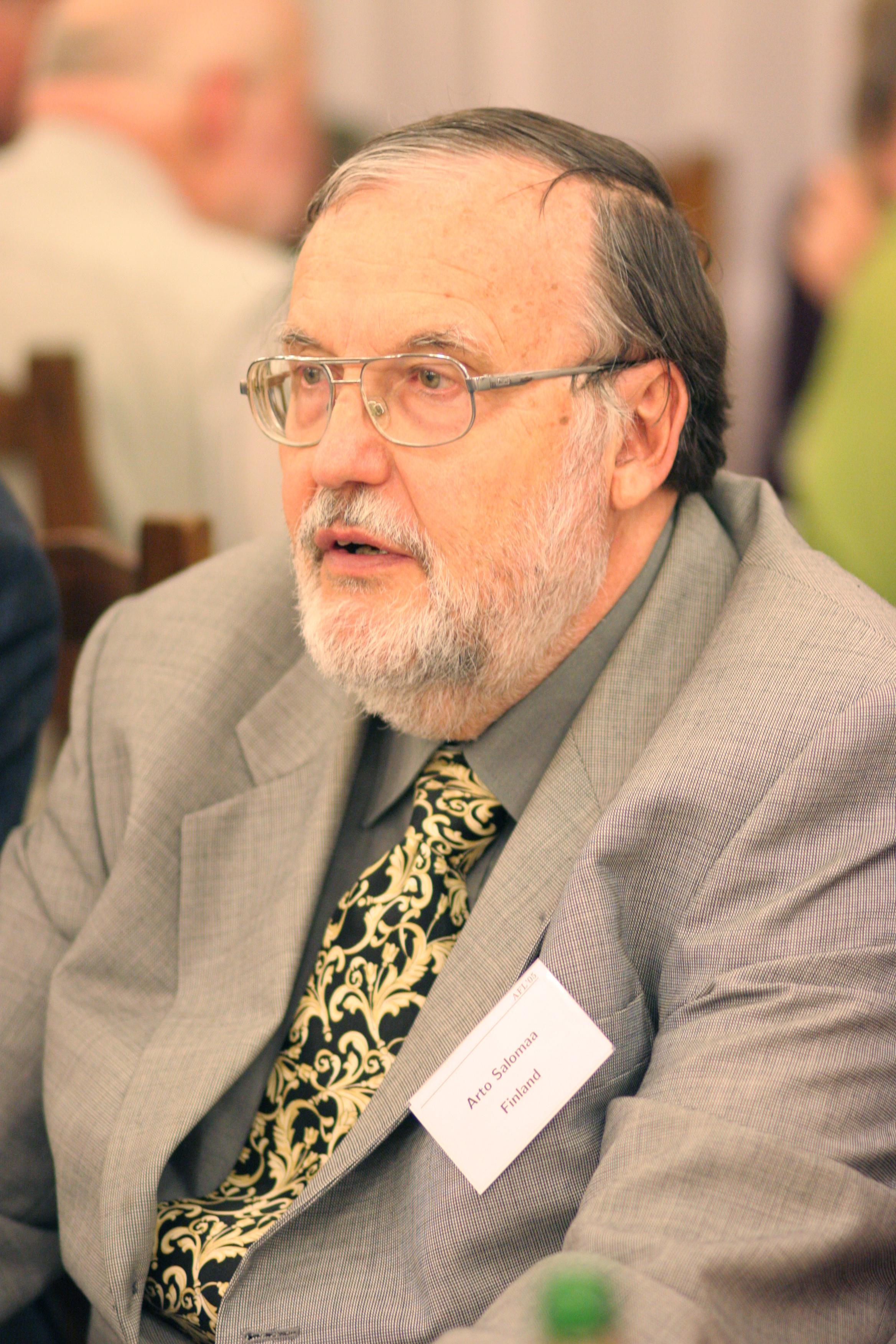
Арто Саломаа

- Арро, Владимир Константинович (92) — русский писатель и драматург[38].
- Де Леон, Лерой[англ.] (76) — тринидадский футболист[39].
- Коласанти, Марина[порт.] (87) — бразильская писательница[40].
- Лаборд, Катрин (73) — французская телеведущая, актриса и писательница[41].
- Лактенберг, Уильям (102) — американский историк[42].
- Минаичева, Галина Яковлевна (95) — советская гимнастка, олимпийская чемпионка (1952), чемпионка мира (1954)[43].
- Мухаммед ибн Фахд Аль Сауд (75) — саудовский принц и государственный деятель, губернатор Восточной провинции (1985—2013)[44].
- Нельсон, Ричард (94) — американский экономист[45].
- Саид, Махмуд (85/86) — иракский и американский писатель[46].
- Саломаа, Арто (90) — финский математик и информатик (о смерти объявлено в этот день)[47].
- Серапион (Колосницин) (60) — архиерей Русской православной церкви, архиепископ Кокшетауский и Акмолинский (c 2013 года); ДТП[48].
- Ханхэм, Джоан[англ.] (85) — британская политическая деятельница, член Палаты лордов (1999—2020)[49].
- Чиконьяни, Миранда[итал.] (88) — итальянская гимнастка, участница Олимпийских игр (1952)[50].
- Шкабардня, Михаил Сергеевич (94) — советский государственный деятель, министр приборостроения, средств автоматизации и систем управления СССР (1980—1989), управляющий делами Совета Министров СССР (1989—1991), депутат Верховного Совета СССР (1979—1989), Герой Социалистического Труда (1990)[51].

## 27 января

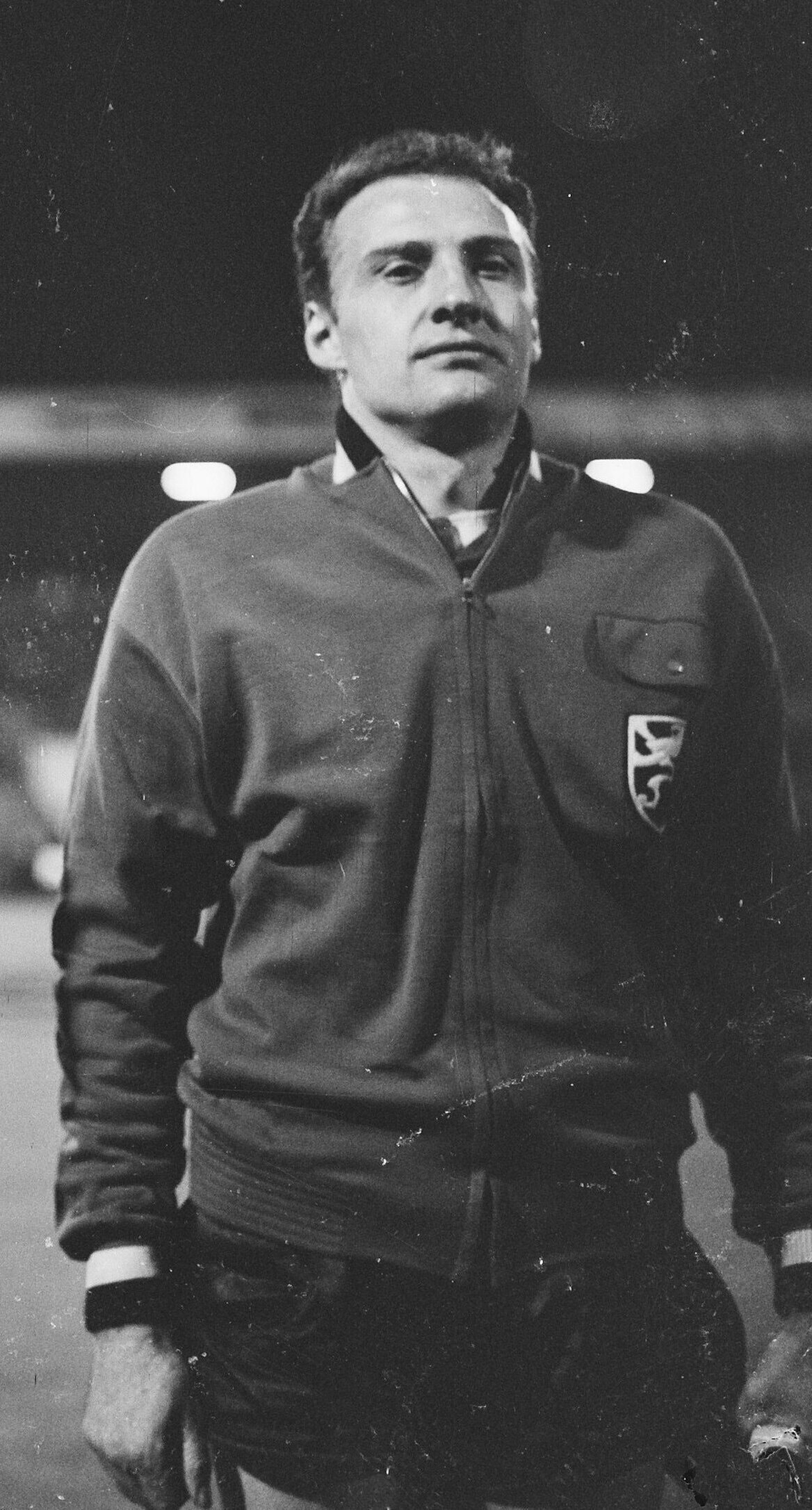
Ги Деласс

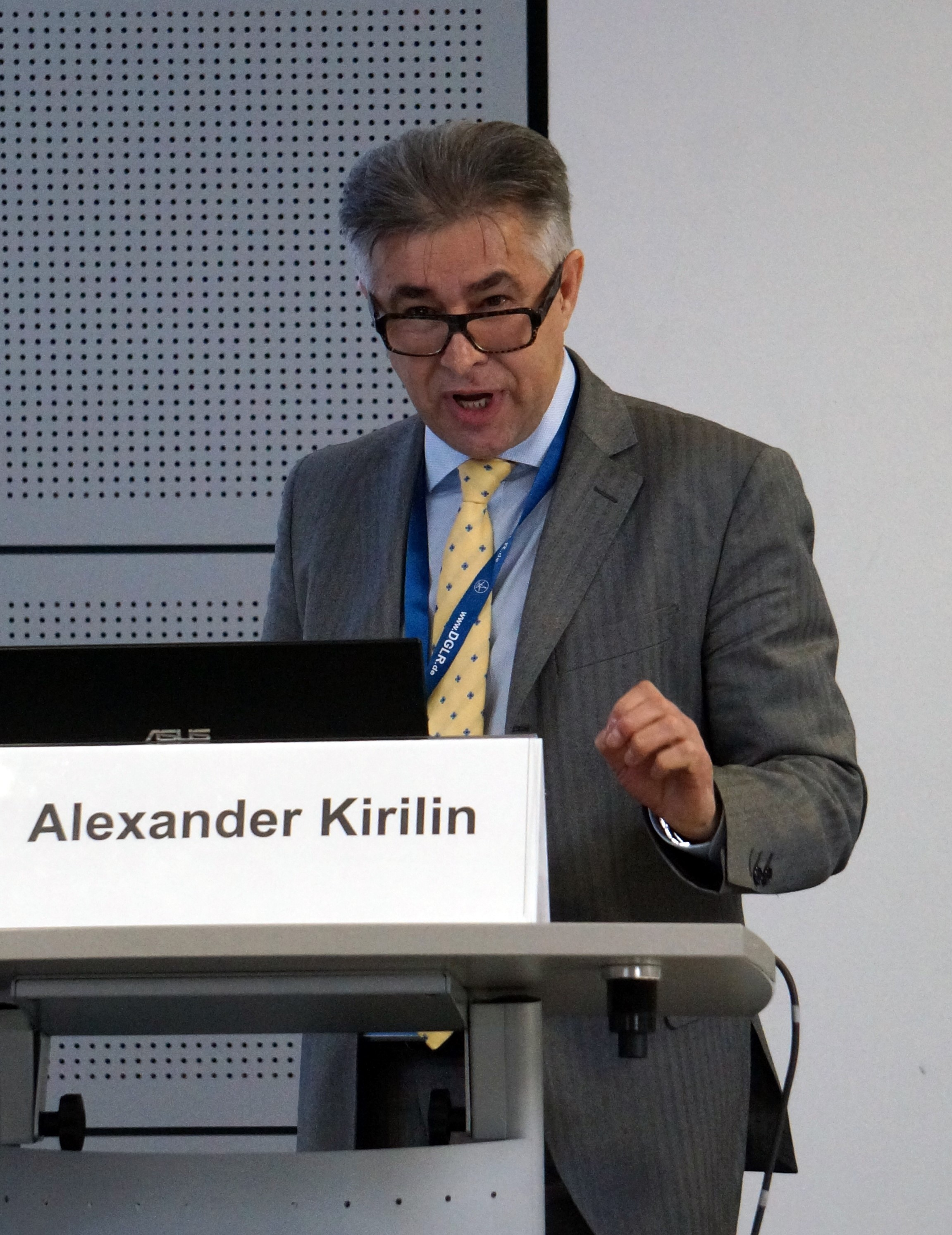
Александр Кирилин

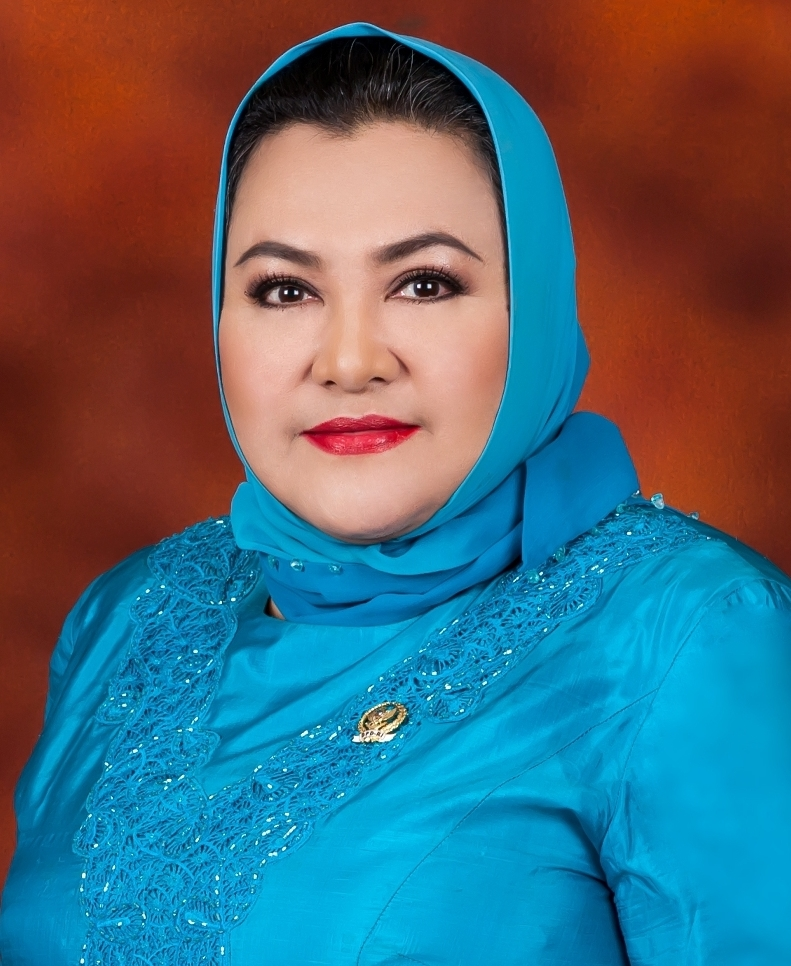
Эмилия Контесса

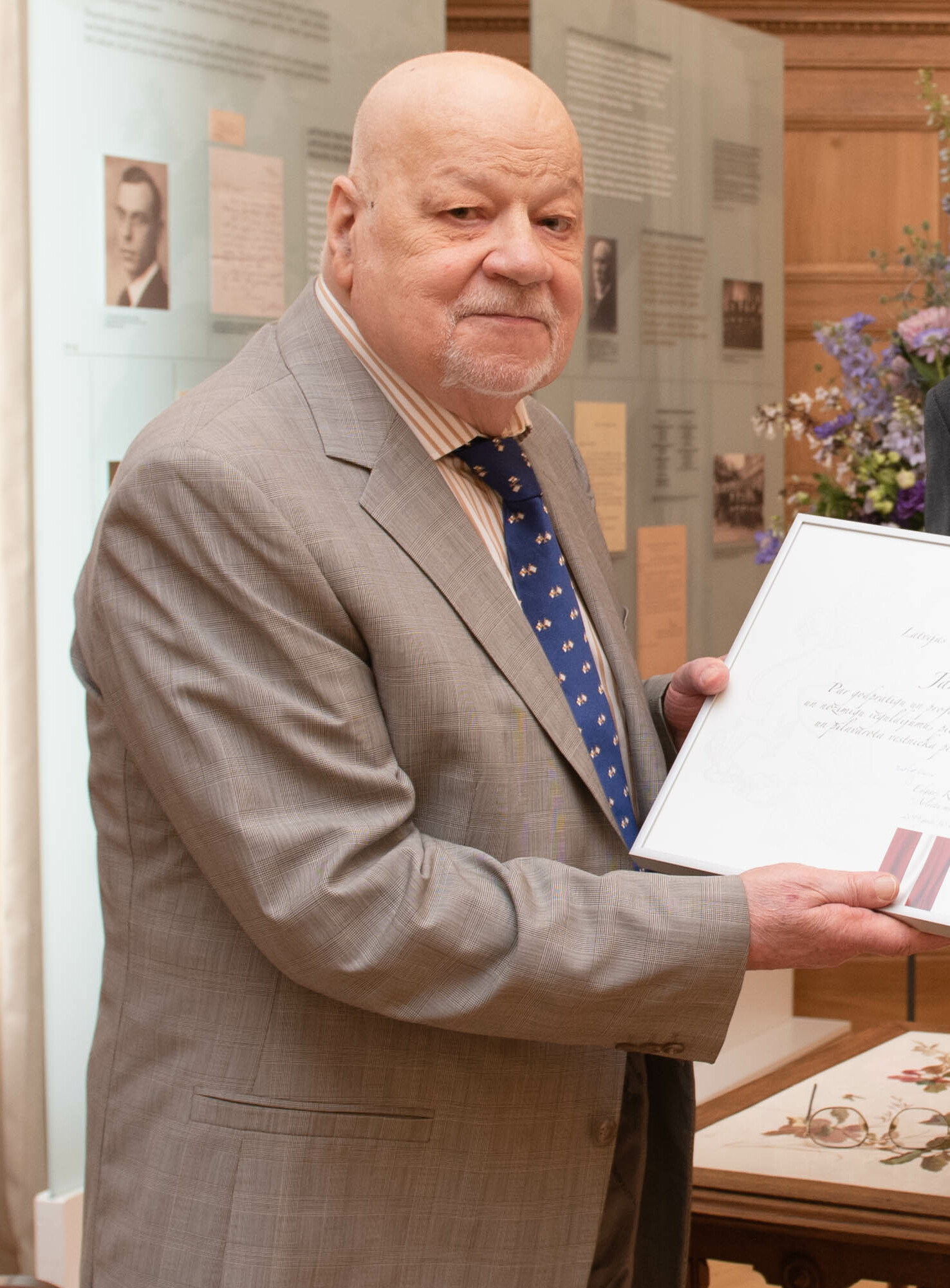
Янис Петерс

- Агирре, Альма Роса[исп.] (95) — мексиканская актриса[52].
- Айяла Альмейда, Хоэль[исп.] (78) — мексиканский политический деятель, сенатор (2000—2006, 2012—2018)[53].
- Деласс, Ги (91) — бельгийский футболист, игрок национальной сборной[54].
- Димасси, Хусин[араб.] (76) — тунисский политический деятель, министр финансов (2011—2012)[55].
- Дэвис, Алонсо[англ.] (82) — американский художник[56].
- Ибрам, Юсейн[рум.] (71) — румынский политический деятель, член Палаты депутатов (с 2016)[57].
- Кирилин, Александр Николаевич (76) — российский конструктор дирижаблей[58].
- Контесса, Эмилия (67) — индонезийская певица, актриса и политик, член Совета представителей регионов (2014—2019)[59].
- Петерс, Янис (85) — латвийский поэт, публицист и дипломат, народный депутат СССР (1989—1991), посол в России (1991—1997)[60].
- Праймль, Бальдур[нем.] (85) — австрийский прыгун с трамплина, бронзовый призёр Олимпийских игр (1968)[61].
- Седова, Галина Георгиевна (100) — советский и российский врач, заслуженный врач РСФСР, Герой Социалистического Труда (1978)[62].
- Улымов, Михаил Павлович (73) — советский и российский легкоатлет и тренер, заслуженный тренер России[63].

## 26 января

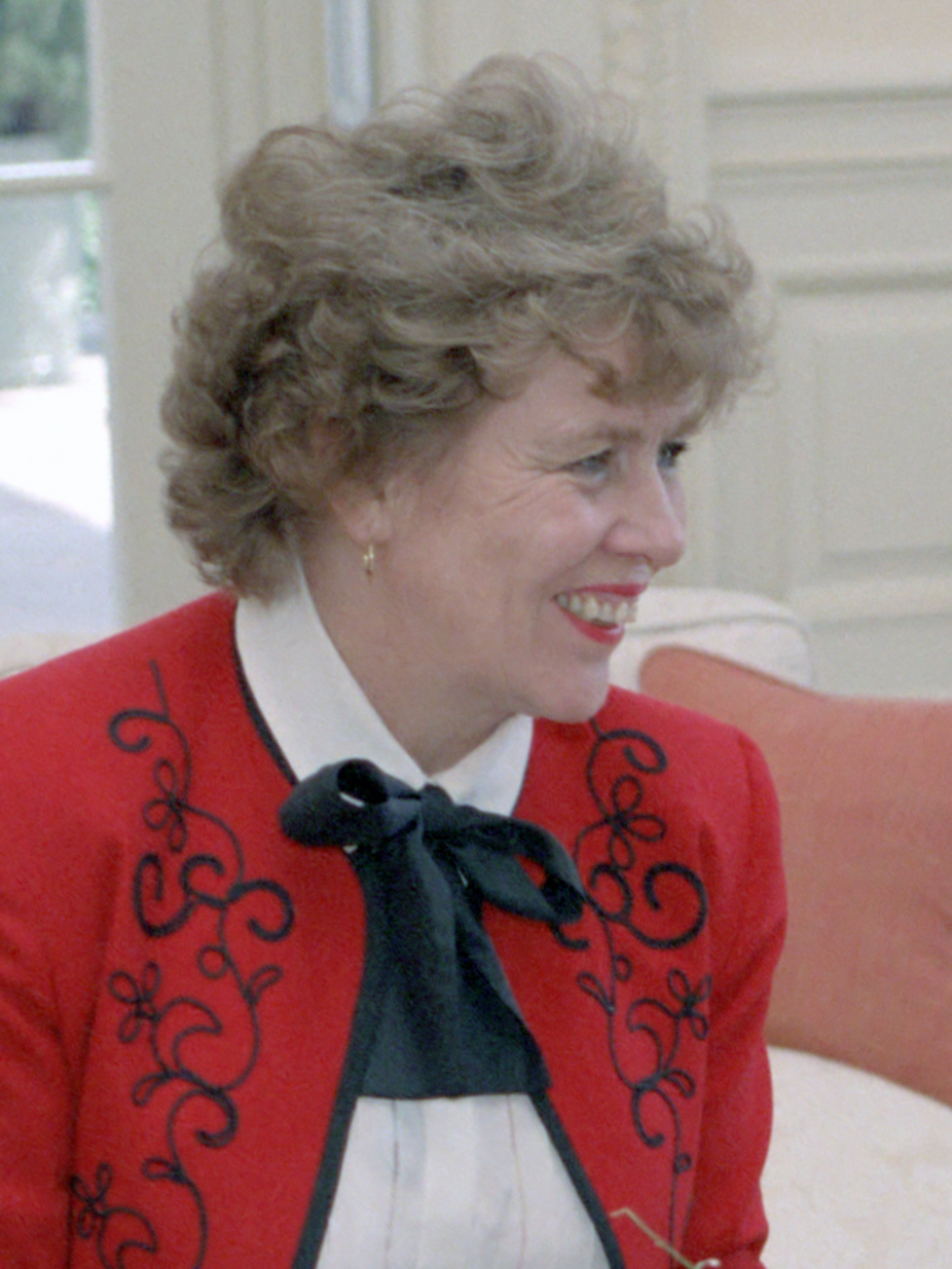
Сюзанна Масси

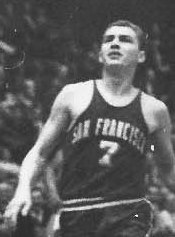
Гэри Филлипс

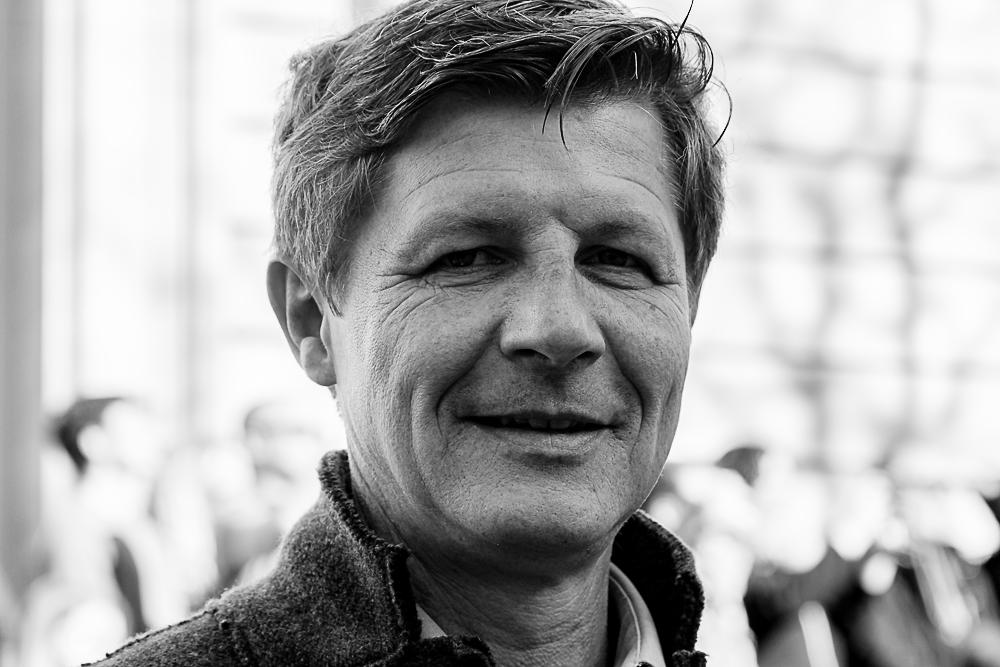
Николя Флориан

- Бхурджи, Автар Сингх (80) — угандийский игрок в хоккей на траве и тренер[64].
- Вальдес, Хорхе Луис[англ.] (63) — кубинский бейсболист, чемпион Олимпийских игр (1992)[65].
- Воданович, Эрнан[исп.] (78) — чилийский политический деятель, сенатор (1990—1994)[66].
- Джонсон, Пабло[англ.] (59) — американский журналист[67].
- Дронников, Николай Егорович (94) — русский художник, скульптор, издатель третьей волны эмиграции[68].
- Масси, Сюзанна (94) — американская писательница, историк и общественный деятель[69].
- Мелдебеков, Алихан Мелдебекович (76) — советский и казахстанский учёный в области зоотехники, академик НАН РК (2003)[70].
- Ромащенко, Игорь Владимирович (59) — российский актёр и режиссёр[71].
- Сорокин, Пётр Алексеевич (77) — советский и российский музыкант, заслуженный артист РСФСР (1985)[72].
- Тэмблинг, Грант[англ.] (81) — австралийский политический деятель, сенатор (1987—2001)[73].
- Филлипс, Гэри (85) — американский баскетболист, чемпион НБА (1962)[74].
- Флориан, Николя (55) — французский политик, мэр Бордо (2019—2020)[75].
- Чиепе, Гаоситве[англ.] (102) — ботсванский политический деятель, министр иностранных дел (1984—1994)[76].
- Янковский, Игорь Ростиславович (73) — советский и российский актёр и медиаменеджер[77].

## 25 января

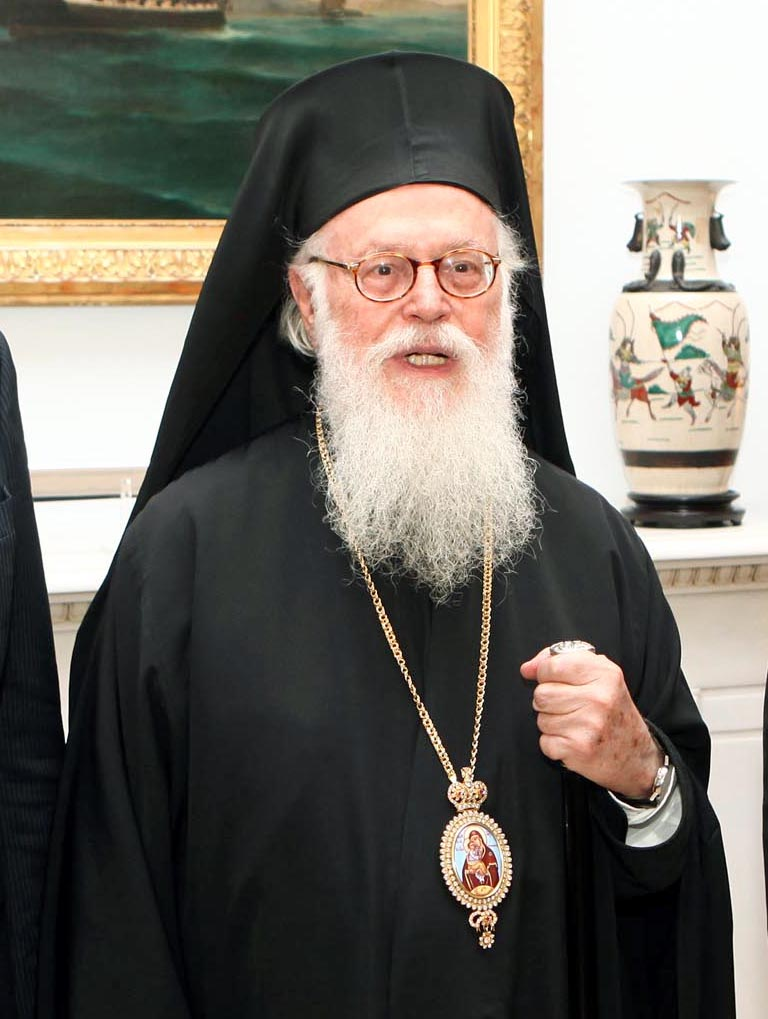
Архиепископ Анастасий

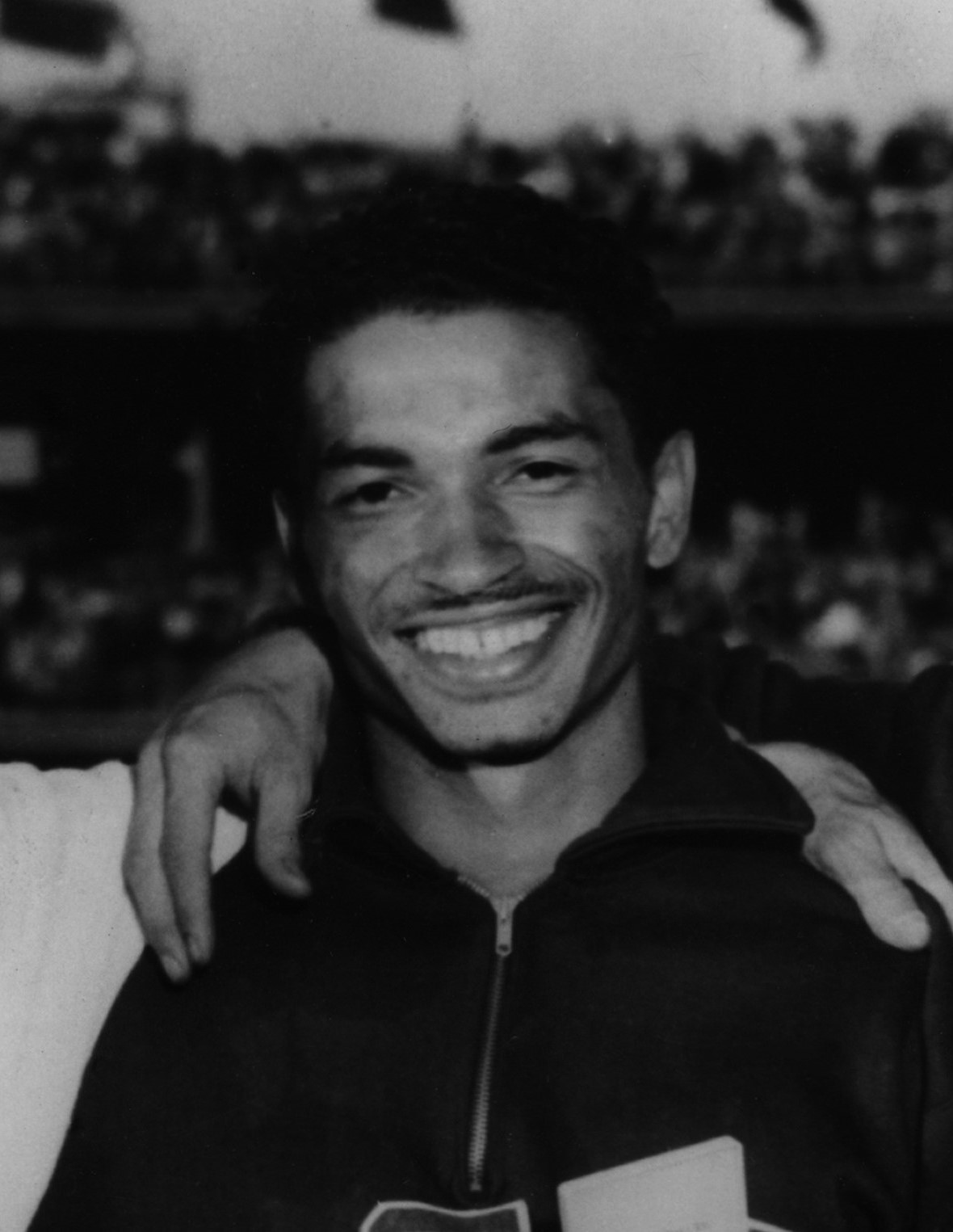
Грег Белл

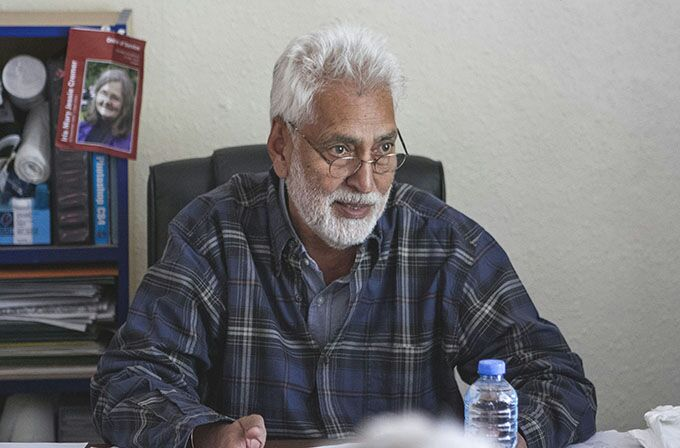
Харпал Брар

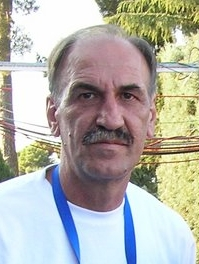
Дражен Далипагич

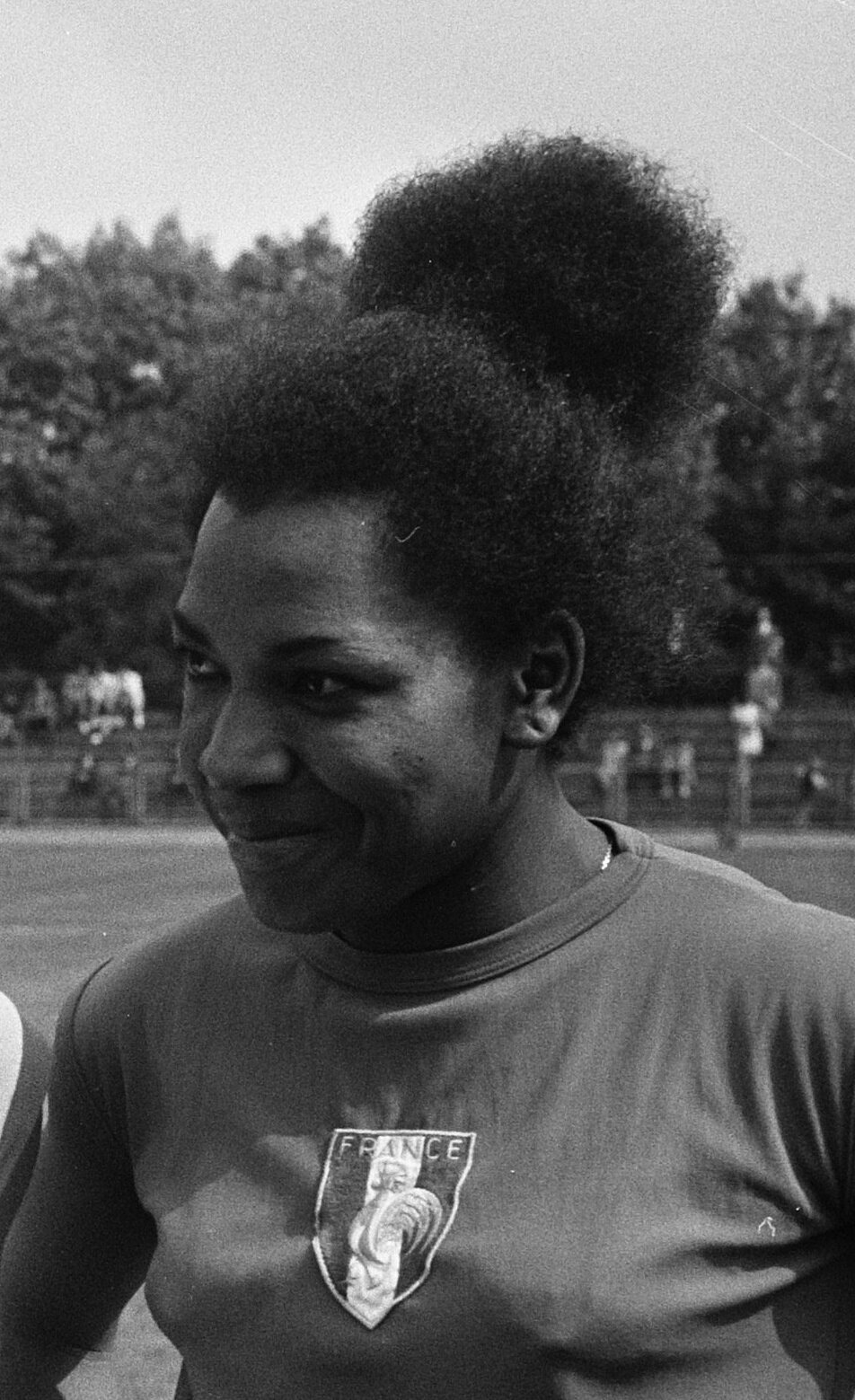
Марлен Кангио

- Анастасий (архиепископ Тиранский) (95) — предстоятель Албанской православной церкви, архиепископ Тиранский, Дурресский и всей Албании (с 1992)[78].
- Белл, Грег (94) — американский легкоатлет (прыжок в длину), олимпийский чемпион (1956)[79].
- Брар, Харпал (85) — индо-британский общественный и политический леворадикальный деятель, один из лидеров Socialist Labour Party (UK)[англ.], председатель-основатель CPGB-ML[80].
- Далипагич, Дражен (73) — югославский баскетболист, югославский и сербский тренер, олимпийский чемпион (1980), чемпион мира (1978), трёхкратный чемпион Европы[81].
- Кангио, Марлен (82) — французская легкоатлетка, участница Олимпийских игр (1964)[82].
- Катт, Латика[англ.] (76) — индийский скульптор[83].
- Ромеро, Глория[англ.] (91) — филиппинская актриса[84].
- Турбанов, Александр Владимирович (74) — российский юрист и политик, депутат Государственной думы I созыва (1993—1995)[85].
- Черношкур, Василий Андреевич (78) — советский и украинский актёр и радиоведущий, народный артист Украины (2001)[86].
- Шарафутдинов, Чулпан Зуфарович (77) — советский и российский партийный и государственный деятель, первый секретарь Нижнекамского горкома КПСС (1989—1991)[87].
- Эффионг, Мозес[англ.] (65) — нигерийский футболист[88].

## 24 января

Бирута Делле

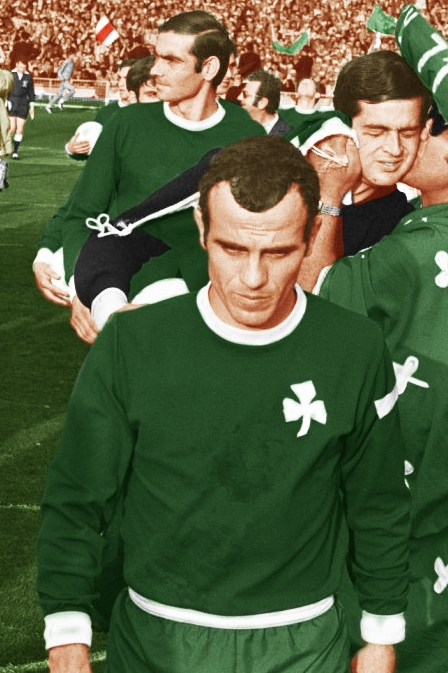
Мимис Домазос

- Амато, Джозеф[англ.] (86) — американский поэт и писатель[89].
- Арман, Дениз[тур.] (63) — турецкий журналист[90].
- Буяхи, Лахдар[фр.] (79) — алжирский футболист, игрок национальной сборной[91].
- Виха, Марцин[пол.] (52) — польский графический дизайнер и писатель[92].
- Ваутерс, Эдди (91) — бельгийский футболист, игрок национальной сборной[93].
- Гаскелл, Дэвид (84) — английский футболист[94].
- Гольдберг-Мулькевич, Ольга (91—92) — польско-израильский этнолог и этнограф, исследовательница традиционной культуры и народного искусства польских евреев[95].
- Гончаров, Николай Ефремович (99) — советский и украинский журналист и литературный критик[96].
- Делле, Бирута (81) — советская и латвийская художница[97].
- Домазос, Мимис (83) — греческий футболист, игрок национальной сборной[98].
- Каммингс, Айрис (104) — американская пловчиха и авиатор, последняя из участников летней Олимпиады 1936 года[99].
- Маккенна, Энн[англ.] (81) — новозеландская хоккеистка на траве, игрок национальной сборной[100].
- Манфреди, Джанфранко[итал.] (76) — итальянский певец, писатель и актёр[101].
- Наканиси, Секисуке[яп.] (98) — японский политический деятель, депутат Палаты представителей (1976—2003)[102].
- Нкуба, Пьер (?) — конголезский офицер, военный губернатор Северного Киву (c 2023); убит[103].
- Слейд, Эдриан[англ.] (88) — британский политический деятель, последний президент Либеральной партии (1987—1988)[104].
- Смирнов, Михаил Юрьевич (69) — российский религиовед, социолог и философ[105].
- Талабани, Мукаррам[араб.] (101) — иракский политический деятель, министр водных ресурсов (1972—1977) и транспорта (1977—1978)[106].
- Фараа, Вахиба[англ.] (?) — йеменский политический деятель, министр по правам человека (2001—2003)[107].
- Хэнхем, Джоан[англ.] (85) — британский политик, член Палаты лордов (1999—2020)[49].
- Эллерт Шрам[исл.] (85) — исландский футболист, игрок национальной сборной[108].
- Unk (43) — американский рэпер[109].

## 23 января
- Гейн, Александр Георгиевич (74) — российский математик, информатик и педагог[110].
- Гордей, Виктор Константинович[бел.] (78) — белорусский писатель и переводчик[111].
- Диоф, Мадиор[фр.] (85) — сенегальский политик, министр высшего образования (2000—2001)[112].
- Дуланто Ренкорет, Альфонсо[исп.] (81) — чилийский политик, министр горнодобывающей промышленности Чили (2002—2006)[113].
- Кан, Жан-Франсуа[фр.] (86) — французский журналист[114].
- Кочев, Красимир (50) — болгарский борец вольного стиля, призёр чемпионатов мира и Европы, участник Олимпийских игр (2000, 2004)[115].
- Макдональд, Тоби (73) — канадский кёрлингист и тренер по кёрлингу, игрок и тренер национальной сборной, тренер олимпийских чемпионов (2006)[116].
- Марш, Генри Л.[англ.] (91) — американский политик, мэр Ричмонда, (Виргиния)[117].
- Морган, Джон Адамс (94) — американский яхтсмен и предприниматель, олимпийский чемпион (1952)[118].
- Мулим, Нилтон[порт.] (62) — бразильский политик, депутат Палаты депутатов (2007—2012), мэр Сан-Гонсалу (2013—2016)[119].
- Спасская, Ираида Васильевна (80) — советская шашистка, четырёхкратная чемпионка СССР по русским шашкам, сестра шахматиста Бориса Спасского[120].
- Стаматиадис, Андреас[греч.] (89) — греческий футболист[121].
- Степанков, Валерий Степанович (77) — советский и украинский историк[122].
- Уидом, Бенджамин[англ.] (97) — американский физический химик, лауреат медали Больцманв (1998)[123].
- Усени, Иеремия[англ.] (81) — нигерийский политик, сенатор (2015—2019)[124].
- Хихлуха, Лев Васильевич (87) — советский и российский архитектор, заслуженный архитектор РСФСР (1989), академик РААСН[125].
- Шолохова, Светлана Михайловна (98) — советский и российский литературовед-текстолог, дочь Михаила Шолохова[126].
- Янсма, Эстер (66) — нидерландская поэтесса, писательница и археолог[127].

## 22 января

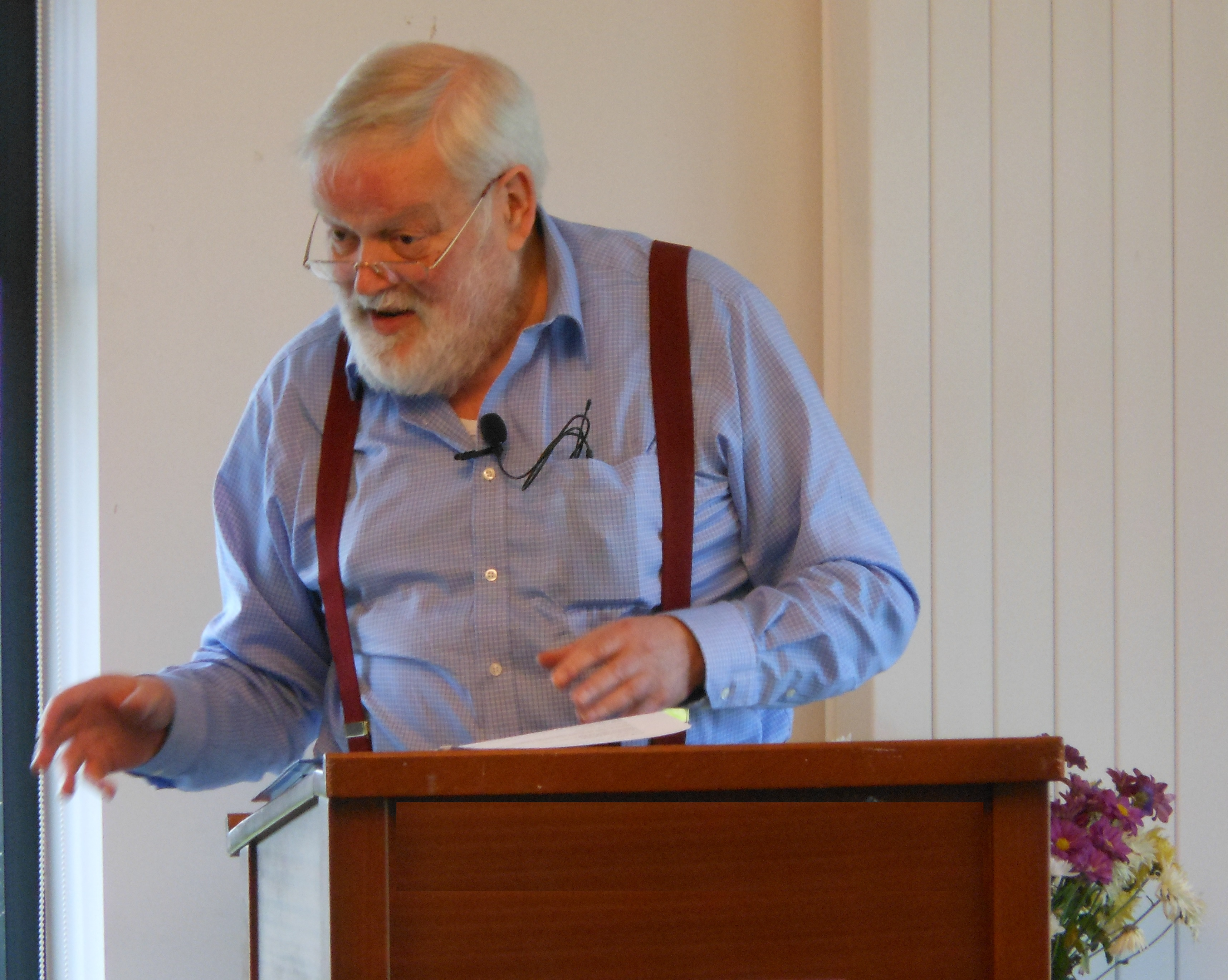
Майкл Лонгли

- Абугаттас, Даниэль[исп.] (69) — перуанский политический деятель, президент Конгресса (2011—2012)[128].
- Беляев, Юрий Константинович (92) — советский и российский математик[129].
- Клементьев, Александр Иванович (90) — советский хозяйственный деятель, директор Лысьвенского металлургического завода (1975—1989)[130].
- Лонгли, Майкл (85) — североирландский поэт[131].
- Луккезе, Франческо Паоло[итал.] (90) — итальянский политик. депутат Палаты депутатов (1994—2013)[132].
- Мехди, Табиш[англ.] (73) — индийский поэт[133].
- Мур, Джон[англ.] (88) — австралийский политик, министр по делам бизнеса и защиты прав потребителей (1980—1982), министр промышленности, науки и туризма (1996—1998), министр обороны (1998—20010, депутат Палаты представителей (1975—2001)[134].
- Оцеля, Корнел[рум.] (84) — румынский гандболист, чемпион мира (1961, 1964, 1970)[135].
- Пилипчук, Владимир Мефодиевич[укр.] (76) — украинский экономист и политик, депутат Верховной рады (1990—1998)[136].
- Радченко, Владимир Иванович (83) — советский и российский юрист, первый заместитель председателя Верховного суда РСФСР/Российской Федерации (1989—2008)[137].
- Рейвен, Шарлотта[англ.] (55) — британская журналистка и писательница[138].
- Родионова, Вера Михайловна (92) — советский и российский экономист, заслуженный деятель науки Российской Федерации (1996)[139].
- Роша Виейра, Вашку Жоакин[порт.] (85) — португальский военный и политический деятель, губернатор Макао (1992—1999)[140].
- Харрисон, Кэри[англ.] (80) — английский писатель[141].
- Филиппова, Лидия Сергеевна (92) — советский и российский педагог и организатор образования, народный учитель СССР (1979)[142].
- Якуб, Габриэль[фр.] (72) — французский музыкант, сооснователь группы Malicorne[143].

## 21 января

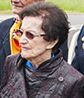
Валери Андре

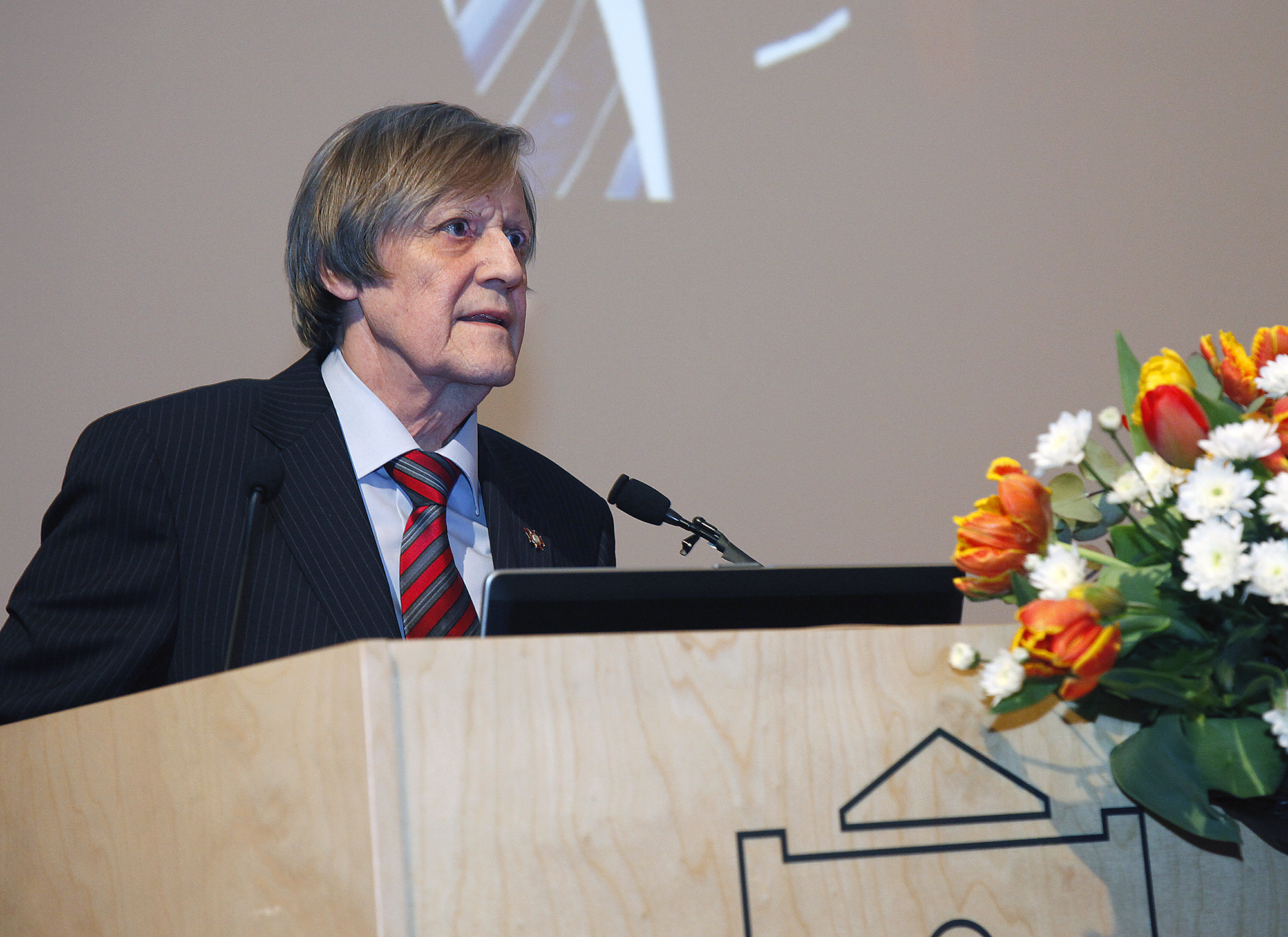
Юри Мартин

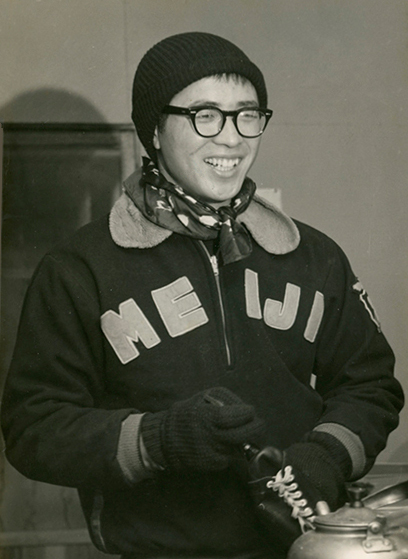
Кэйити Судзуки

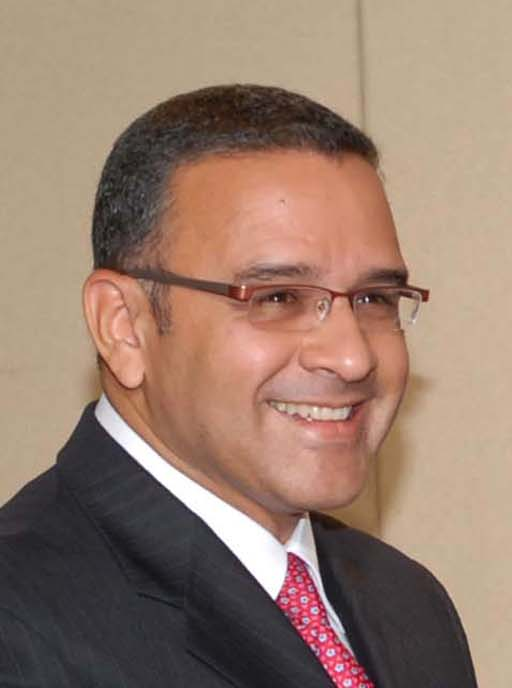
Маурисио Фунес

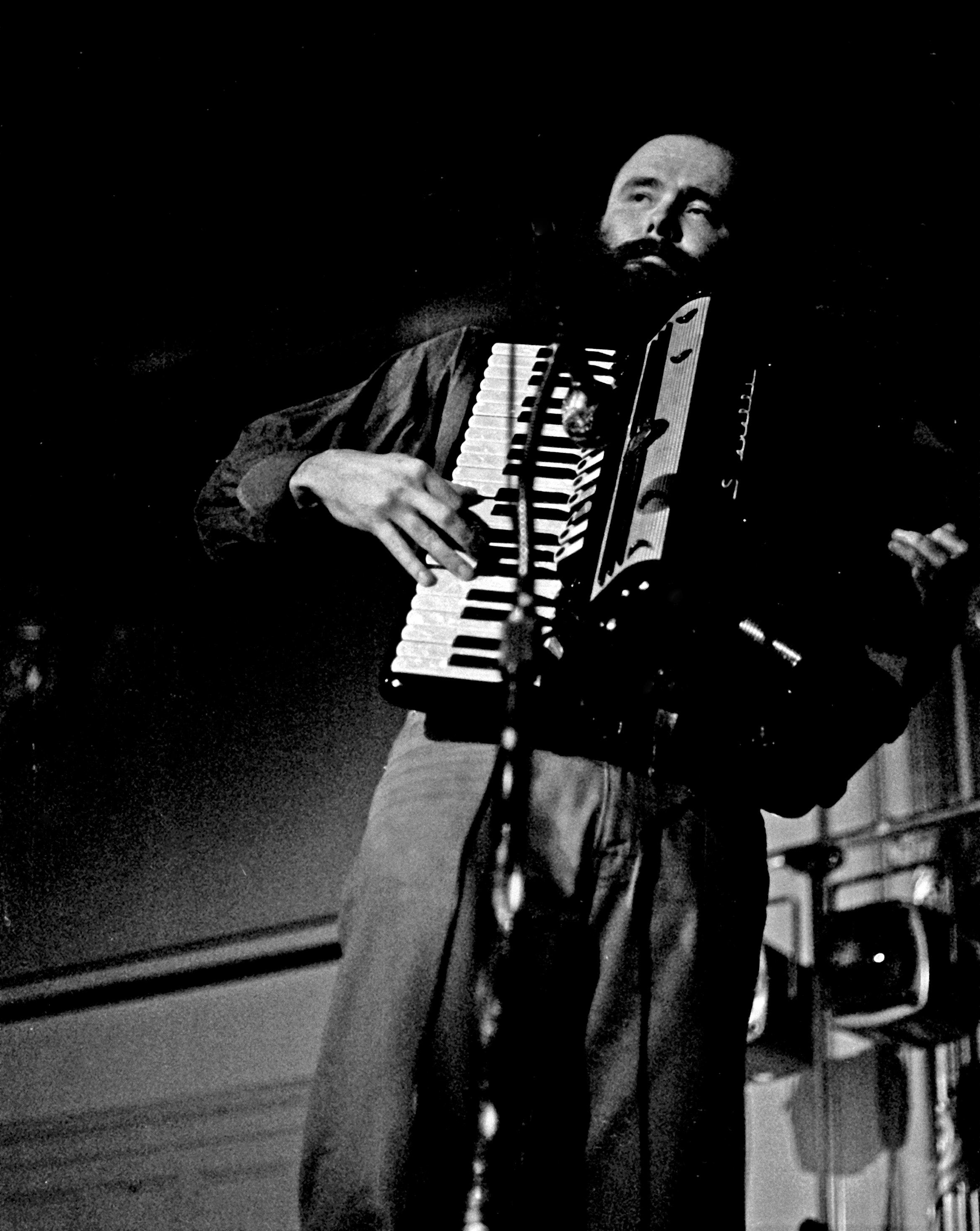
Гарт Хадсон

- Аль-Мухайни, Абдул Салам[араб.] (36) — оманский футболист, игрок национальной сборной[144].
- Андре, Валери (102) — французский военный врач и авиатор, ветеран французского Сопротивления[145].
- Аустад, Торе[норв.] (89) — норвежский политик, министр образования (1981—1983), депутат Стортинга (1977—1989)[146].
- Беквит, Джон Брюс[англ.] (91) — американский патологоанатом, сооткрыватель синдрома Беквита — Видемана[147].
- Блекен, Хокон[норв.] (96) — норвежский художник[148].
- Бэр, Джо[англ.] (95) — американская художница[149].
- Гао Чжэньтун[кит.] (96) — китайский материаловед, член Китайской академии наук (1991)[150].
- Гебель, Александр Робертович (74) — советский и украинский джазовый музыкант и композитор, заслуженный работник культуры Украины (1995)[151].
- Ингбер, Эллиот (83) — американский гитарист[152].
- Кромптон, Дэнис[англ.] (89) — английский архитектор. член группы «Аркигрэм»[153].
- Ледовской, Виктор Иванович (82) — российский политик, мэр Невинномысска (2004—2009)[154].
- Мартин, Юри Леович (84) — эстонский эколог и политик, член Эстонской академии наук (1990), депутат Рийгикогу (1999—2003)[155].
- Перцев, Александр Владимирович (70) — советский и российский философ[156].
- Судзуки, Кэйити (82) — японский конькобежец, участник Олимпийских игр (1964, 1968, 1972)[157].
- Фунес, Маурисио (65) — сальвадорский журналист и политический деятель, президент (2009—2014)[158].
- Хадсон, Гарт (87) — канадский мультиинструменталист и композитор[159].
- Чоу, Роберт[малайск.] (85) — малайзийский футболист, игрок национальной сборной[160].

## 20 января

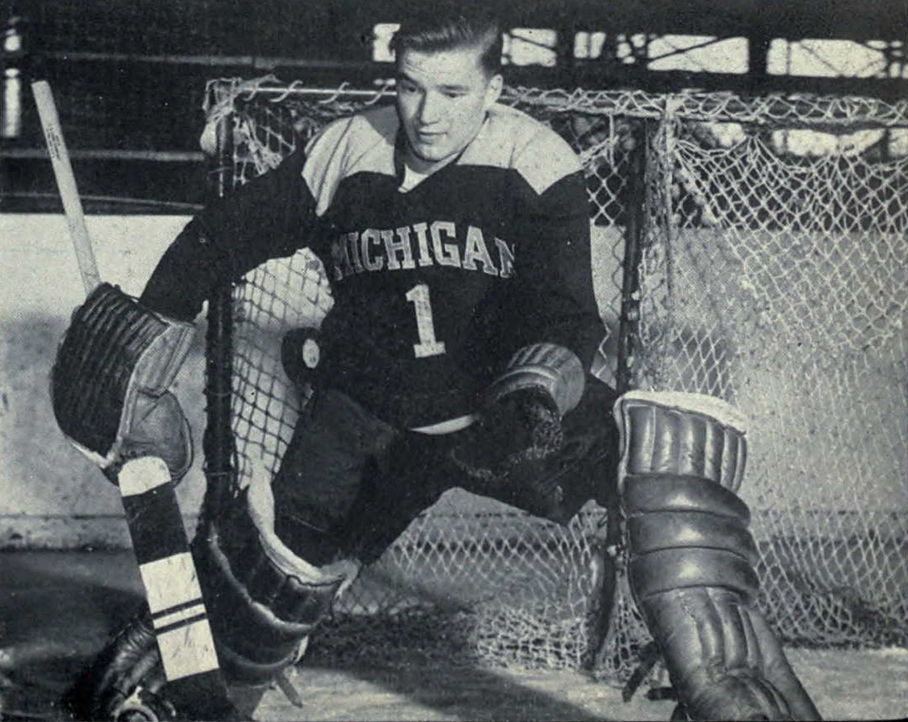
Уиллард Айкола

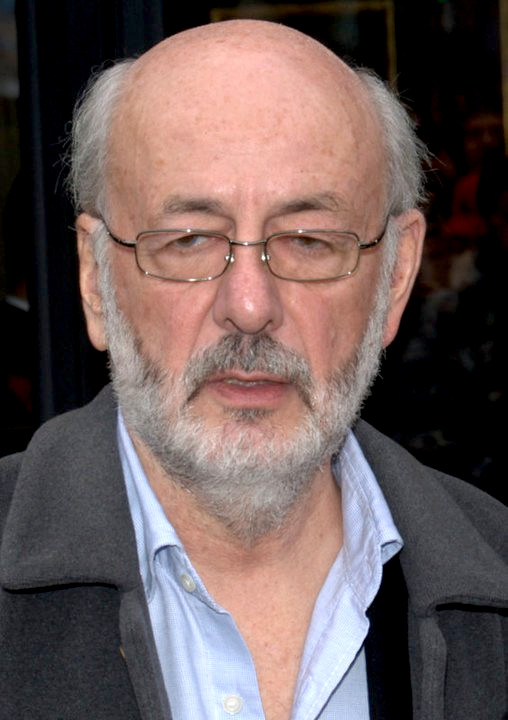
Бертран Блие

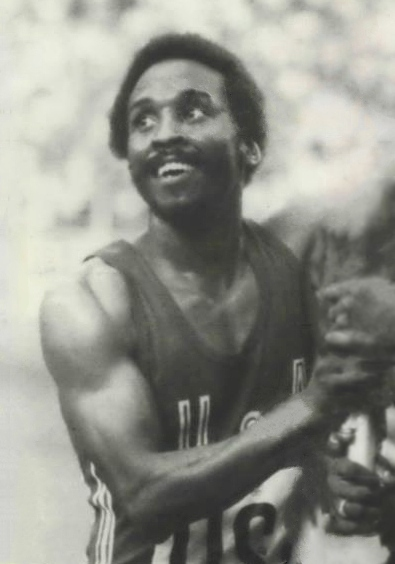
Фред Ньюхаус

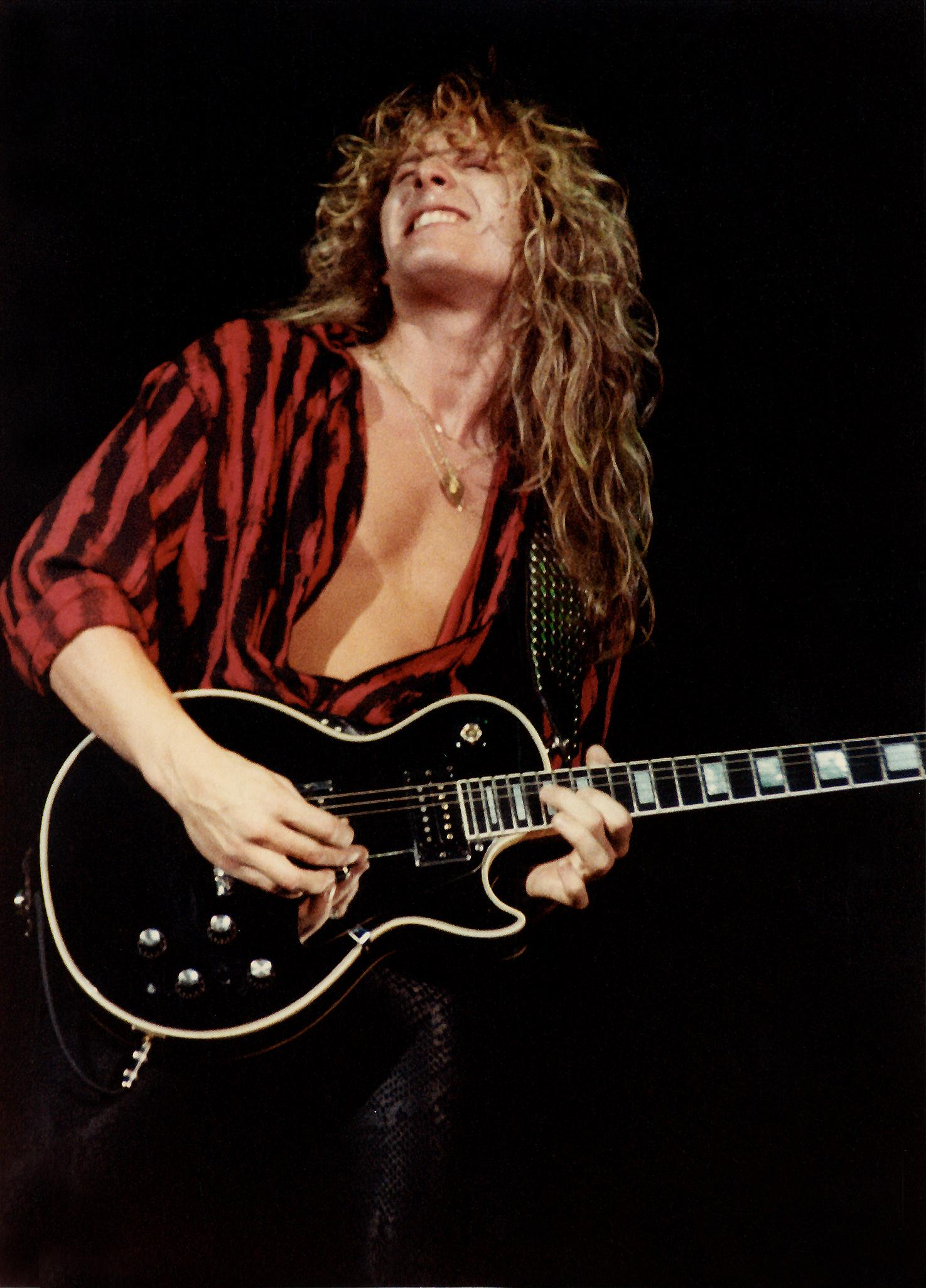
Джон Сайкс

- Айкола, Уиллард (92) — американский хоккеист и тренер, серебряный призёр Олимпийских игр (1956)[161].
- Аш-Шербини, Мохаммед Абдель Латиф[араб. егип.] (86) — египетский футболист и тренер, участник Олимпийских игр (1960, 1964)[162].
- Блие, Бертран (85) — французский кинорежиссёр и сценарист[163].
- Гречишкин, Иван Фёдорович (86) — советский и российский передовик промышленного производства, Герой Социалистического Труда (1981)[164].
- Джустинелли, Франко[итал.] (84) — итальянский политический деятель, сенатор (1983—1992)[165].
- Манхас, Шамшио Сингх[англ.] (65) — индийский политик, член Раджья сабхи (2015—2021)[166].
- Ньюхаус, Фред (76) — американский спринтер, олимпийский чемпион (1976)[167].
- Поташник, Семён Израелевич (94) — советский и украинский инженер-гидроэнергетик, строитель и учёный, Герой Украины (2002)[168].
- Рейнтофт, Ханне (90) — датская политическая деятельница, депутат Фолькетинга (1966—1971, 1973—1976)[169].
- Ричардс, Сесиль[англ.] (67) — американская феминистка[170].
- Сайкс, Джон (65) — британский гитарист, вокалист и автор песен (Tygers of Pan Tang, Thin Lizzy, Whitesnake, Blue Murder) (о смерти объявлено в этот день)[171].
- Тодт, Рейнхард[нем.] (75) — австрийский политик, член (2001—2018) и президент (2013, 2018) Федерального совета[172].
- Хатун, Асма[бенг.] (90) — бангладешская политическая деятельница, депутат Парламента (1991—1995)[173].
- Хижняк, Виталий Михайлович (90) — советский и украинский партийный и государственный деятель, народный депутат Украины I созыва (1990—1994)[174].

## 19 января

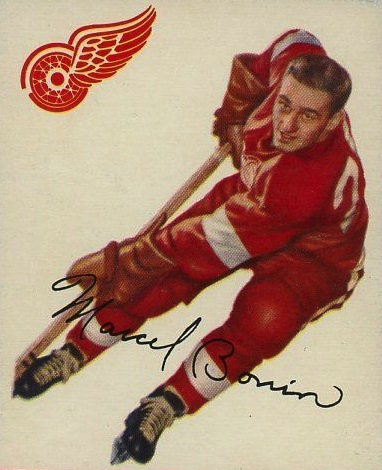
Марсель Бонен

- Аксёнов, Александр Иванович (82) — советский и российский историк и генеалог[175].
- Арельяно Леннокс, Карлос[исп.] (96) — панамский морской биолог и политический деятель, президент Национальной ассамблеи (1990)[176].
- Бекназар-Ханинга, Юрий Иванович (75) — советский и казахский актёр, театральный режиссёр и педагог, Заслуженный деятель Республики Казахстан (1998)[177].
- Бетанкур, Лазаро Ариситидес[исп.] (88) — кубинский барьерист, участник Олимпийских игр (1964) (о смерти объявлено в этот день)[178].
- Бонен, Марсель (93) — канадский хоккеист, четырёхкратный обладатель Кубка Стэнли[179].
- Давлеткулова, Ануза Шарифулловна (89) — советский почтальон, Герой Социалистического Труда (1976)[180].
- Дворянинова, Клавдия Платоновна (92) — советская ткачиха, депутат Верховного Совета СССР (1974—1984)[181].
- Дигрис, Леопольдас (90) — советский и литовский органист, пианист и педагог, народный артист Литовской ССР (1983)[182].
- Дюсюмбекова, Агиба (85) — советский передовик сельского хозяйства, полный кавалер ордена Трудовой Славы[183].
- Кралован, Геза[англ.] (78) — венгерский байдарочник, чемпион мира (1973)[184].
- Кляйн, Ева (99) — шведский иммунолог, член Шведской королевской академии наук (1987)[185].
- Кэлдервуд, Джимми[англ.] (69) — шотландский футболист и футбольный тренер[186].
- Майнсберген, Ян[англ.] (86) — нидерландский политик, сенатор (1981—1983, 1990—1991)[187].
- Мертенс, Пьер (85) — бельгийский писатель и журналист[188].
- Сингхате, Калилу[англ.] (90) — гамбийский политик, депутат Палаты представителей Гамбии (1962—1977)[189].
- Удо, Тийс[англ.] (70) — нидерландский политик, депутат Палаты представителей (1998—2002)[190].
- Фолкнер, Джордж[англ.] (91) — канадский хоккеист, бронзовый призёр чемпионата мира (1966)[191].
- Хамадиев, Дарвис Яхиевич (78) — советский футболист[192].
- Шохар, Пал[венг.] (88) — венгерский химик, действительный член Венгерской академии наук (2007)[193].
- Янсон, Хорст[нем.] (89) — немецкий киноактёр[194].

## 18 января

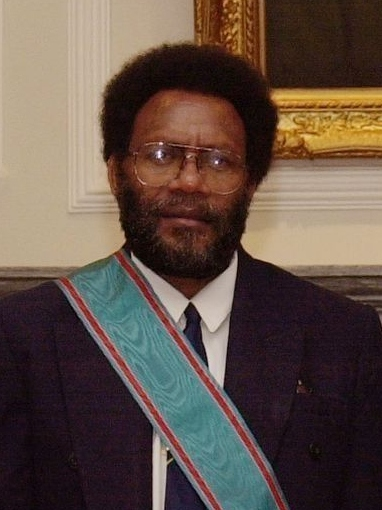
Джон Лапли

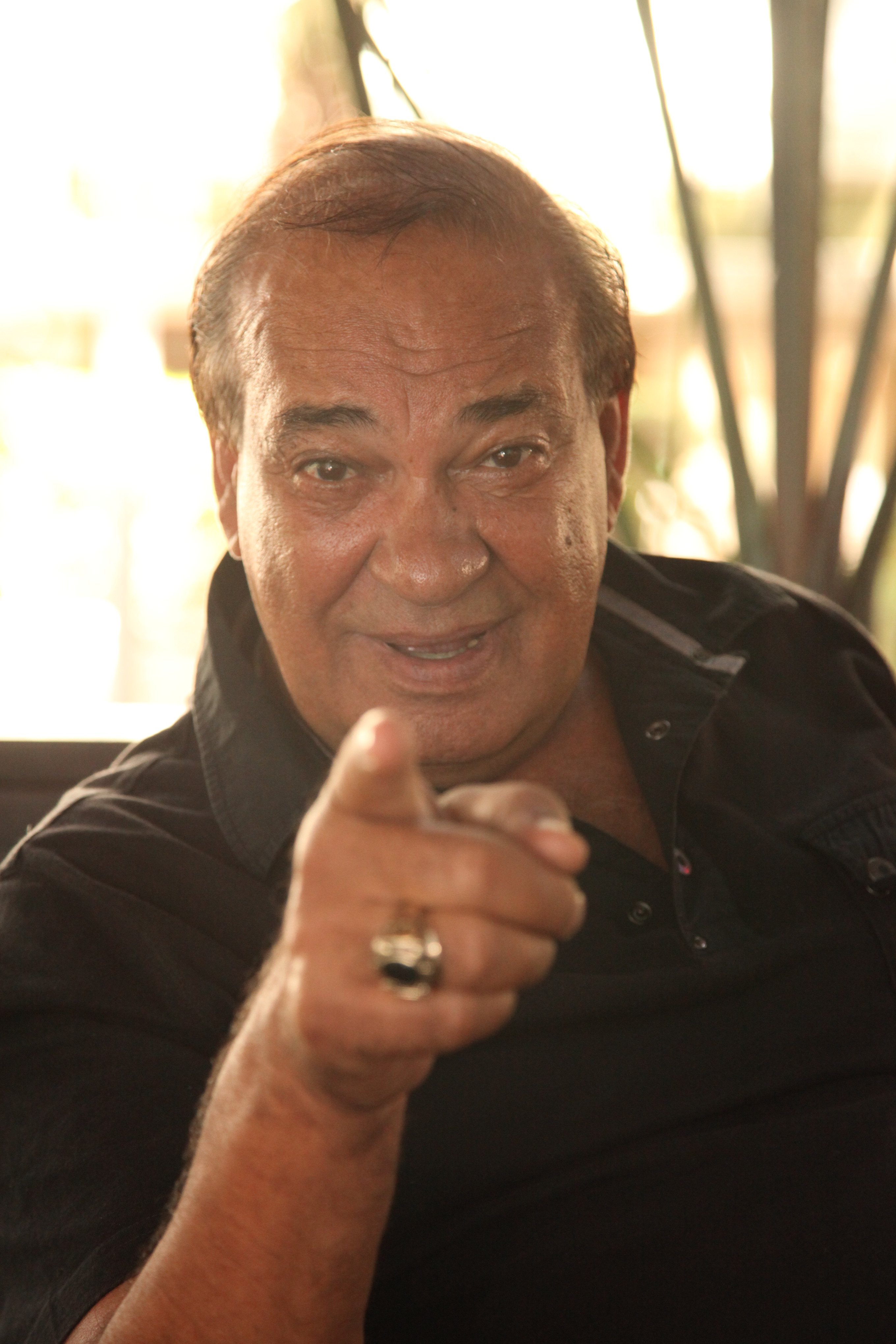
Зеэв Ревах

- Бельден, Билл[англ.] (76) — американский гребец, двукратный чемпион мира (1974, 1979)), участник Олимпийских игр (1976)[195].
- Брук, Гарри[англ.] (64) — английский футболист[196].
- Вагнерова, Элишка[чеш.] (76) — чешский юрист, председатель Верховного суда (1998—2002), сенатор (2012—2018)[197].
- Валентич, Мирко (92) — хорватский историк[198].
- Ван Кампен, Клэр Луиза[англ.] (71) — британский композитор, театральный режиссёр и сценаристка[199].
- Гонсалвеш, Эвалду[порт.] (91) — бразильский политик, депутат Палаты депутатов (1987—1995)[200].
- Димитров, Бойко (83) — болгарский дипломат и политик, посол на Кубе (1978—1982), министр иностранных дел (1989—1990)[201].
- Инфантино, Лоренцо[итал.] (77) — итальянский философ и социолог[202].
- Каннемейер, Брюс[англ.] (60) — южноафриканский политик, депутат Национальной ассамблеи (1999—2004)[203].
- Кьеппа, Риккардо (98) — итальянский юрист, председатель Конституционного суда (2002—2004)[204].
- Кьюпитт, Дон (90) — британский философ и богослов[205].
- Лапли, Джон (69) — религиозный деятель и политик Соломоновых Островов, генерал-губернатор (1999—2004)[206].
- Ларсен, Эстер[дат.] (88) — датский политик, министр здравоохранения (1989—1993) депутат Фолькетинга (1994—2005)[207].
- Мокисех, Мохаммад[перс.] (68) — иранский юрист, судья Высшего суда; убийство[208].
- Мычельский, Ян (92) — польский математик, соавтор аксиомы детерминированности[209].
- Николсон, Джефф[англ.] (71) — британский писатель[210].
- Оайдэ, Николае[рум.] (91) — румынский футболист[211].
- Разини, Али[перс.] (71) — иранский юрист, судья Высшего суда Ирана; убийство[208]
- Ревах, Зеэв (84) — израильский актёр, продюсер, сценарист[212].
- Рейдер, Пол[англ.] (90) — американский религиозный деятель 15-й генерал Армии спасения (1994—1999)[213].
- Француз, Анатолий Иосифович (70) — украинский деятель органов правопорядка и государственный деятель, начальник управлений МВД Ивано-Франковской (1994—2000) и Ровненской (2000—2002) областей, глава Волынской областной администрации (2002—2005), Герой Украины (2002)[214].

## 17 января

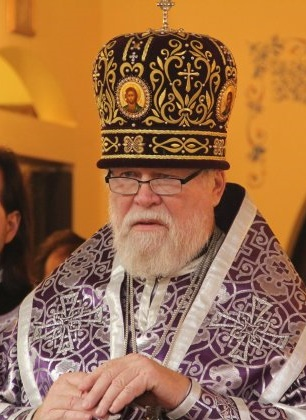
Виктор (Пьянков)

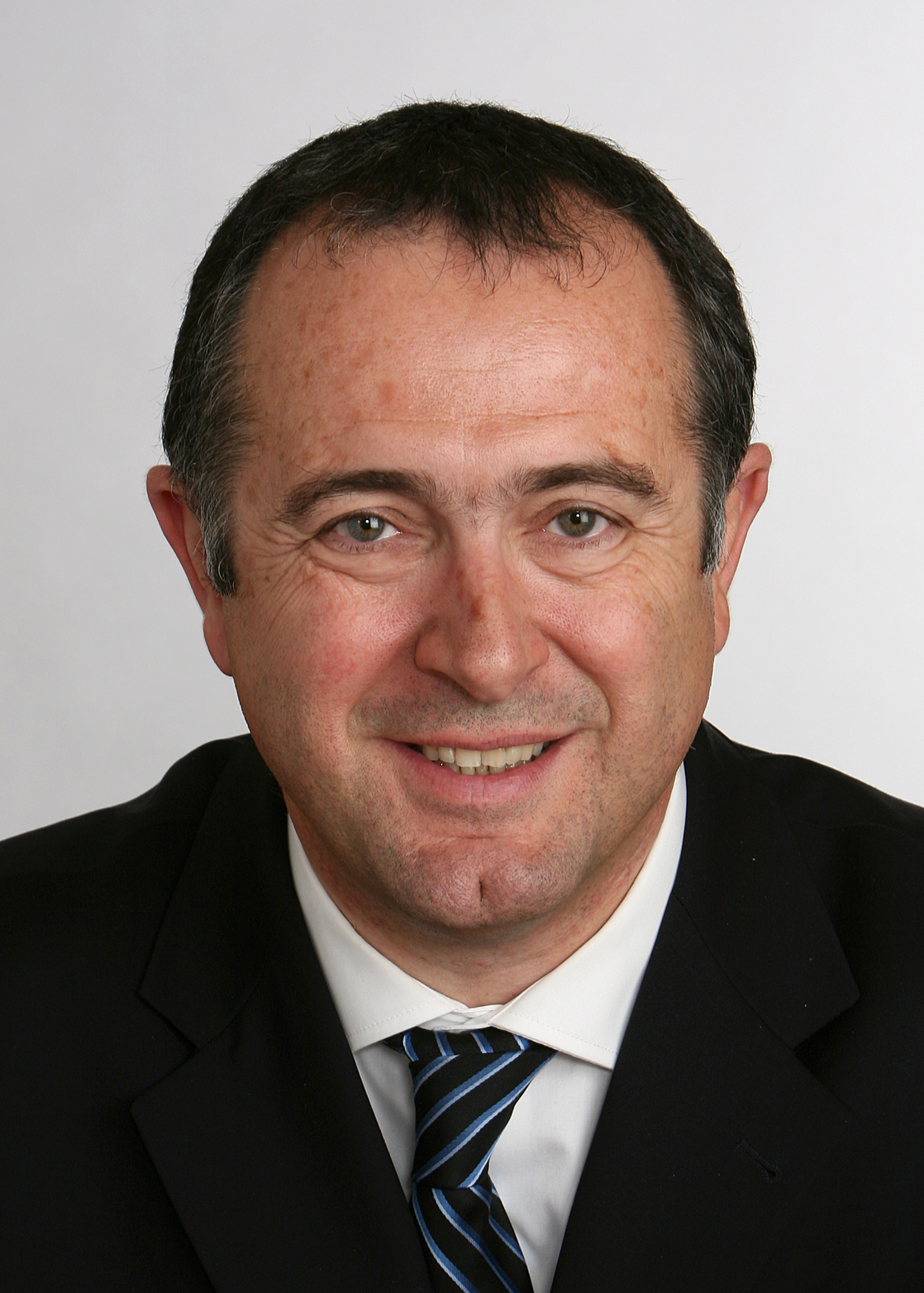
Дидье Гийом

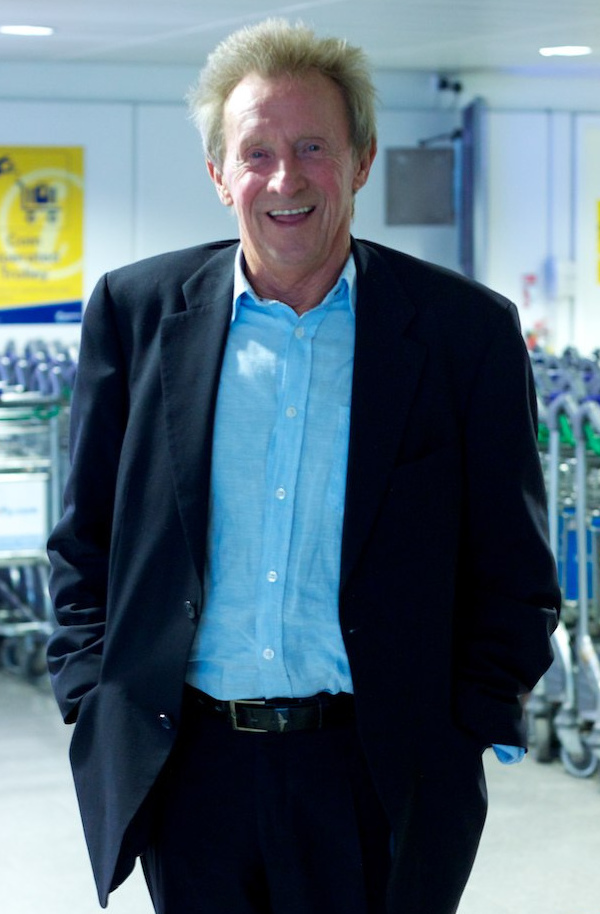
Денис Лоу

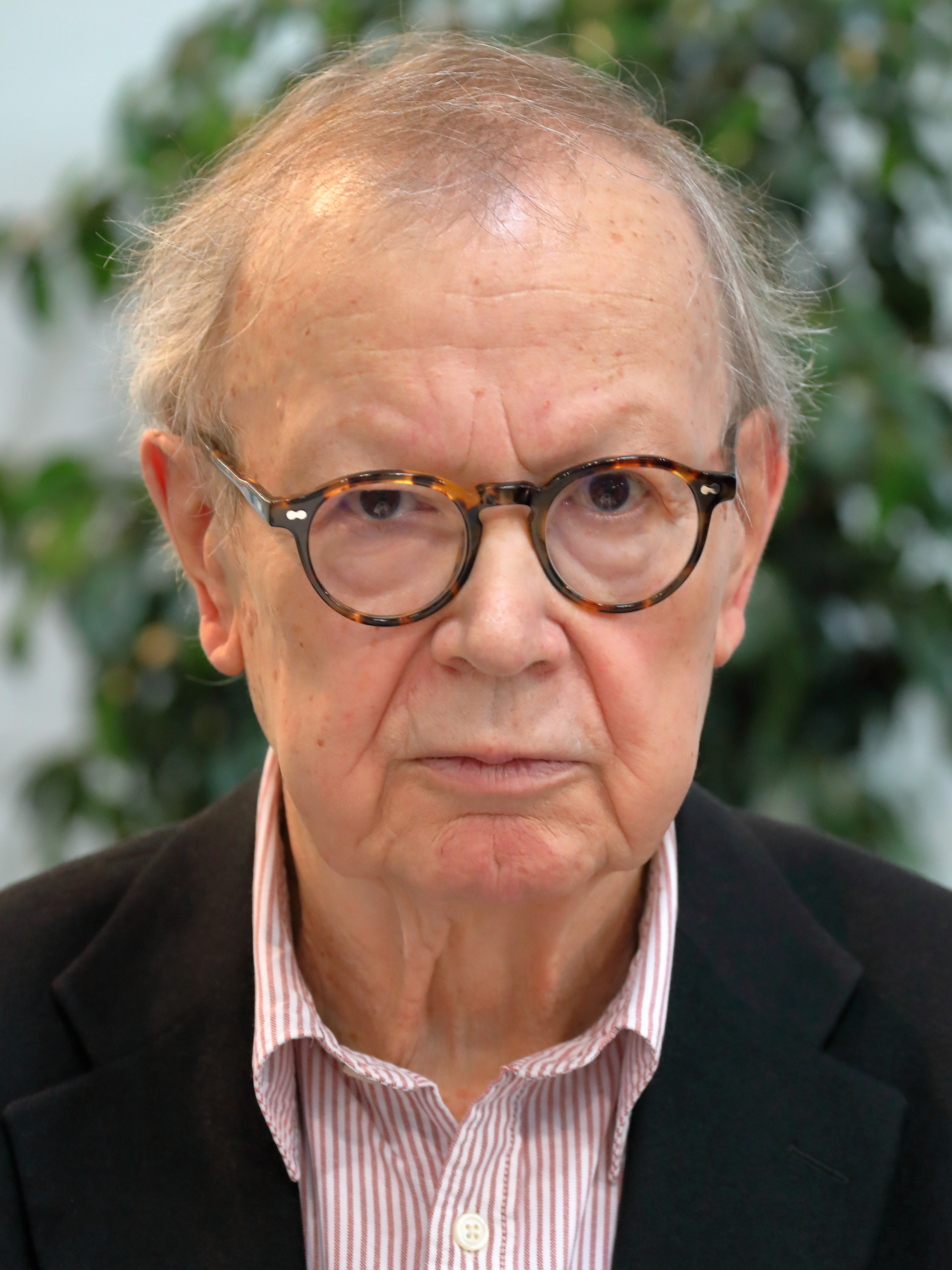
Мартин Поллак

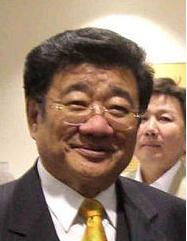
Пунсалмаагийн Очирбат

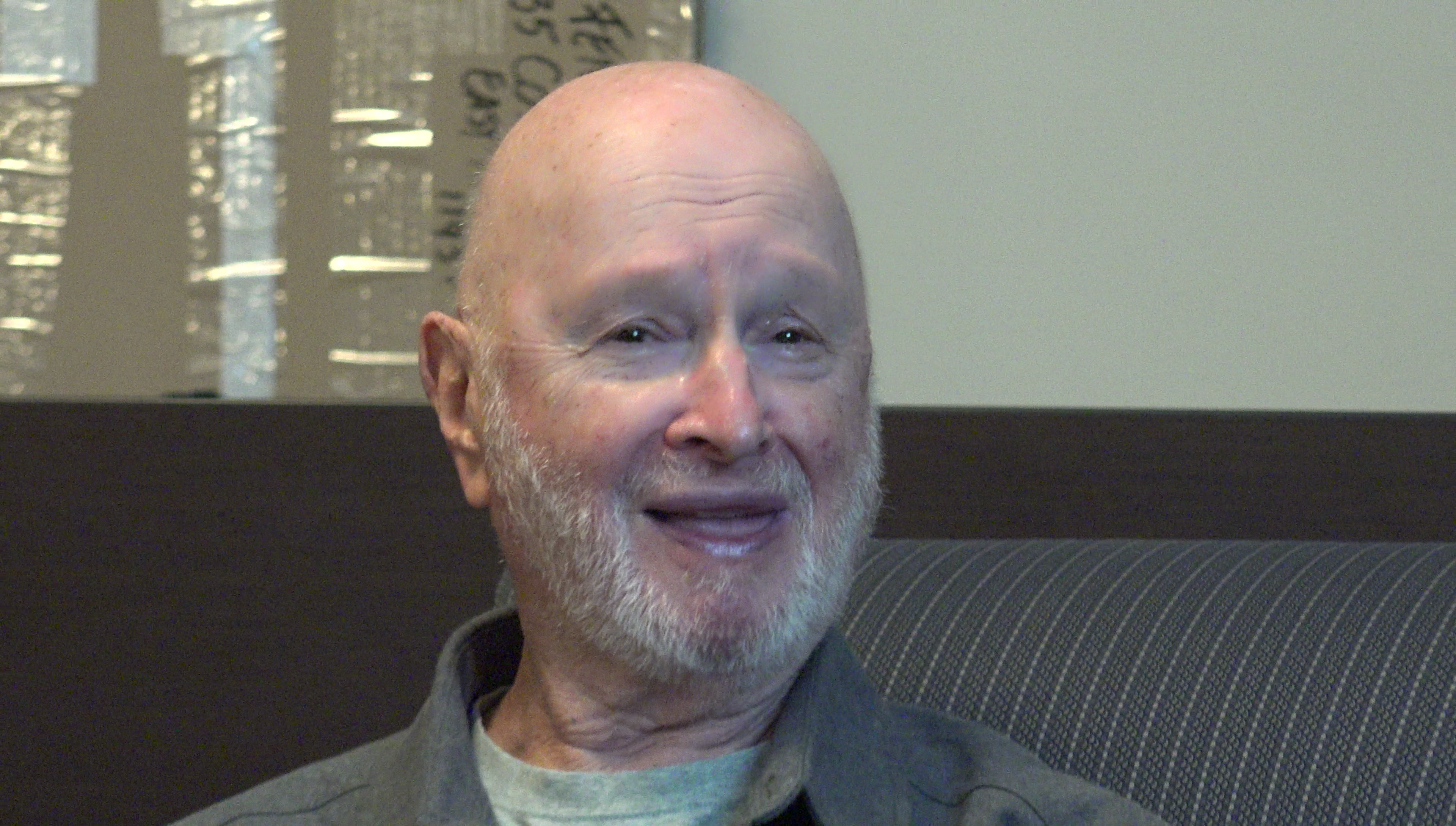
Джулс Файффер

- Альтов, Валерий Александрович (83) — советский и российский учёный в области прикладной сверхпроводимости[215].
- Бюльбюль, Фархан[араб.] (88) — сирийский театральный режиссёр и писатель[216].
- Венн, Стефан[англ.] (83) — канадский композитор-песенник[217].
- Верралл, Роберт[англ.] (97) — канадский аниматор, многократный номинант на премию «Оскар»[218].
- Виктор (Пьянков) (80) — архиерей Русской православной церкви, епископ Подольский, викарий Московской епархии (1990—1999)[219].
- Гийом, Дидье (65) — французский политический и государственный деятель, сенатор (2008—2018), министр сельского хозяйства (2018—2020), государственный министр Монако (с 2024)[220].
- Грузец, Волемир Янович (84) — советский и российский актёр, заслуженный артист Грузинской ССР (1983)[221].
- Козловский, Януш Кшиштоф (88) — польский археолог[222].
- Лоу, Денис (84) — шотландский футболист, лучший бомбардир в истории национальной сборной, обладатель «Золотого мяча» (1964)[223].
- Маршалл, Расселл[англ.] (88) — новозеландский политический и государственный деятель, депутат Парламента (1972—1990), министр иностранных дел (1987—1990)[224].
- Пасупати, Шива[англ.] (96) — шриланкийский юрист, генеральный прокурор (1975—1988)[225].
- Поллак, Мартин (80) — австрийский писатель, журналист, переводчик[226].
- Пунсалмаагийн Очирбат (82) — монгольский политический деятель, президент (1990—1997)[227].
- Трёстль, Маргарете (113) — австрийская супердолгожительница[228].
- Файффер, Джулс (95) — американский карикатурист, драматург, сценарист и автор детских книг, лауреат Пулитцеровской премии (1986)[229].
- Хенк, Херберт (76) — немецкий пианист и музыковед[230].
- Шепард, Жан (96) — американская актриса[231].
- Шринивас М.[англ.] (82) — индийский политик, депутат Лок сабхи (1998—1999)[232].

## 16 января

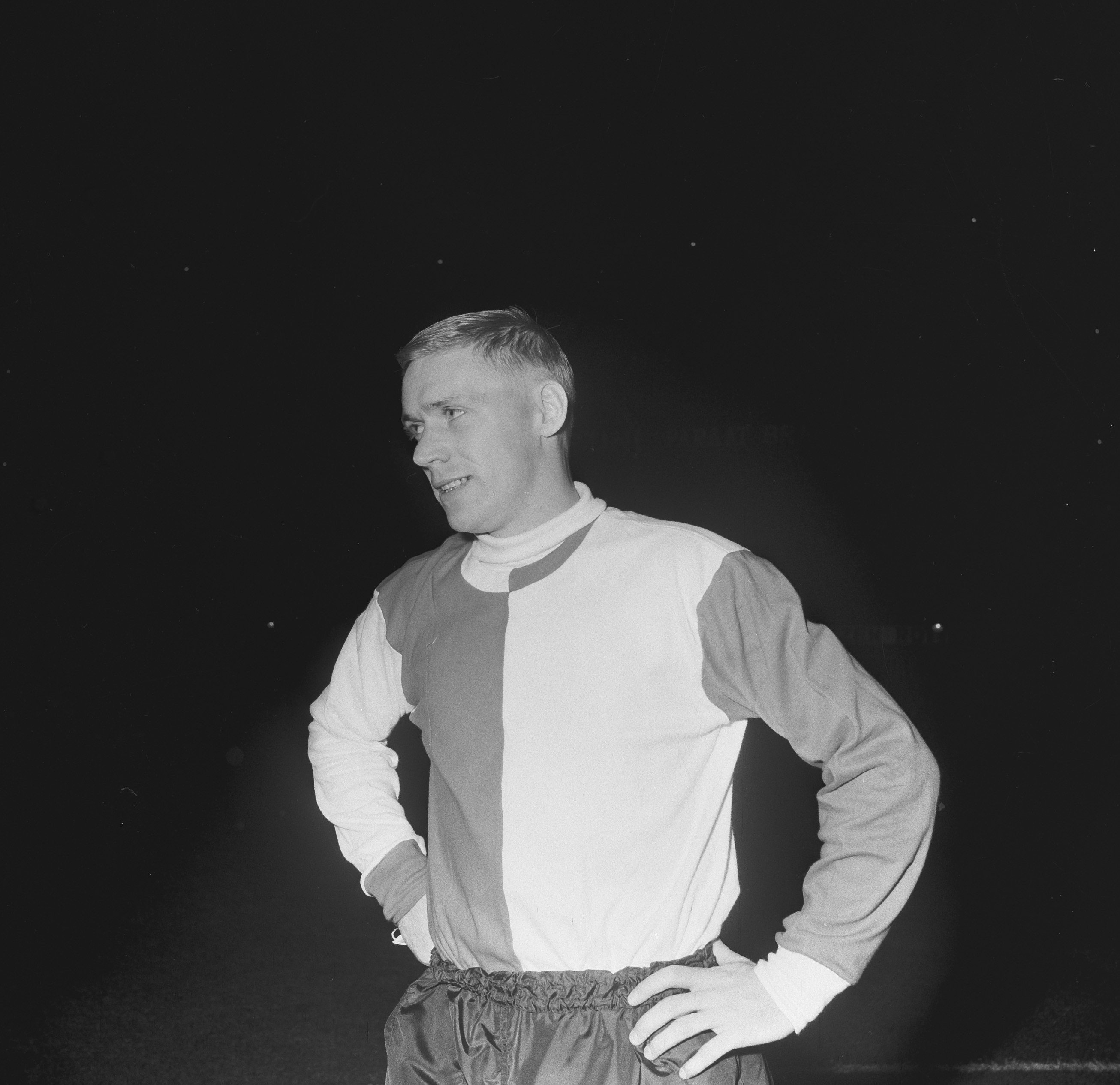
Харри Бильд

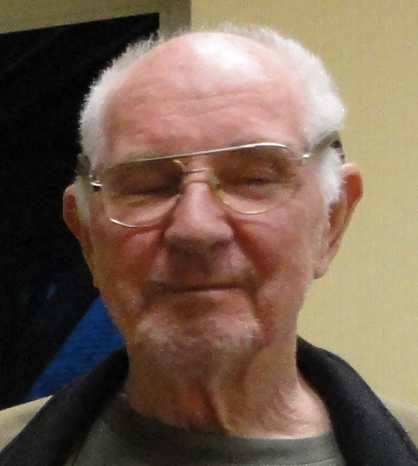
Жак Гитте

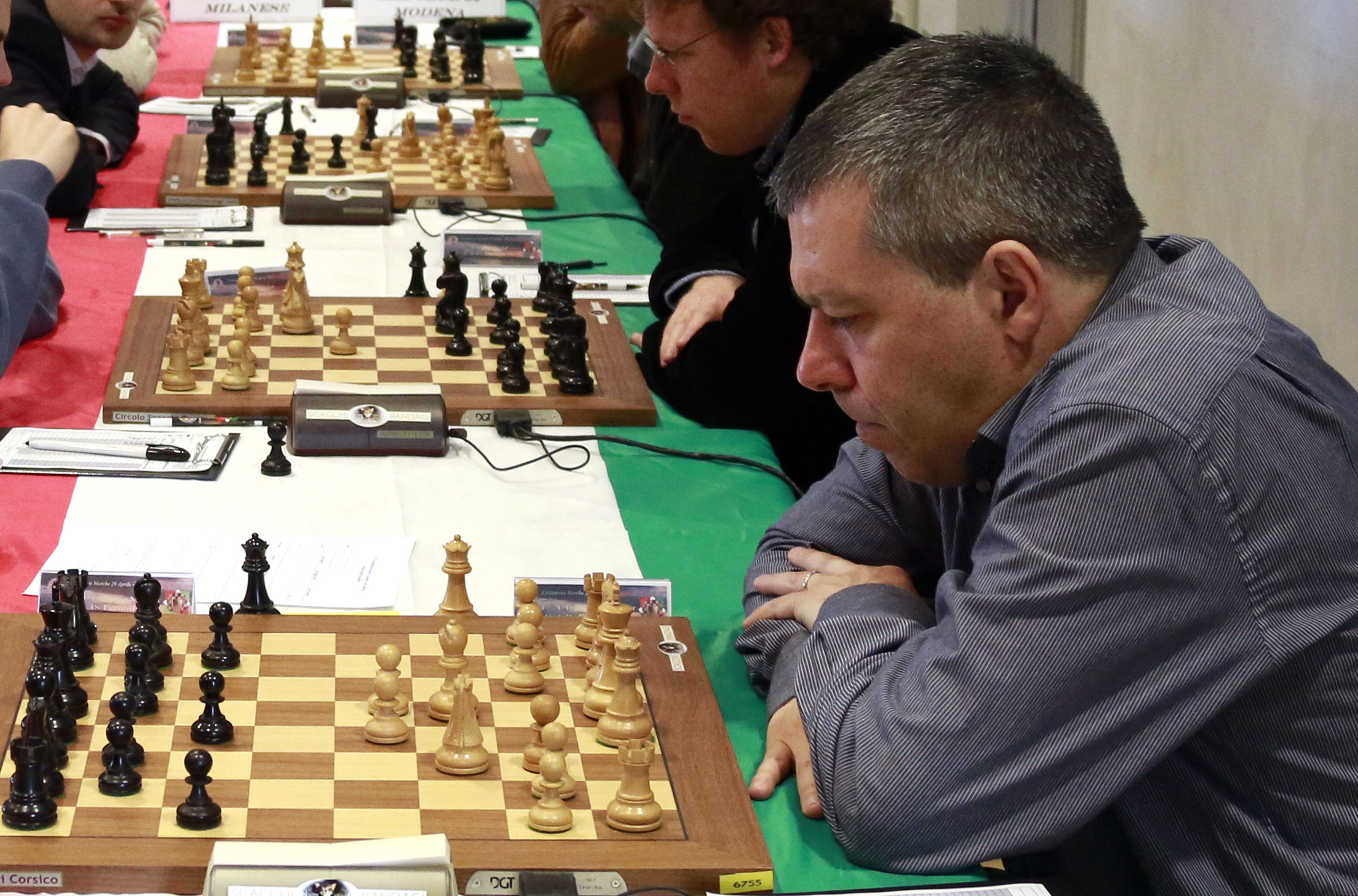
Федерико Манка

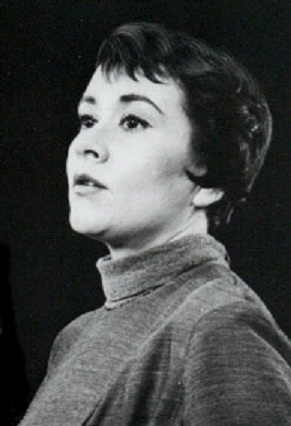
Джоан Плаурайт

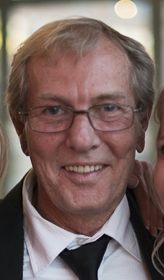
Джордж Тайс

- Бизи, Сабах (78) — албанский футболист, игрок национальной сборной[233].
- Бильд, Харри (88) — шведский футболист, игрок национальной сборной[234].
- Веземанн, Вольфганг[нем.] (75) — восточногерманский велогонщик, участник Олимпийских игр (1972)[235].
- Викулов, Сергей Филиппович (91) — советский и российский военный экономист, заслуженный деятель науки Российской Федерации (1995)[236].
- Волков, Дмитрий Аркадьевич (58) — советский и российский пловец, трёхкратный призёр Олимпийских игр (1988, 1992), заслуженный мастер спорта СССР[237].
- Гитте, Жак (95) — французский фехтовальщик, призёр Олимпийских игр (1964), четырёхкратный чемпион мира (1958, 1961, 1962, 1965)[238].
- Злобин, Алексей Андреевич (89) — советский и российский религиозный и политический деятель, народный депутат РСФСР/РФ (1990—1993)[239].
- Калински, Джордж[англ.] (88) — американский фотограф[240].
- Кальеро Женевьева[фр.] (108) — французская писательница, участница Движения Сопротивления[241].
- Киркпинар, Юсуф[тур.] (75) — турецкий политик, депутат Великого национального собрания (1999—2002)[242].
- Лукас, Дэйв[англ.] (92) — канадский хоккеист («Детройт Ред Уингз»)[243].
- Манка, Федерико (55) — итальянский шахматист[244].
- Плаурайт, Джоан (95) — английская актриса[245].
- Сидоров, Лев Николаевич (90) — советский и российский физикохимик, заслуженный деятель науки Российской Федерации (1998)[246].
- Тайс, Джордж (86) — американский фотограф[247].
- Хессайон, Дэвид Джеральд (96) — английский ботаник, автор научно-популярных книг по садоводству[248].
- Хохлов, Анатолий Михайлович (86) — советский и украинский учёный-аграрий[249].
- Чечинель Луи[порт.] (80) — бразильский политик, депутат Палаты депутатов (1979—1983)[250].
- Чимутенгвенде, Ченхамо[англ.] (81) — зимбабвийский политический деятель, депутат Парламента (1985—2008)[251].

## 15 января

Семён Кутателадзе

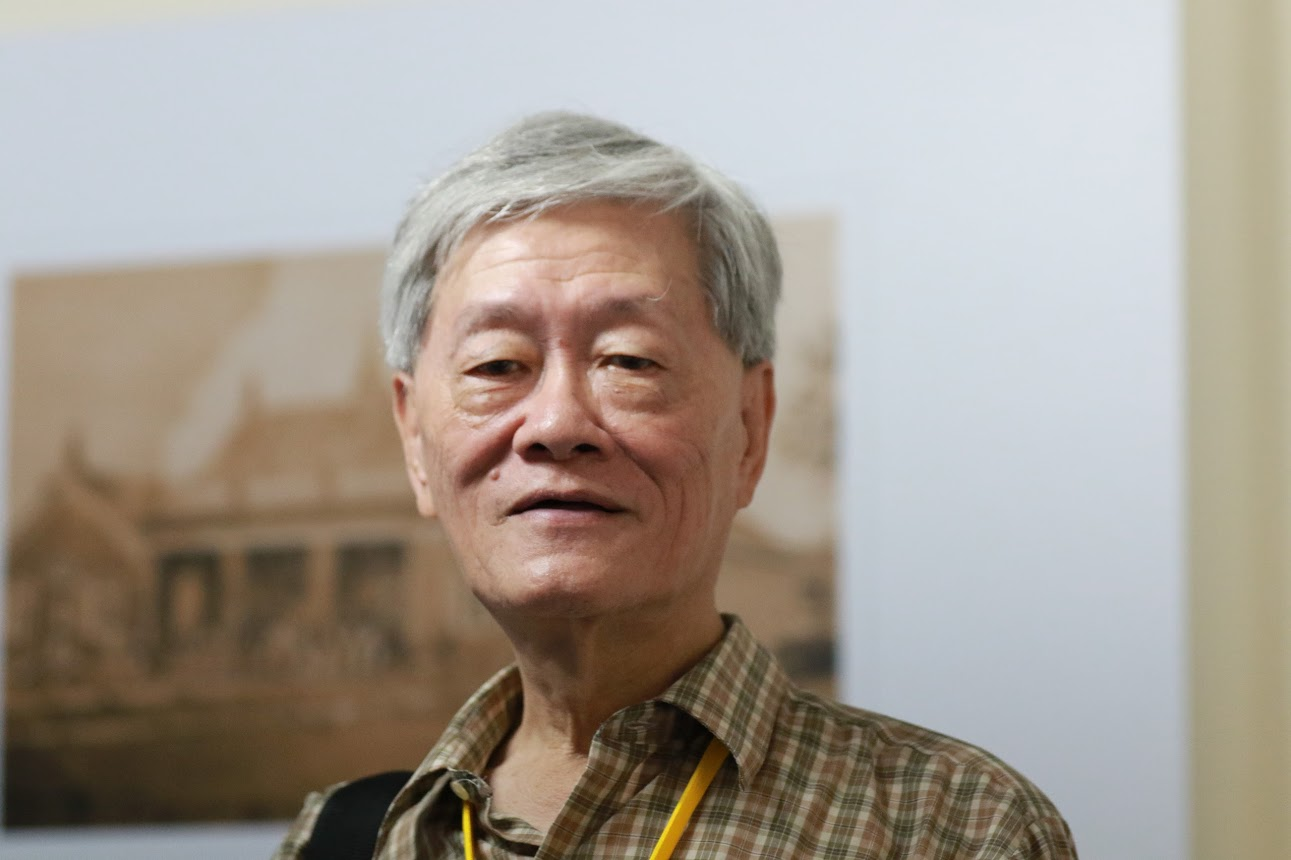
Ли Куйсянь

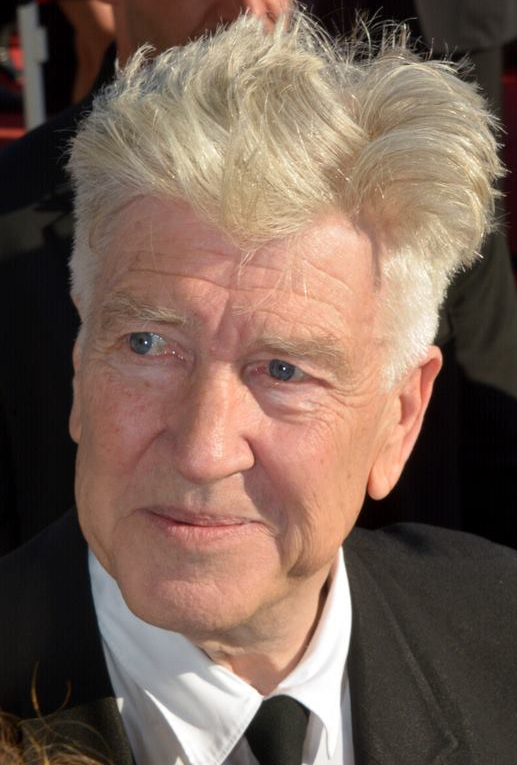
Дэвид Линч

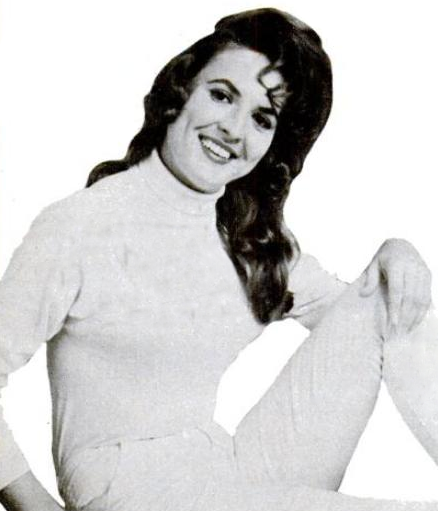
Мельба Монтгомери

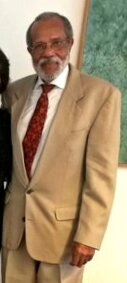
Росни Смарт

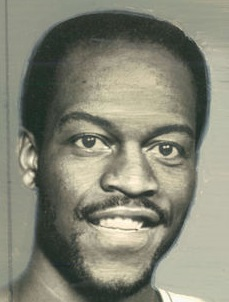
Гас Уильямс

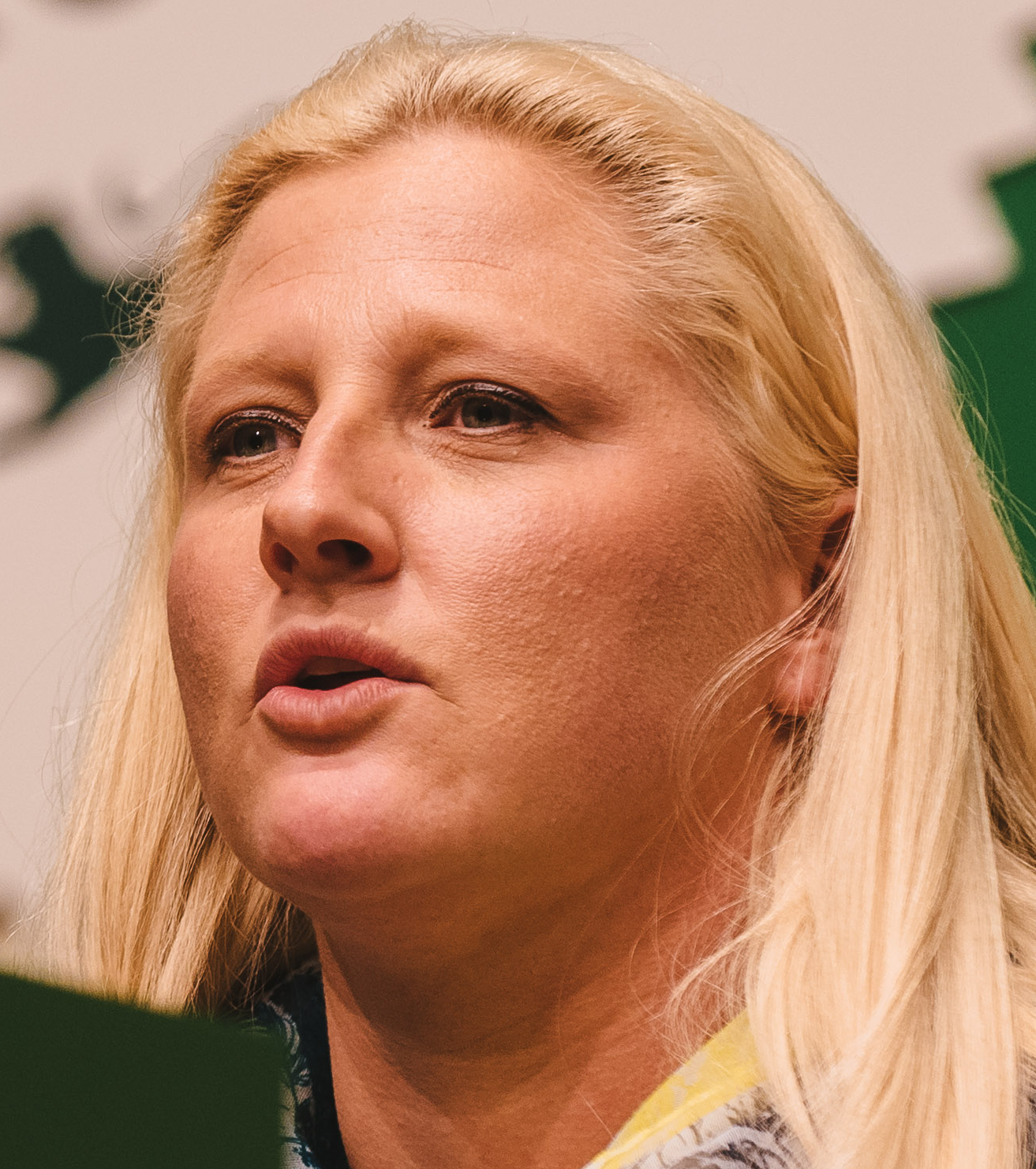
Штефани Эффнер

- Аккерман, Анна-Мария[итал.] (92) — итальянская актриса[252].
- Дориго, Альдо[итал.] (95) — итальянский футболист («Интернационале»)[253].
- Дэнан Поль[англ.] (46) — британский актёр[254].
- Кутателадзе, Семён Самсонович (79) — советский и российский математик[255].
- Ли Куйсянь (87) — тайваньский поэт, переводчик, литературный критик[256].
- Линч, Дэвид (78) — американский кинорежиссёр, сценарист, художник, актёр, обладатель премии «Оскар» за выдающиеся заслуги в кинематографе[257].
- Лэнгтон, Дайан[англ.] (80) — английская актриса[258].
- Монтгомери, Мельба (86) — американская певица и автор песен[259].
- Немоляев, Всеволод Владимирович (87) — советский и российский артист и режиссёр балета, заслуженный работник культуры РСФСР, брат актрисы Светланы Немоляевой[260].
- Нолан, Линда[англ.] (65) — ирландская певица, актриса и телеведущая[261].
- Онанунга, Адевуми[англ.] (59) — нигерийский политик, депутат Палаты представителей (с 2019)[262].
- Сейтхалилиев, Дилявер — украинский военнослужащий, участник российско-украинской войны. Герой Украины (2025, посмертно); погиб в бою[263].
- Сергеенков, Олег Алексеевич (89) — советский и российский капитан речного флота, Герой Социалистического Труда (1986)[264].
- Смарт, Росни (84) — гаитянский политический и государственный деятель, премьер-министр (1996—1997)[265].
- Сундаран П. Р.[англ.] (73) — индийский политик, депутат Лок сабхи (2014—2019)[266].
- Уильямс, Гас (71) — американский баскетболист[267].
- Шах, Сайед Мухаммад Асгар[англ.] (75) — пакистанский политик, депутат Национальной ассамблеи (2002—2007, 2013—2018)[268].
- Шварц, Жанно (85) — американский кинорежиссёр[269].
- Хак, Азизуль[англ.] (84) — генеральный инспектор (руководитель) полиции Бангладеш (1996—1997)[270].
- Эффнер, Штефани (48) — немецкая политическая деятельница, депутат Бундестага (с 2021)[271].

## 14 января

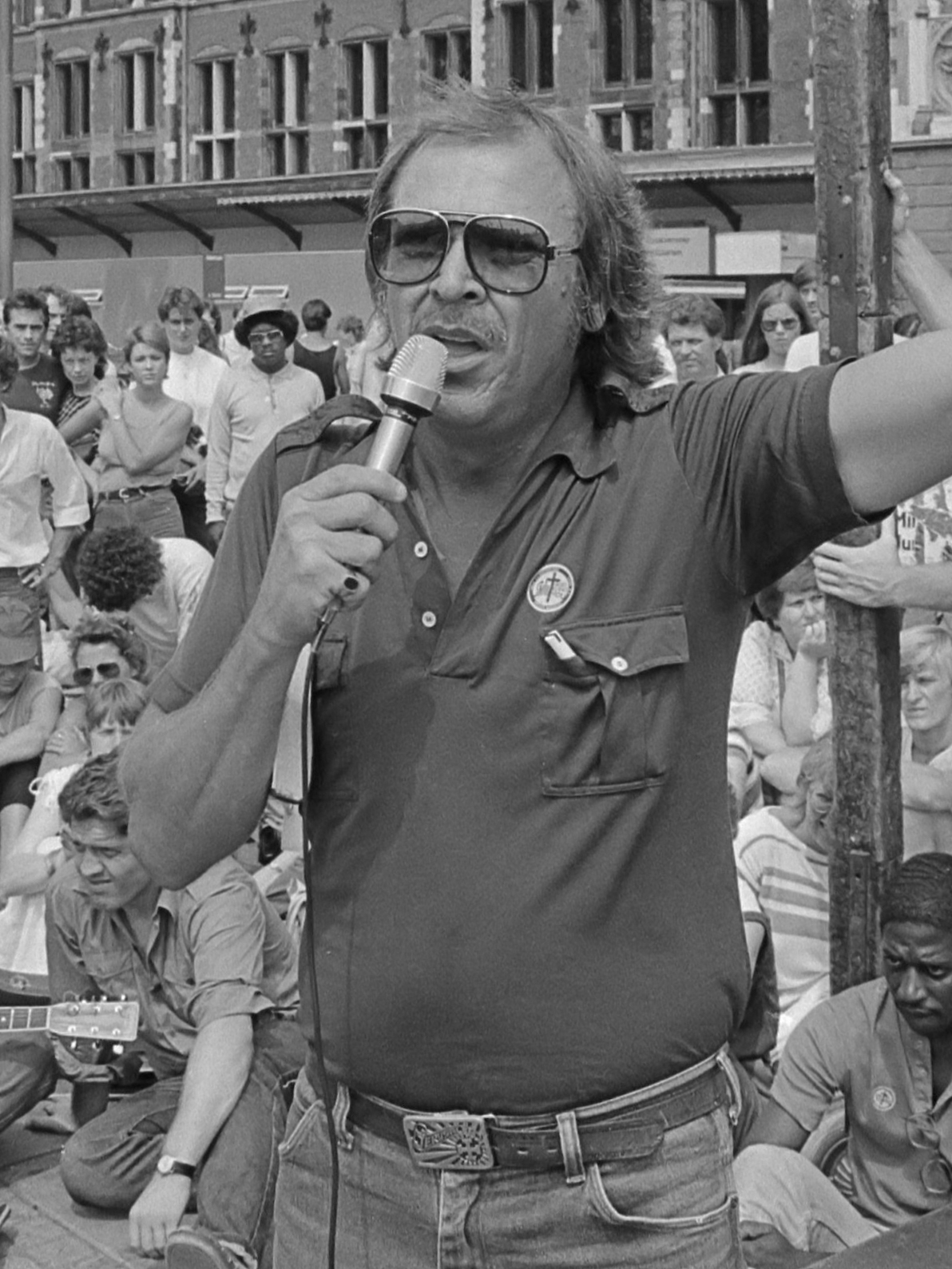
Артур Блессит

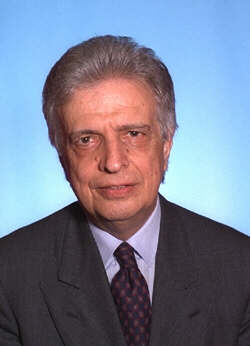
Фурио Коломбо

Владимир Шадриков

- Ардила, Рубен (82) — колумбийский психолог[272].
- Блессит, Артур (84) — американский христианский проповедник[273].
- Граф, Юрген (73) — швейцарский публицист, отрицатель Холокоста[274].
- Гучко, Ладислав[словац.] (76) — апостольский экзарх Русинской грекокатолической церкви в Чехии (с 2003)[275].
- Де Лира, Бенедиту[порт.] (83) — бразильский политический деятель, член Палаты депутатов (1995—1999, 2003—2019)[276].
- Йерсет, Хьелль[норв.] (78) — норвежский писатель и журналист, лауреат Премии Тарьея Весоса (1983)[277].
- Коломбо, Фурио (94) — итальянский журналист и политик, член Палаты депутатов (1996—2001, 2008—2013), сенатор (2006—2008)[278].
- Краснодембская, Марианна[пол.] (101) — польский ветеран Второй мировой войны, праведник народов мира (2001)[279].
- Макушева, Валентина Ивановна (87) — советский и российский политический деятель, депутат Верховного совета СССР (1979—1989)[280].
- Медингер, Мишель[люкс.] (83) — люксембургский легкоатлет, участник Олимпийских игр (1964)[281].
- Мезенин, Николай Александрович (98) — советский и российский инженер-металлург, историк и краевед[282].
- Райхельт, Ханс[нем.] (99) — восточногерманский политик, один из лидеров Демократической крестьянской партии Германии депутат Народной палаты ГДР (1955—1990), министр сельского и лесного хозяйства (1953, 1955—1963), министр охраны окружающей среды и водного хозяйства и заместитель председателя Совета министров (1972—1990)[283].
- Слэттери, Тони[англ.] (65) — британский актёр, комик[284].
- Салмон, Томас Поль[англ.] (92) — американский политик, губернатор Вермонта (1973—1977)[285].
- Халева, Исак[тур.] (84) — Хахам-баши (главный раввин Турции) (с 2003)[286].
- Шадриков, Владимир Дмитриевич (85) — советский и российский психолог и государственный деятель, первый заместитель председателя ГК СССР по народному образованию — министр СССР (1989—1991), действительный член АПН СССР / РАО (1990)[287].
- Янишевский, Михал[пол.] (70) — польский политический деятель, депутат Сейма (1991—1993, 1997—2001)[288].

## 13 января

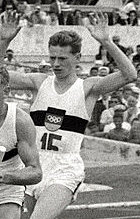
Бернд Кульман

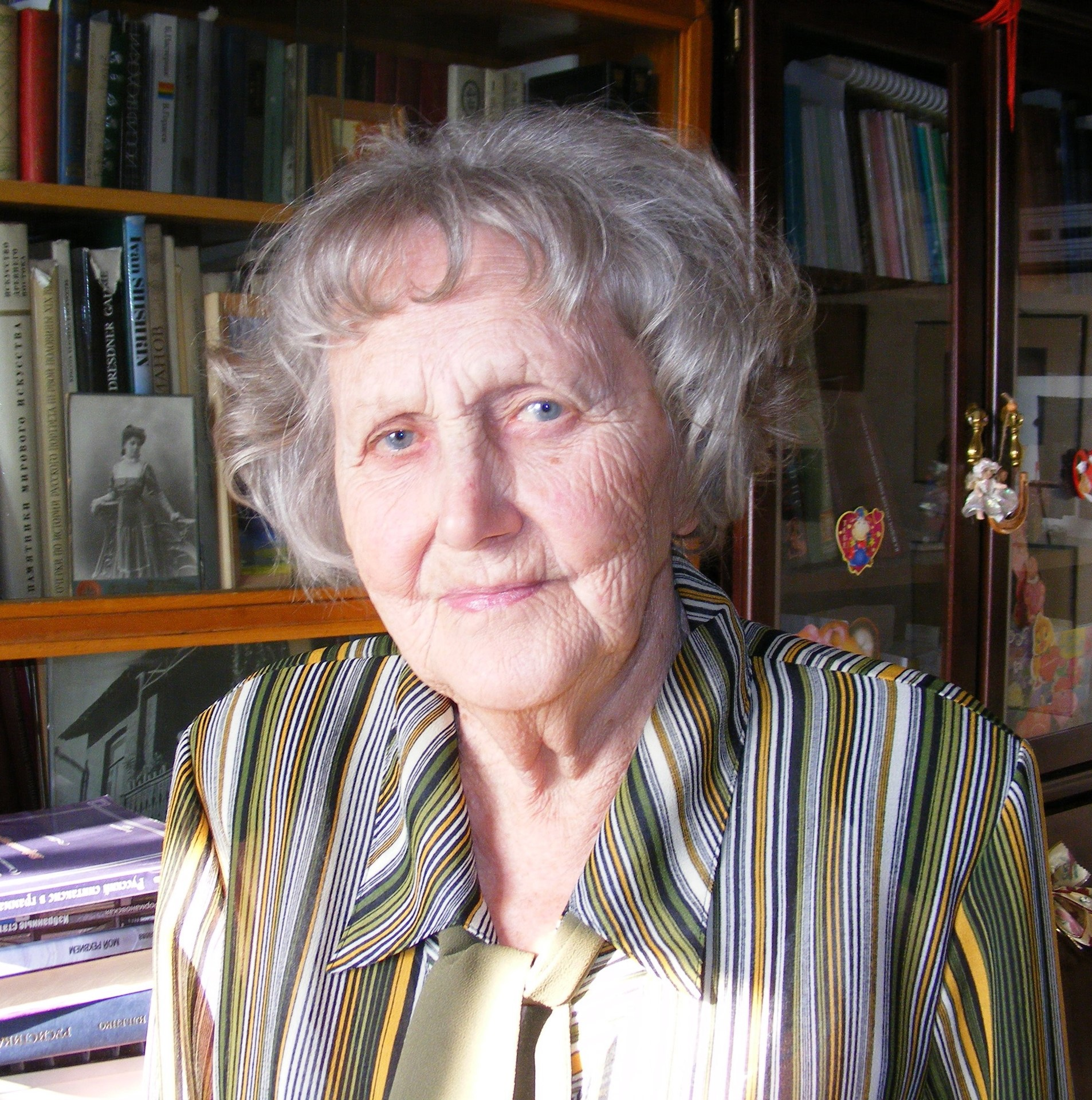
Алла Прияткина

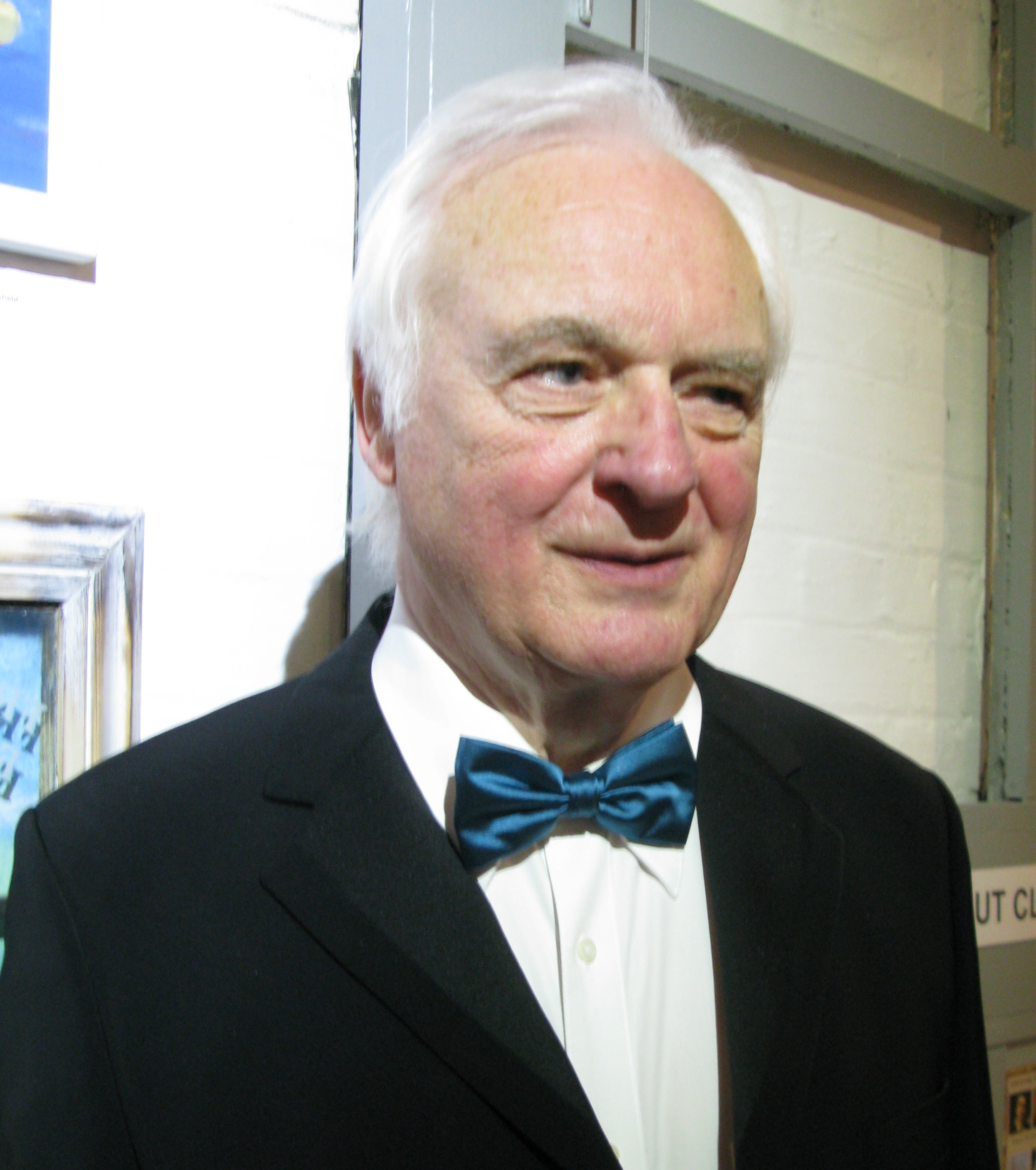
Элгар Хоуарт

- Баранова, Ольга Евгеньевна (33) — российская самбистка, обладательница Кубка мира (2014)[289].
- Барнард, Нил[англ.] (75) — генеральный директор Национальной службы разведки ЮАР (1979—1992)[290].
- Бенасерраф, Поль[англ.] (94) — французский и американский философ[291].
- Бук, Тони (90) — английский футболист и тренер[292].
- Вега, Висенте (69) — венесуэльский футболист, игрок национальной сборной[293].
- Вилков, Юрий Александрович (86) — советский и российский тренер по академической гребле, заслуженный тренер СССР (1980)[294].
- Гриффит, Кит[англ.] (77) — барбадосский футболист и футбольный менеджер[295].
- Дэвис, Квентин[англ.] (80) — британский политик, член Палаты общин (1987—2010), член Палаты лордов (2010—2023)[296].
- Камара, Мариама[англ.] (66) — гвинейский политик, министр сельского хозяйства (2017—2021), министр торговли (2021)[297].
- Колчин, Питер (81) — американский историк[298].
- Кульман, Бернд (85) — западногерманский спринтер, олимпийский чемпион (1960)[299].
- Мухин, Константин Юрьевич (63) — российский невролог и эпилептолог[300].
- Мысливченко, Александр Григорьевич (100) — советский и российский философ[301].
- Паберза, Инесе (69) — латвийская певица и актриса[302].
- Пендерс, Джин[нидерл.] (85) — нидерландский политик, депутат Европейского парламента (1979—1994)[303].
- Пиперно, Франко[итал.] (82) — итальянский политический активист, один из основателей организации «Рабочая власть»[304].
- Прияткина, Алла Фёдоровна (98) — советский и российский лингвист-русист[305].
- Рей, Генри[фр.] — политик Монако, депутат Национального совета (1968—2008)[306].
- Рыбин, Валерий Васильевич (83) — советский и российский физик, материаловед, член-корреспондент РАН (2003), заслуженный деятель науки Российской Федерации (2000)[307].
- Серов, Вячеслав Николаевич (84) — советский и российский инженер, организатор производства и предприниматель[308].
- Стельмах, Михаил Андреевич (58) — советский и украинский футболист, украинский тренер[309].
- Тоскани, Оливьеро[итал.] (82) — итальянский фотограф[310].
- Хаби, Олег Иосифович (84) — советский футболист и тренер[311].
- Хоуарт, Элгар (89) — британский трубач, дирижёр и композитор (о смерти объявлено в этот день)[312].
- Швайгер, Рольф[англ.] (80) — швейцарский политик, член Совета кантонов (1999—2011)[313].

## 12 января

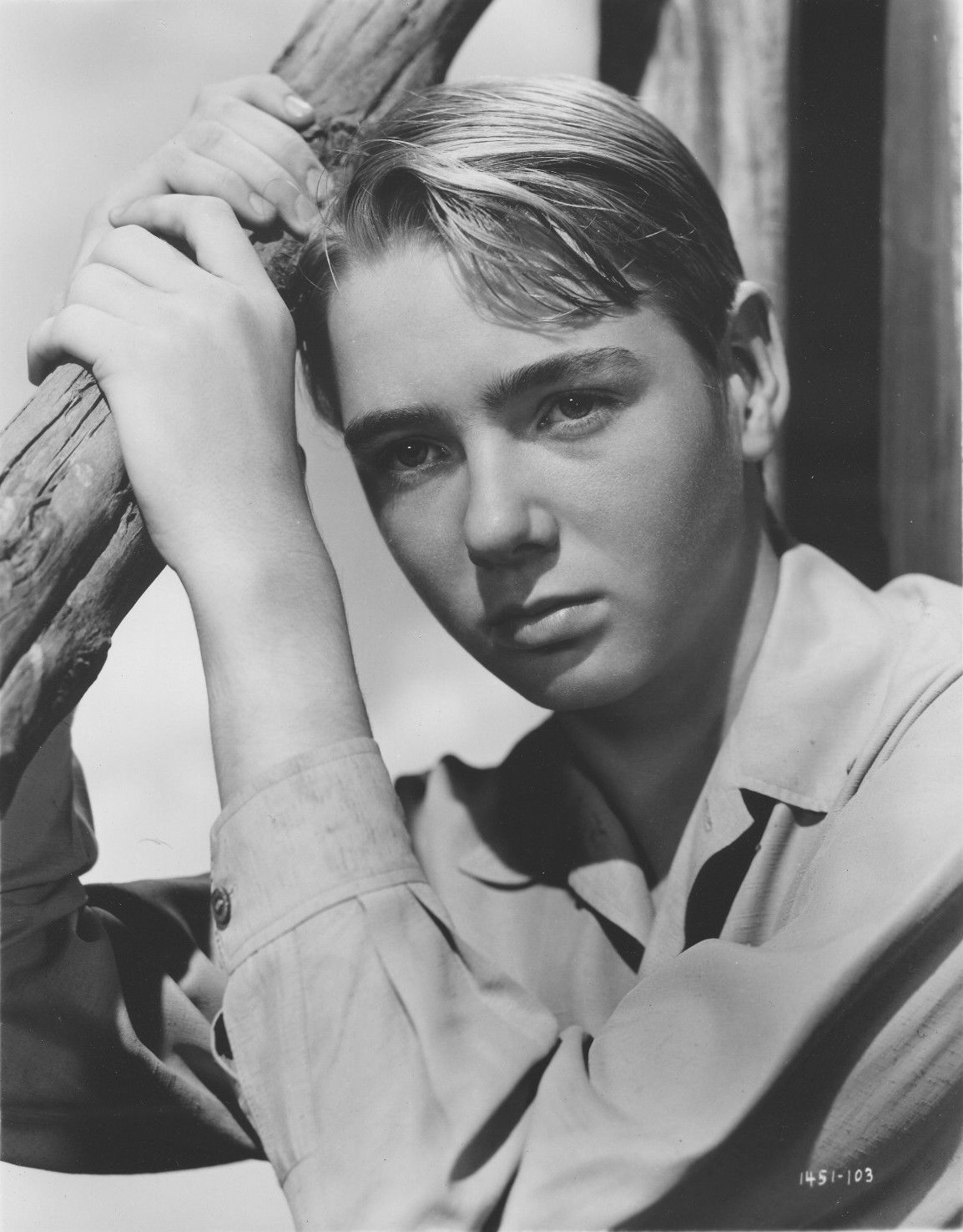
Клод Джарман

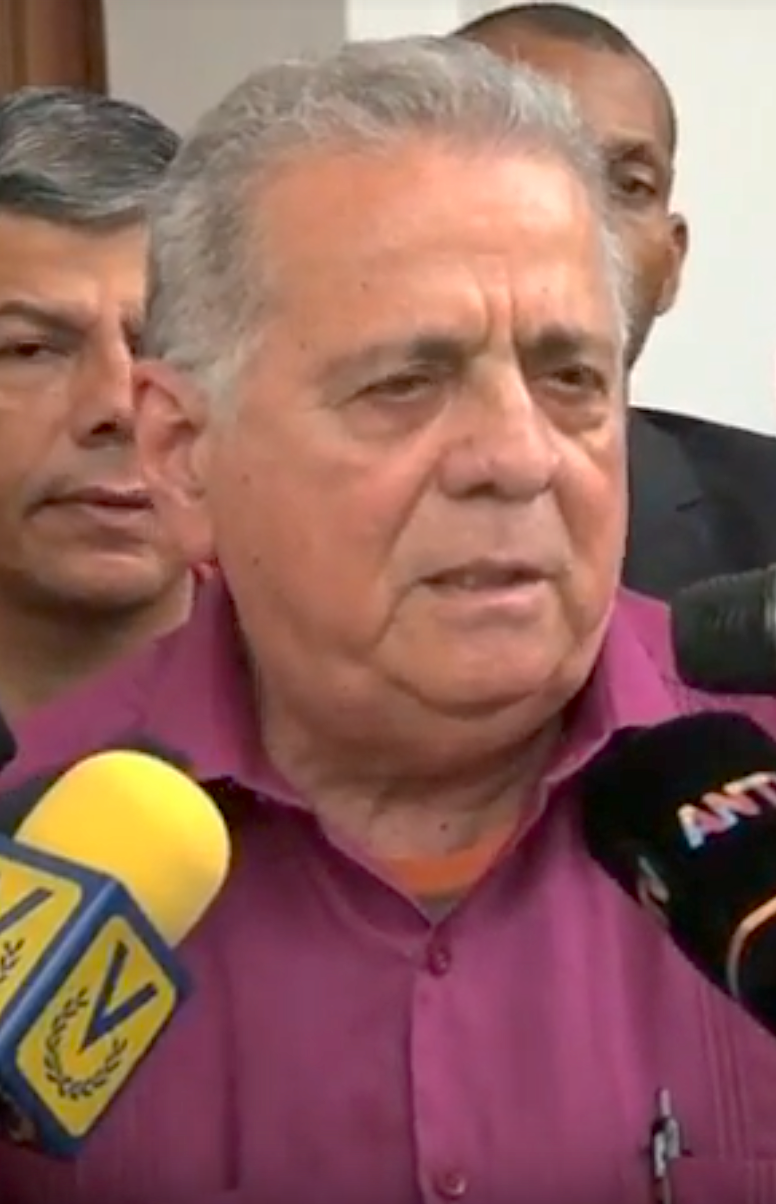
Исаиас Родригес

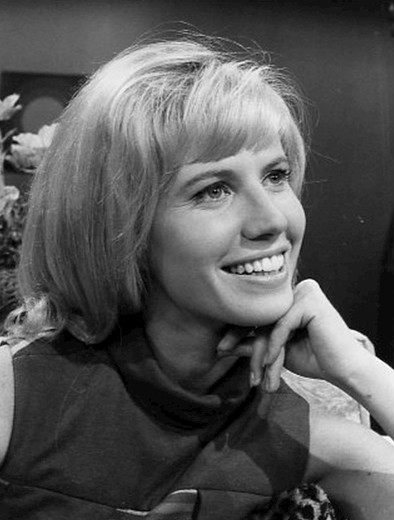
Лесли Чарлсон

- Андерс, Райнхард[англ.] (84) — восточногерманский политик, депутат Народной палата (1990)[314].
- Браун, Питер[англ.] (83) — шотландский регбист, игрок национальной сборной[315].
- Джаганатх, Манда[англ.] (73) — индийский политик, депутат Лок сабхи (1999—2014)[316].
- Джалал, Хасджим[индон.] (90) — индонезийский дипломат, посол в Канаде (1983—1985) и в Германии (1990—1993)[317].
- Джарман, Клод (90) — американский актёр[318].
- Касьянов, Анатолий Васильевич (85) — советский и украинский партийный и государственный деятель, первый секретарь Северодонецкого горкома КПСС (1979—1984), председатель Ворошиловградского (Луганского) облисполкома (1987—1990; 1991—1992), народный депутат СССР (1989—1991)[319].
- Мори, Масахиро (97) — японский инженер-робототехник[320].
- Рейнер, Кит[англ.] (95) — австралийский религиозный деятель, англиканский примас Австралии (1991—1999)[321].
- Пыльнова, Зоя Владимировна (77) — советская актриса театра и кино[322].
- Рашба, Эммануил Иосифович (97) — советский и американский физик-теоретик, первооткрыватель эффекта Рашбы, лауреат Ленинской премии (1966), премии имени А. Ф. Иоффе (1987) и премии Оливера Бакли (2022) Американского физического общества[323].
- Родригес, Исаиас (82) — венесуэльский политик и дипломат, вице-президент (2000), генеральный прокурор (2001—2007), посол в Италии (2011—2019)[324].
- Рэндлз, Джен[англ.] (79) — австралийская спортсменка, чемпион Паралимпийских игр в марафоне (1984)[325].
- Санс-Пастор Мельядо, Хосе Мария[исп.] (83) — испанский политик и дипломат, гражданский губернатор провинций Кадис (1977—1980), Аликанте (1980) и Севилья (провинция) (1980—1982), посол в Танзании (1991—1997) и Ирландии (1997—2000)[326].
- Серкомб, Боб[англ.] (75) — австралийский политик, депутат Палаты представителей (1996—2007)[327].
- Тимуск, Томас[англ.] (91) — канадский физик, член Королевского общества Канады (с 1995)[328].
- Чарлсон, Лесли (79) — американская актриса[329].
- Ярошевская, Ким[англ.] (101) — канадская актриса[330].

## 11 января

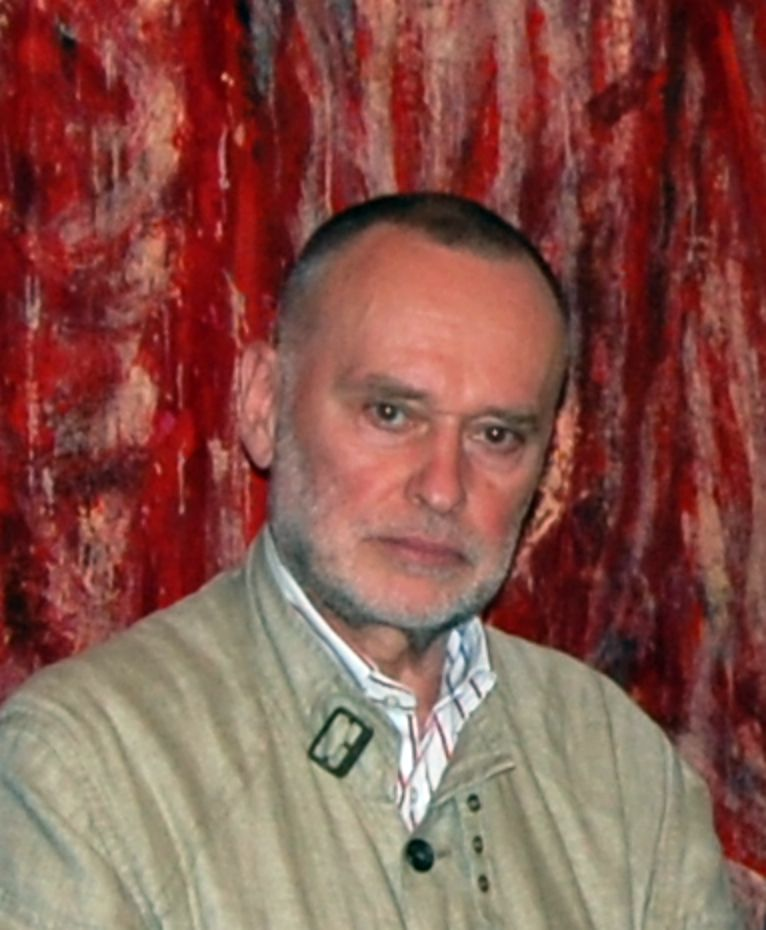
Леонид Бажанов

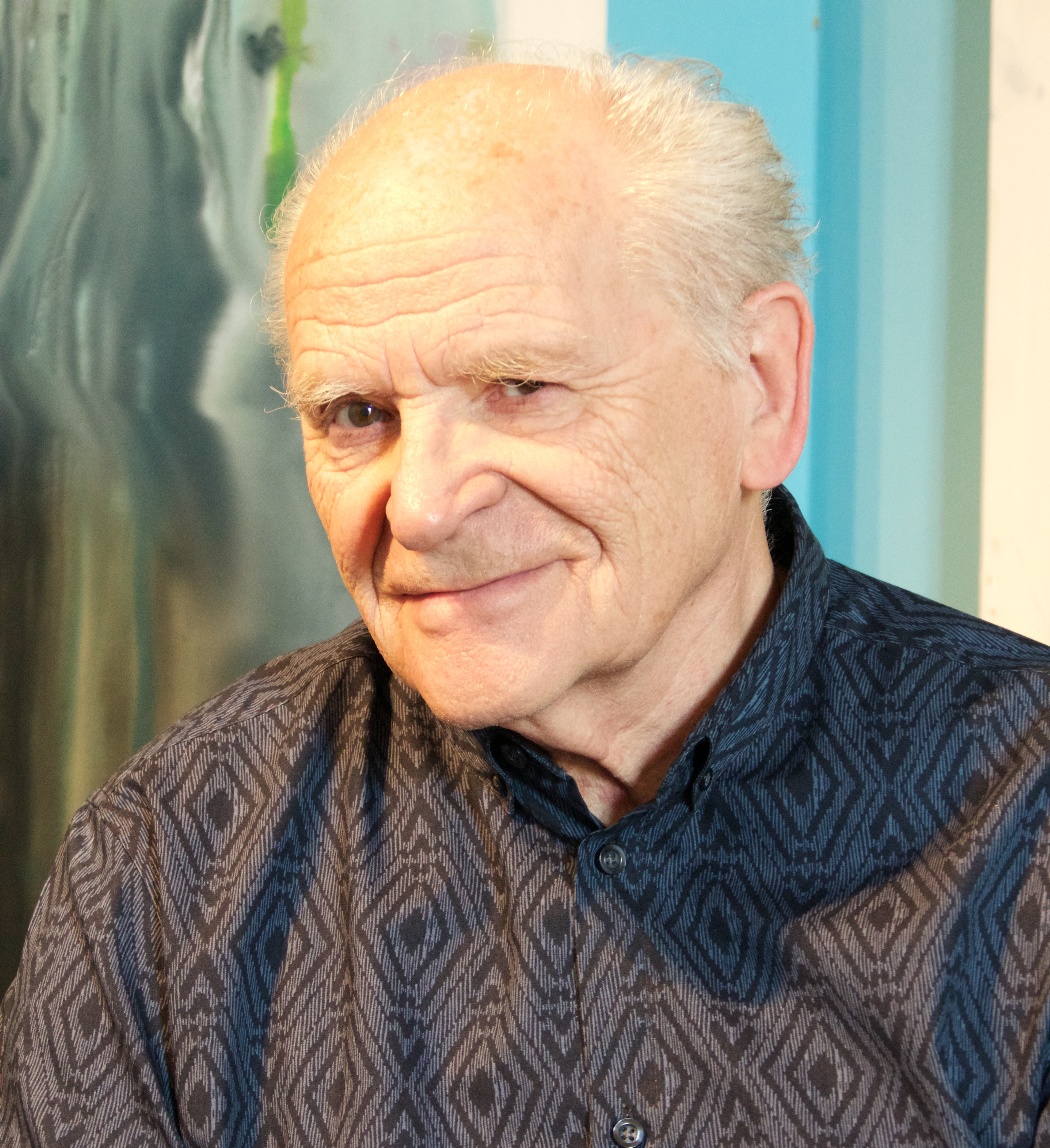
Ежи Бауэр

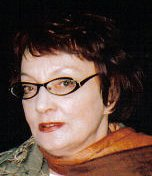
Барбара Рыльска

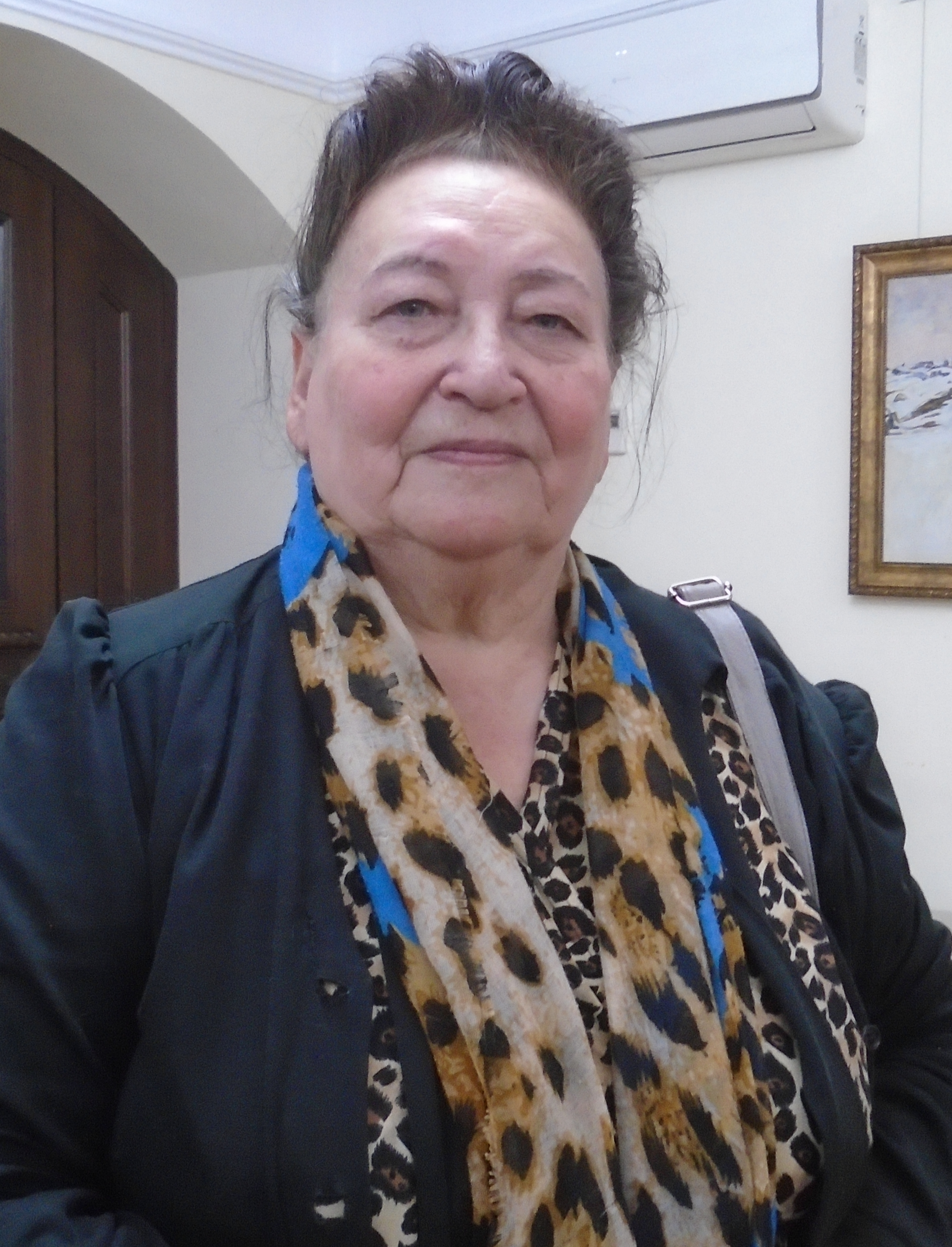
Назибя Сафина

- Абдуллаева, Рано Хабибовна (89) — советский комсомольский, партийный и государственный деятель, депутат Верховного Совета СССР (1966—1974)[331].
- Бажанов, Леонид Александрович (79) — российский историк искусства и куратор, член-корреспондент РАХ (2011)[332].
- Бауэр, Ежи (88) — польский композитор, музыковед и дирижёр[333].
- Заидов, Миргияс Аббасович (94) — советский партийный и государственный деятель, депутат Верховного Совета СССР (1966—1979)[334].
- Исянбаев, Мазгар Насипович (88) — советский и российский экономист, заслуженный деятель науки Российской Федерации[335].
- Кеннеди, Бобби (87) — шотландский футболист и тренер[336].
- Клеменс, Марио[чеш.] (88) — чешский дирижёр[337].
- Лаврищева, Екатерина Михайловна[укр.] (87) — советский, украинский и российский учёный в области технологии программирования и программной инженерии, заслуженный деятель науки и техники Украины (2008)[338].
- Мырзахметулы, Мекемтас (94) — советский и казахстанский литературовед[339].
- Некрасова, Мария Александровна (96) — советский и российский искусствовед, заслуженный деятель искусств Российской Федерации (1993), академик РАХ (2007)[340].
- Пугинский, Борис Иванович (83) — советский и российский правовед, специалист по коммерческому праву, заслуженный юрист РСФСР (1987)[341].
- Рёйс, Тини (67) — нидерландский футболист и тренер (о смерти объявлено в этот день)[342].
- Робер, Доминик[англ.] (72) — французский политик, депутат Национального собрания (1991—1993)[343].
- Рыльская, Барбара (89) — польская актриса[344].
- Сафина, Назибя Ахматнуровна (75) — татарская поэтесса и журналистка[345].
- Флинн, Китти[англ.] (98) — ирландская писательница и историк[346].
- Сухан, Василий Васильевич (88) — советский и украинский учёный в области аналитической химии, доктор химических наук, профессор[347].
- Цю Дахун[кит.] (94) — китайский инженер, проектировщик портов и гаваней, член Китайской академии наук (с 1991)[348].
- Шахбазян, Ферейдун[перс.] (82) — иранский композитор и дирижёр[349].
- Энтони, Берил[англ.] (86) — американский политик, член Палаты представителей (1979—1993)[350].

## 10 января

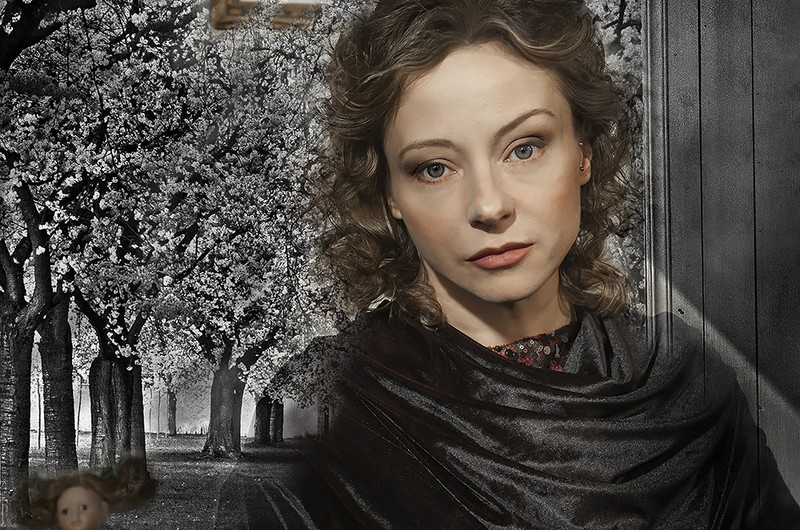
Евгения Добровольская

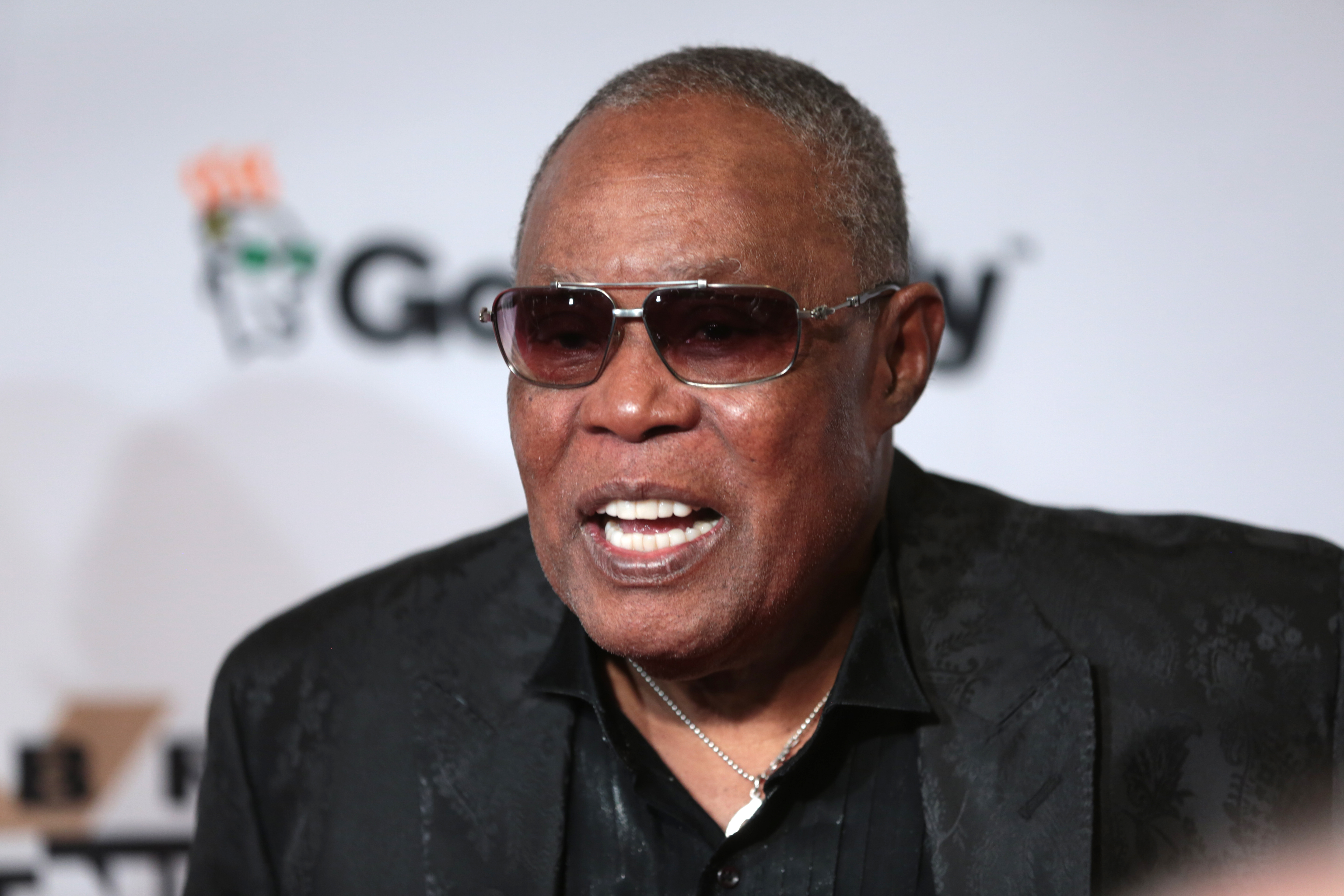
Сэм Мур

- Бенджамин, Кристофер (90) — британский актёр[351].
- Вощиков, Константин Алексеевич (89) — советский и российский актёр и педагог, заслуженный артист РСФСР (1986)[352].
- Галуппо, Раймондо[итал.] (78) — итальянский политик, сенатор (1992—1994)[353].
- Гонсалес де лас Касас, Орасио[исп.] (82) — мексиканский политик, депутат Палаты депутатов (1988—1991)[354].
- Дёмин, Валерий Иванович (82) — советский и российский театральный актёр, заслуженный артист Российской Федерации (2010)[355].
- Добровольская, Евгения Владимировна (60) — советская и российская актриса, народная артистка Российской Федерации (2005)[356].
- Ким Су Чжин[кор.] (85) — южнокорейский минералог, первооткрыватель янгунита[357].
- Козлов, Владимир Петрович (75) — советский и российский историк, член-корреспондент РАН (1997)[358].
- Красовицкий, Станислав Яковлевич (89) — советский и российский религиозно-политический деятель, русский поэт, переводчик[359].
- Лебраншю, Роже[фр.] (102) — французский гребец (академическая гребля), участник Олимпийских игр (1948), участник Движения Сопротивления[360]
- Левченко, Михаил Давыдович (72) — советский и российский актёр, заслуженный артист Российской Федерации (2010)[361].
- Мур, Сэм (89) — американский певец («Сэм и Дейв»), обладатель наград «Грэмми» и «Gold Record»[362].
- Ортикбоева, Хаётхон[узб.] (78) — узбекская поэтесса и политик, сенатор (2004—2009)[363].
- Пакита Орс[исп.] (96) — испанский фармацевт и предпринимательница в сфере косметики[364].
- Пастусяк, Лонгин[пол.] (89) — польский политик и историк[365].
- Пата, Анатолий Григорьевич (66) — советский и российский футболист и тренер[366].
- Пенев, Камен[пол.] (65) — болгарский борец вольного стиля, чемпион Европы (1983)[367].
- Сильва Пачеко, Нельсон[исп.] (80) — колумбийский футболист, игрок национальной сборной[368].
- Скугхольт, Эйнар Олав[норв.] (77) — норвежский политик, депутат Стортинга (1989—2001)[369].
- Титов, Леонид Петрович (78) — советский и белорусский микробиолог, академик НАН Беларуси (2021), иностранный член РАН (2014)[370].
- Феранец, Милан[чеш.] (60) — чешский политический деятель, депутат Палаты депутатов (с 2017)[371].
- Хопкинс, Тельма[англ.] (88) — британская легкоатлетка, серебряный призёр Олимпийских игр (1956)[372].
- Шиу Ка-чун[англ.] (55) — гонконгский политик, депутат Законодательного совета (2016—2020)[373].

## 9 января

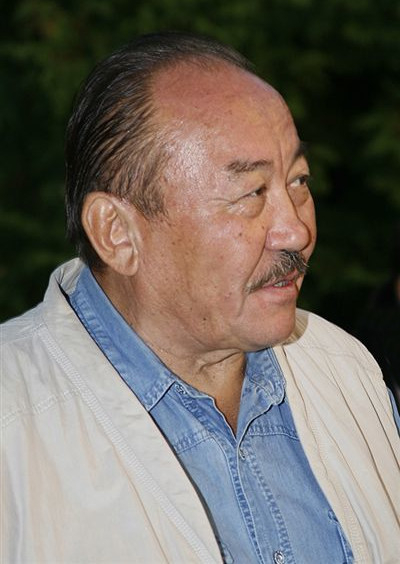
Мухтар Магауин

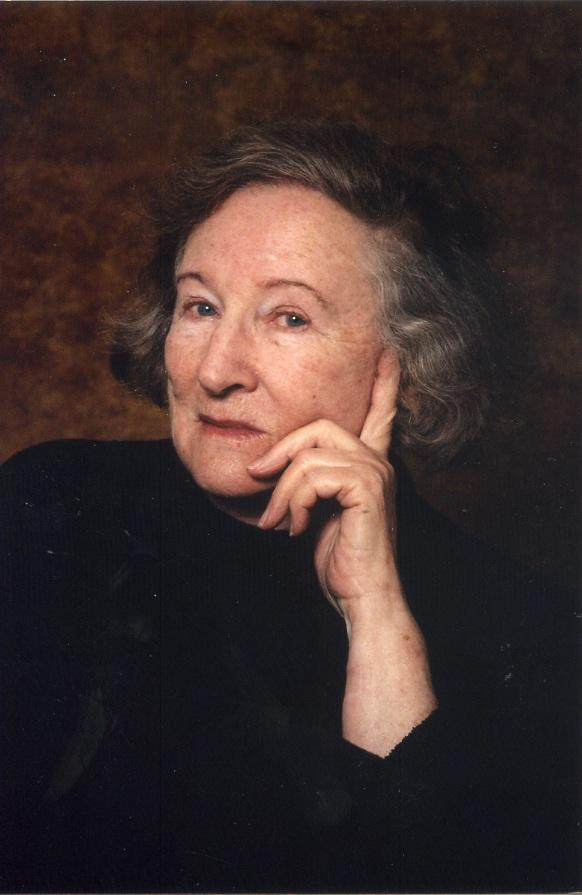
Шуламит Шахар

- Баба Дири, Маргарет[англ.] (70) — угандийская политическая деятельница, депутат Парламента (с 1996)[374].
- Байжаркинов, Борис Нурдаулетович (87) — казахстанский предприниматель и меценат[375].
- Глазунов, Виктор Аркадьевич (66) — советский и российский специалист в области машиностроения и робототехники, заслуженный деятель науки Российской Федерации (2022)[376].
- Далтон, Филлис (99) — американская художница по костюмам, двукратный лауреат премии «Оскар» за лучший дизайн костюмов (1966, 1990)[377].
- Кушнаренко, Наталья Николаевна (74) — украинский документовед и библиотечный краевед[378].
- Лапин, Игорь Витальевич (64) — российский живописец, почётный член РАХ (2016)[379].
- Леватаев, Валерий Валерьевич (61) — советский и российский художник, заслуженный художник Российской Федерации (2019)[380].
- Магауин, Мухтар (84) — советский и казахстанский писатель[381].
- Мамакаев, Эдуард Арбиевич (85) — чеченский писатель[382].
- Патарройо, Мануэль Элькин[исп.] (78) — колумбийский иммунолог[383].
- Рот, Микки[англ.] (97) — канадский хоккеист, чемпион мира (1951)[384].
- Санчес, Хорхе Луис[исп.] (64) — кубинский режиссёр[385].
- Ссегиринья, Мухаммад[англ.] (37) — угандийский политический деятель, депутат Парламента (с 2021)[386].
- Трынкевич, Мариуш (62) — польский серийный убийца[387].
- Томпсон, Джон Уильям[англ.] (96) — канадский политик, депутат Палаты общин (1979—1984)[388].
- Франческотти, Ренцо[итал.] (86) — итальянский писатель[389].
- Шахар, Шуламит (96) — израильский историк[390].
- Шенк, Отто[нем.] (94) — австрийский актёр и режиссёр[391].

## 8 января

Олег Авдеев

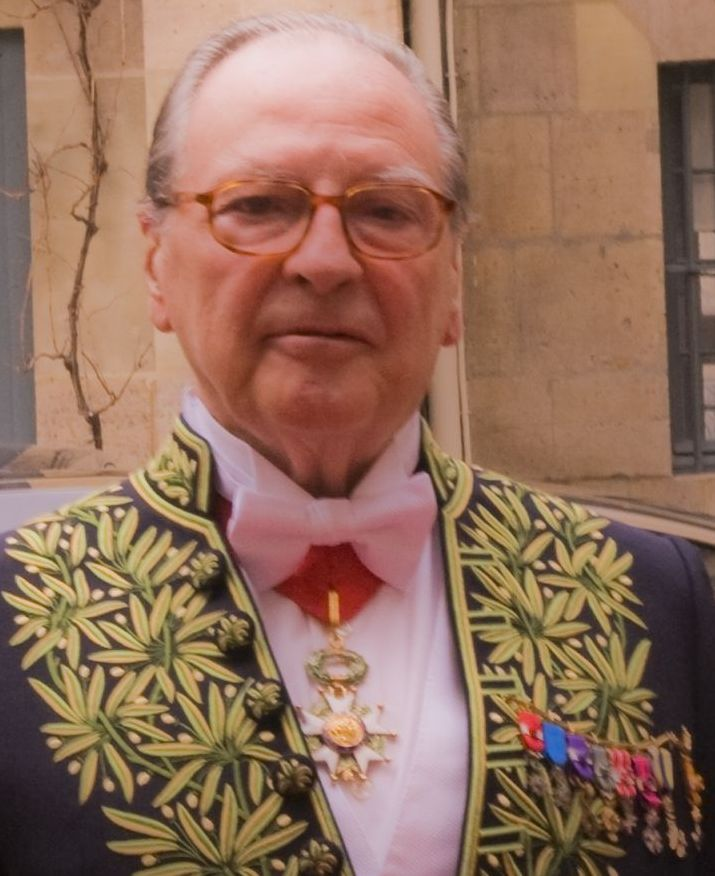
Габриэль де Брольи

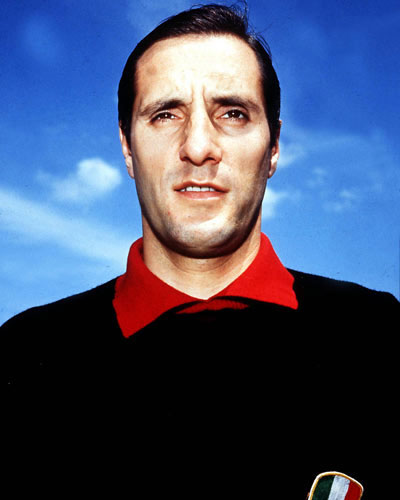
Фабио Кудичини

- Авдеев, Олег Тихонович (98) — советский кинооператор[392].
- Алиева, Зияфат Мустафа кызы (79) — советский и азербайджанский табаковод, Герой Социалистического Труда (1982)[393][394].
- Брольи, Габриэль де (93) — французский историк, член Французской академии (2001), канцлер Института Франции (2006—2017)[395].
- Джаявардена, Лаки[англ.] (70) — шри-ланкийский политический деятель, депутат Парламента (с 2015)[396].
- Дреслер, Рудольф[нем.] (84) — немецкий политик, депутат Бундестага (1980—2000)[397].
- Касерес, Хорхе[исп.] (77) — колумбийский футболист, игрок национальной сборной[398].
- Кей Чарльз[англ.] — британский актёр[399].
- Клепсвик, Карстен[норв.] (72) — норвежский дипломат, посол в Польше (2013—2017) и Литве (2017—2020)[400].
- Комар, Нурул[англ.] (64) — индонезийский политик, депутат Совета народных представителей (2004—2014)[401].
- Конча Гутьеррес, Хуан Карлос[исп.] (91) — чилийский политик, министр здравоохранения (1971—1972)[402].
- Кудичини, Фабио (89) — итальянский футболист[403].
- Лепор, Лин[англ.] (63) — австралийский велосипедист, чемпион Паралимпийских игр (Летние Паралимпийские игры 2000)[404].
- Линь Чжэнфэн[кит.] (75) — китайский политик, депутат Законодательного Юаня (2005—2008)[405].
- Малёнкин, Геннадий Викторович (73) — советский самбист, чемпион Европы (1974) и мира (1979, 1981)[406].
- Нанди, Притиш[англ.] (73) — индийский кинорежиссёр, писатель и политический деятель, член Раджья сабхи (1998—2004)[407].
- Турунтаева, Мария Сергеевна (98) — советский передовик сельского хозяйства, Герой Социалистического Труда (1971)[408].
- У Лушэн[англ.] (94) — китайский архитектор[409].
- Фельдт, Челль-Улоф[швед.] (93) — шведский политический деятель, министр промышленности и торговли (1970—1975), бюджета (1982), финансов (1983—1990)[410].
- Хейнесен, Кнуд[дат.] (92) — датский политик, министр финансов (1975—1979, 1981—1982)[411].

## 7 января

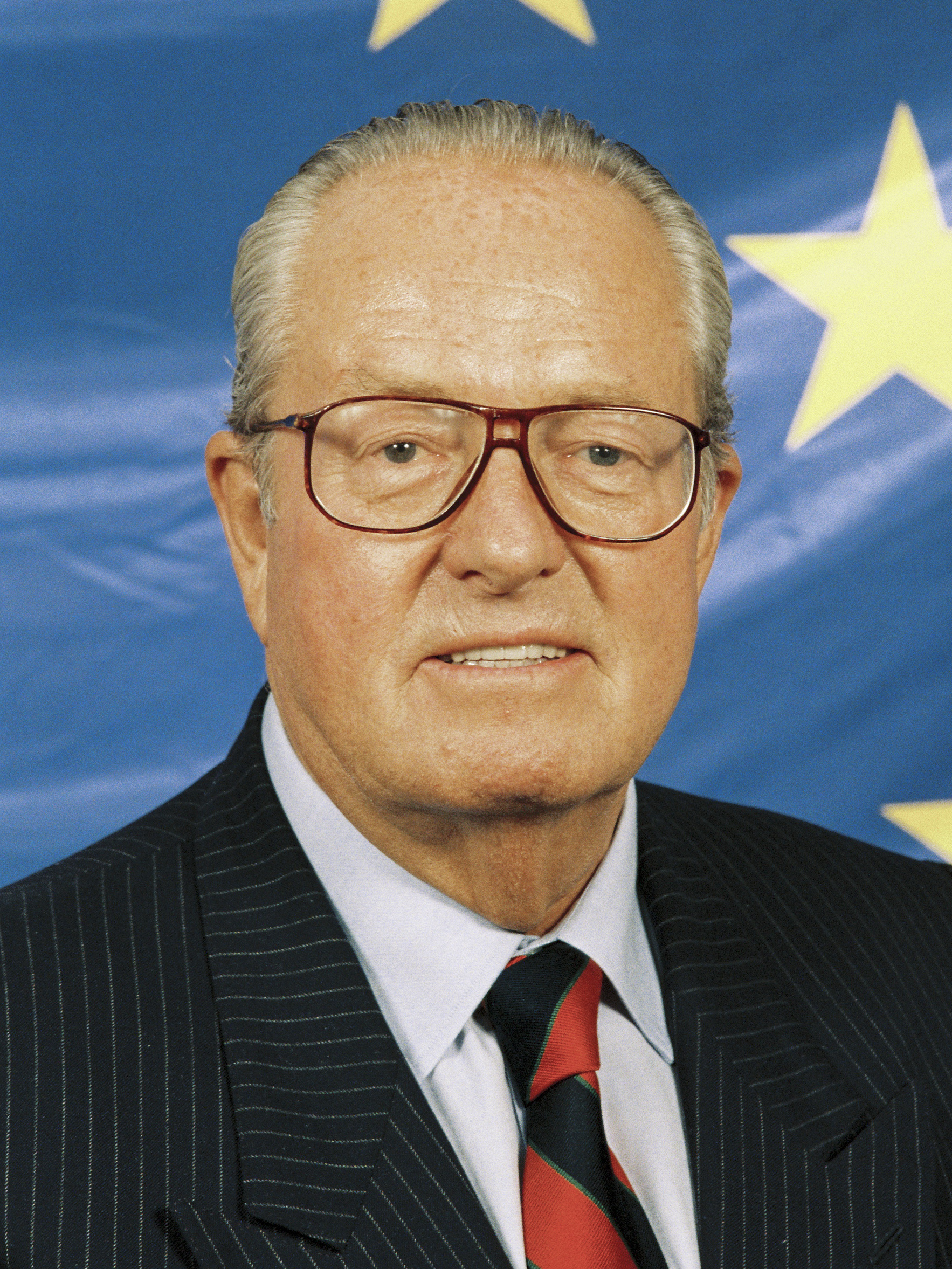
Жан-Мари Ле Пен

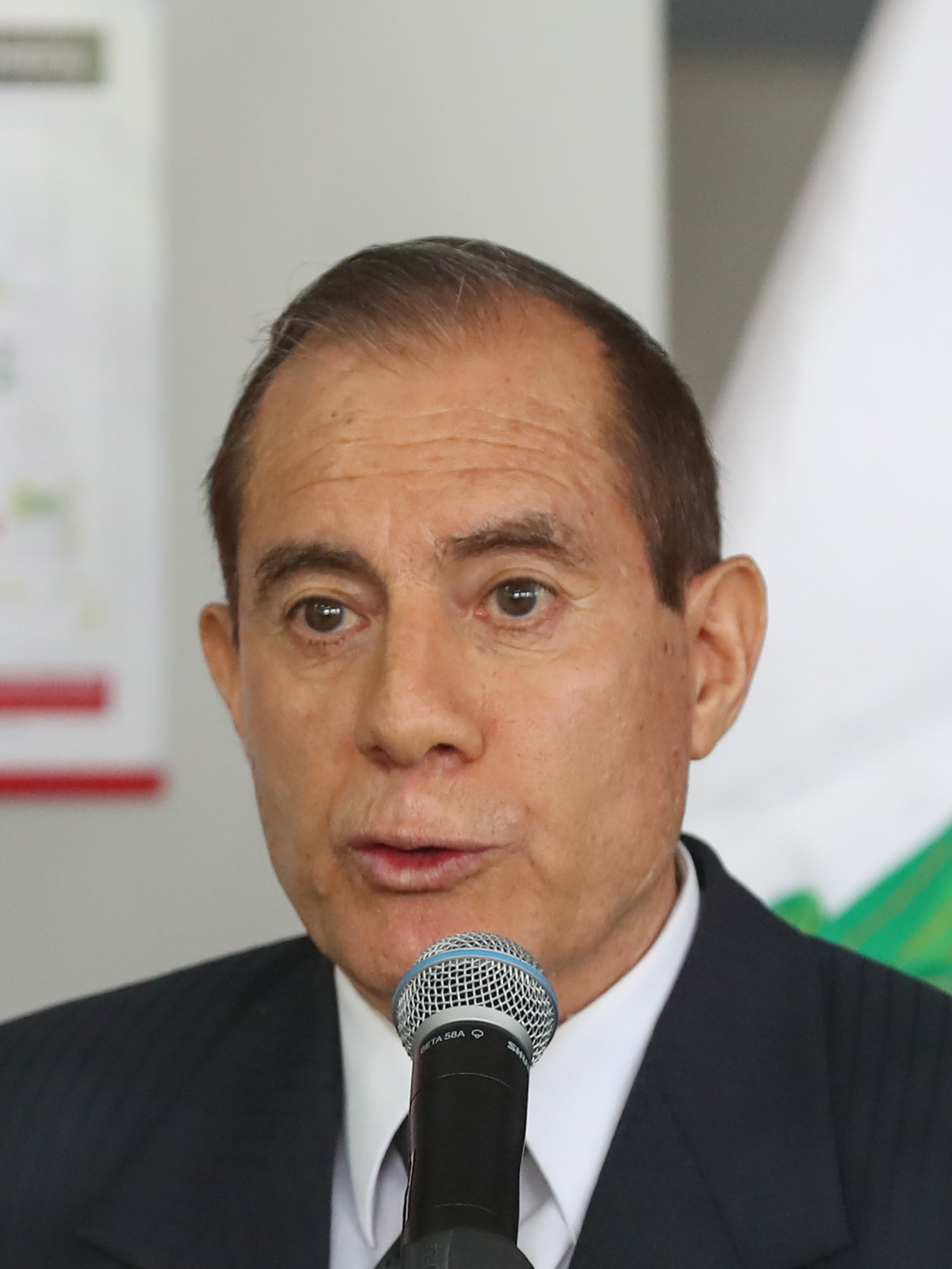
Вальтер Мартос

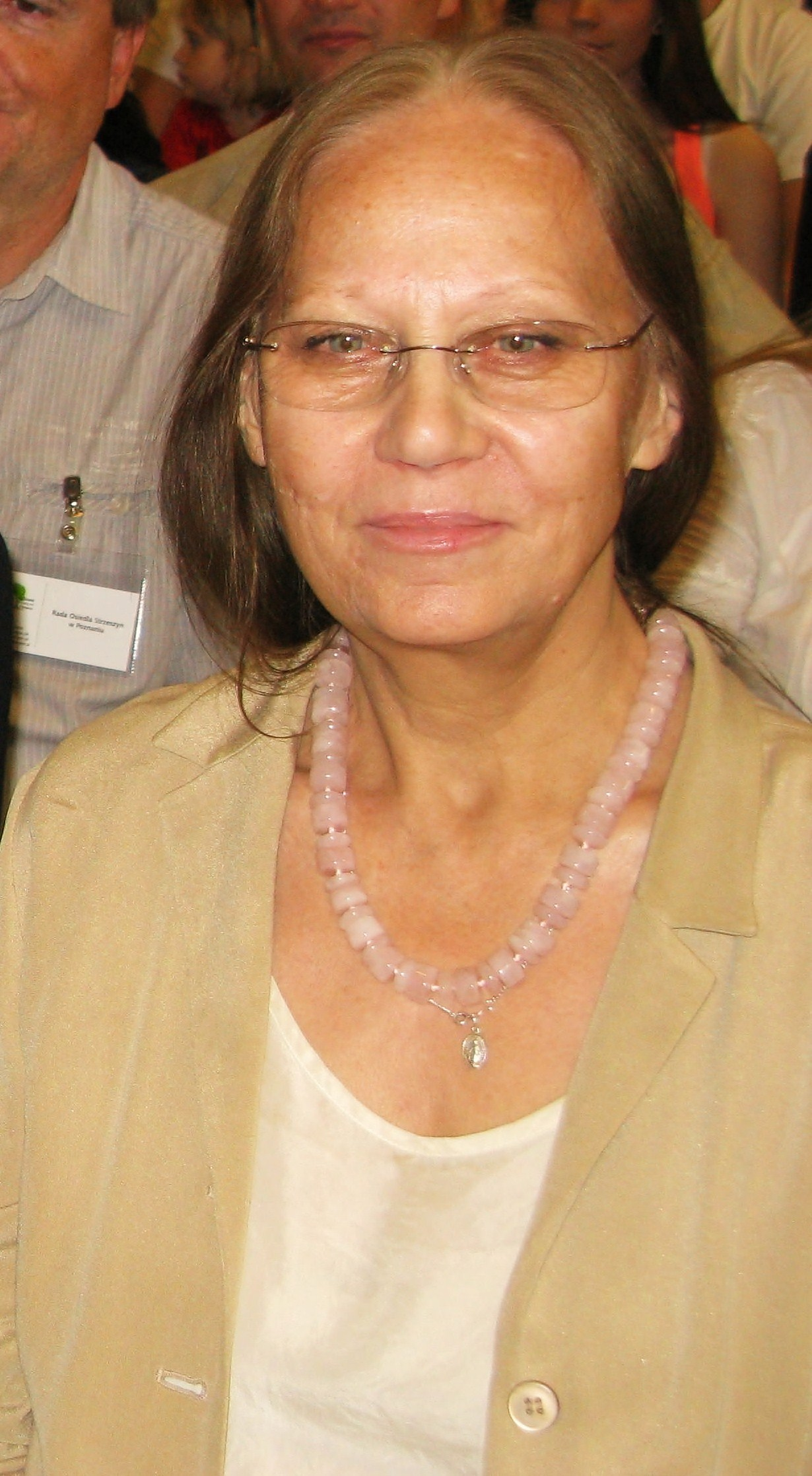
Мирослава Мархелюк

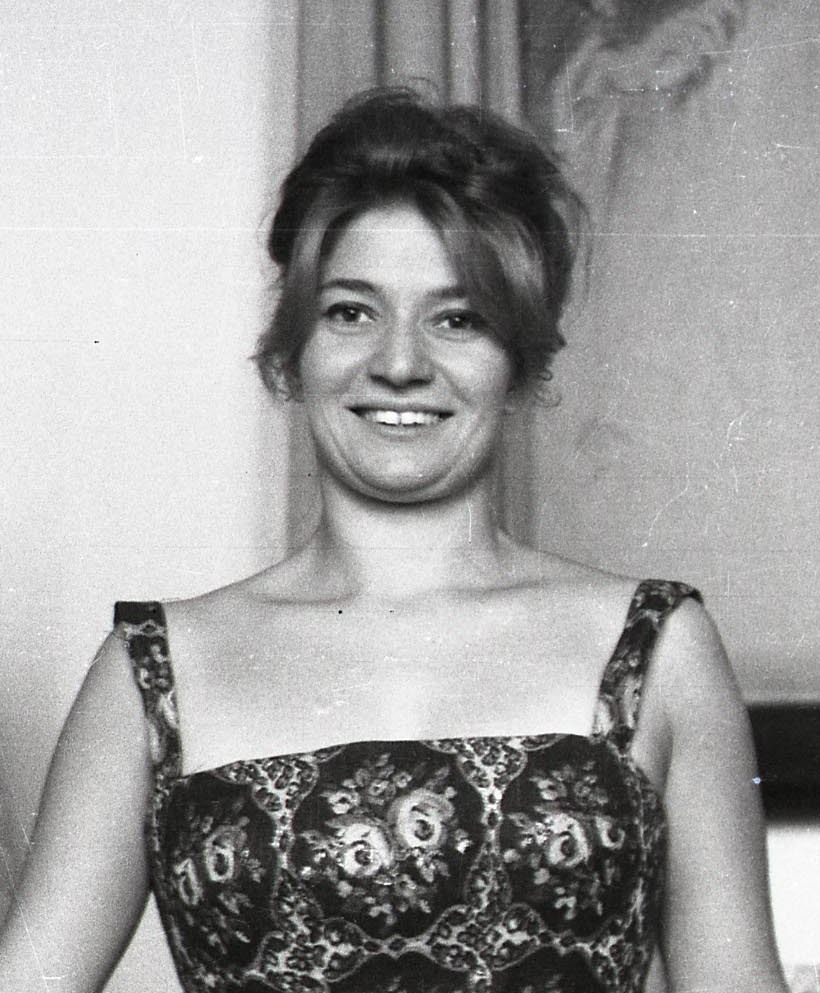
Айла Эрдуран

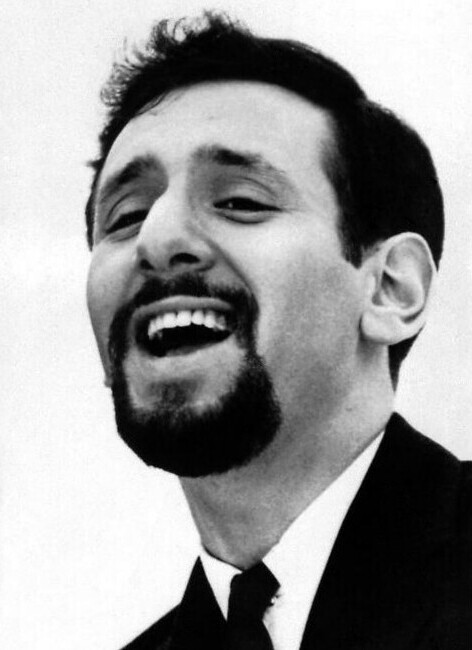
Питер Ярроу

- Бобылёв, Леонид Борисович[англ.] (75) — советский и российский композитор, пианист, музыковед и педагог[412].
- Вогнес, Эйвинд[норв.] (52) — норвежский писатель, лауреат премии «За литературу на новонорвежском» (2005)[413].
- Евсеева, Светлана Георгиевна (92) — русская поэтесса и переводчица[414].
- Клегг, Барбара[англ.] (98) — британская актриса и сценаристка[415].
- Короман, Веселко[хорв.] (90) — хорватский писатель, член-корреспондент ХАЗУ (1990)[416].
- Ле Пен, Жан-Мари (96) — французский политический и государственный деятель, лидер Национального фронта (1972—2011), депутат Национального собрания (1956—1962, 1986—1988), депутат Европейского парламента (1984—2003, 2004—2019)[417].
- Лим Кимья[англ.] (73) — камбоджийский политический деятель, депутат Парламента (2013—2019)[418].
- Мартос, Вальтер (67) — перуанский политический и государственный деятель, министр обороны (2019—2020), премьер-министр (2020)[419].
- Мархелюк, Мирослава (85) — польская актриса и режиссёр, заслуженный деятель культуры Польши (1987)[420].
- Милинкович, Милорад[серб.] (59) — сербский кинорежиссёр и сценарист[421].
- Мингалиев, Габдразак Нургалиевич (64) — российский татарский композитор-песенник[422].
- Пендарева, Петя[болг.] (54) — болгарская легкоатлетка-спринтер, серебряный призёр чемпионата Европы, участница Олимпийских игр (1996)[423].
- Савельяно, Деограсиас Виктор[англ.] (65) — филиппинский политик, депутат Палаты представителей (2016—2022)[424].
- Сегедин, Лео[англ.] (97) — американский художник[425].
- Тавадян, Левон Агасиевич (73) — советский и армянский учёный в области химической физики, академик НАН Армении (2014)[426].
- Терещенко, Виктор Кириллович[укр.] (88) — украинский экономист-аграрий, академик НААН Украины (1999)[427].
- Хардин, Валентин Фёдорович (86) — советский хоккеист с мячом, четырёхкратный чемпион мира (1961, 1963, 1965, 1967)[428].
- Чжэн Ючэн[англ.] (78) — тайваньский политик, депутат Законодательного Юаня Юань (1981—1987, 1990—1993, 2002—2005)[429].
- Эмрих, Алан (65) — американский дизайнер видеоигр[430].
- Эрдуран, Айла (90) — турецкая скрипачка, государственная артистка Турции (1971)[431].
- Ярроу, Питер (86) — американский певец и автор песен, участник фолк-трио Peter, Paul and Mary[432].

## 6 января

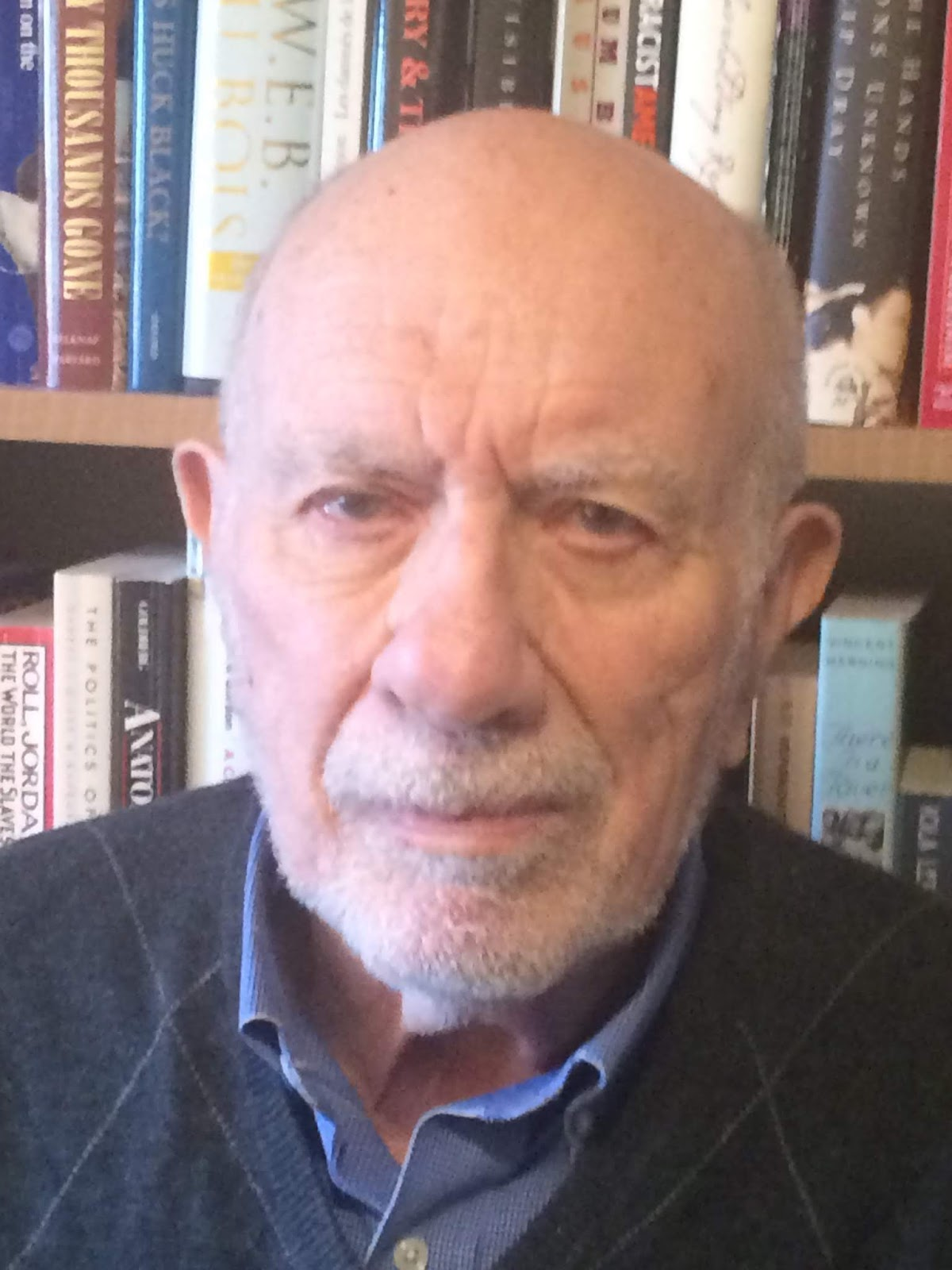
Роберт Пол Волфф

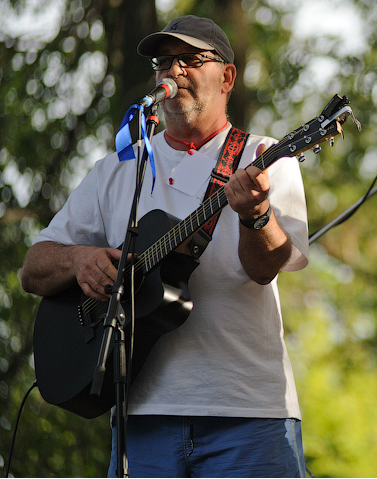
Вадим Мищук

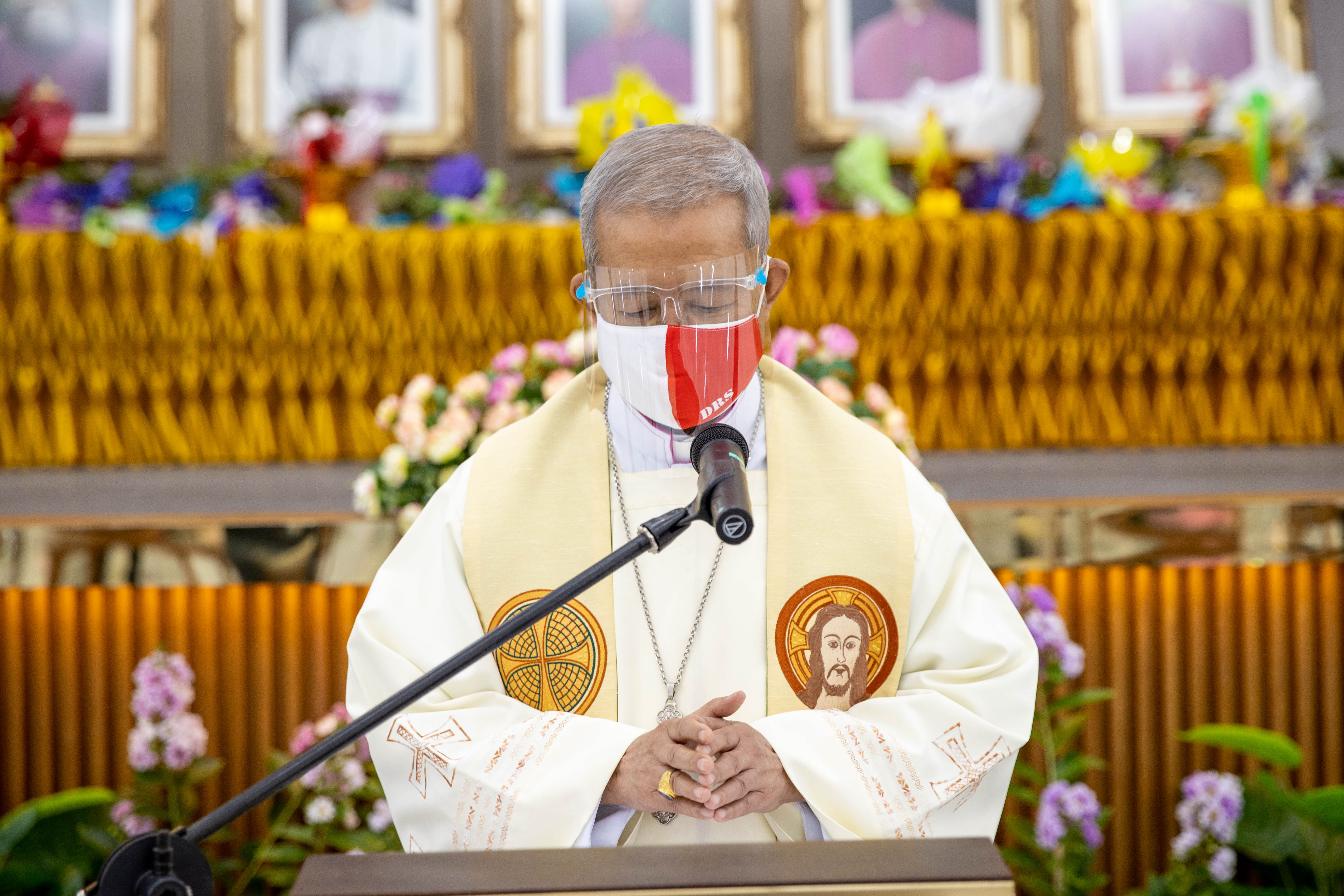
Иоанн Боско Паня Критчарен

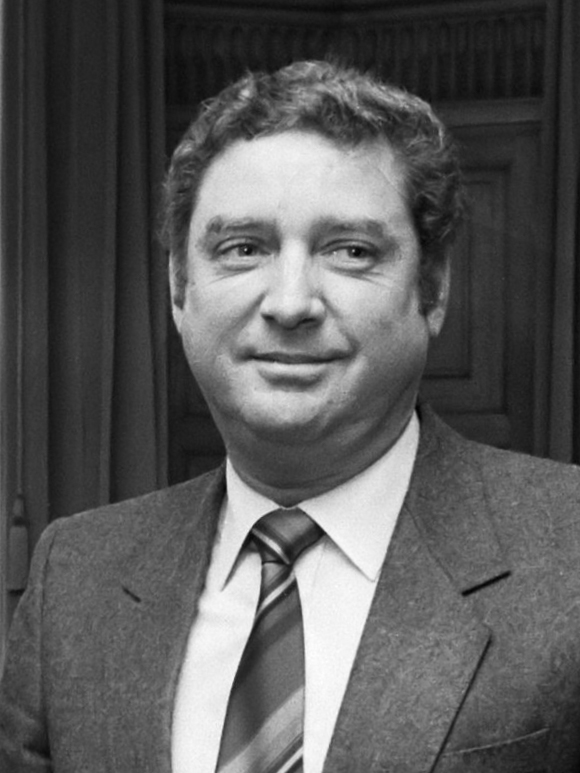
Хенни Эман

- Ветерингтон, Джим[англ.] (87) — американский политический деятель, мэр города Колумбуса (2007—2009)[433].
- Волфф, Роберт Пол (91) — американский политический философ[434].
- Гуннелла, Аристиде[итал.] (93) — итальянский политический деятель, член Палаты депутатов (1968—1992), министр по делам регионов (1987—1988)[435].
- Демекса, Бульча[англ.] (94) — эфиопский политик, член Парламента (2005—2010)[436].
- Дюран, Раймон[фр.] (79) — французский политик, депутат Национального собрания (2008—2012)[437].
- Залевский, Людвик[пол.] (70) — польский политик, сенатор (2005—2007)[438].
- Коруджиев, Димитр[болг.] (83) — болгарский писатель[439].
- Коуту душ Сантуш[порт.] (75) — португальский политик, депутат Ассамблеи Республики (1991—1995), министр образования (1992—1993)[440].
- Кьярваллоти, Джузеппе[итал.] (90) — итальянский юрист и политик, президент Калабрии (2000—2005)[441].
- Маравич, Душан (85) — югославский футболист, игрок национальной сборной, олимпийский чемпион (1960)[442].
- Мешо-Вашингтон, Ольга (43) — южноафриканский адвокат[443].
- Мищук, Вадим Леонидович (68) — советский и российский автор-исполнитель[444].
- Оопкауп, Маргус[эст.] (65) — советский и эстонский актёр[445].
- Паня Критчарен, Иоанн Боско (75) — таиландский католический прелат, епископ Ратбури (2005—2023)[446].
- Райнд, Дэвид Уильям[англ.] (81) — британский географ, член Лондонского королевского общества (с 2002)[447].
- Соньта, Кшиштоф[пол.] (56) — польский политик, депутат Сейма (2007—2011, 2014—2015)[448].
- Уилсон, Дейл[англ.] (74) — канадский актёр[449].
- Флорес, Хорхе[англ.] (70) — мексиканский баскетболист, участник Олимпийских игр (1976)[450].
- Фостер, Дуайт[англ.] (67) — канадский хоккеист[451].
- Ханкин, Джон[англ.] (79) — канадский банкир, председатель правления (1999—2003) и президент Canadian Imperial Bank of Commerce[452].
- Хризостом (Мартишкин) (90) — епископ Русской православной церкви, митрополит Виленский и Литовский (1990—2010)[453].
- Эман, Хенни (76) — арубанский политический и государственный деятель, премьер-министр (1986—1989, 1994—2001)[454].
- Юн Чжу Ен[кор.] (96) — южнокорейский политик, депутат Национального собрания (1973—1979)[455].

## 5 января

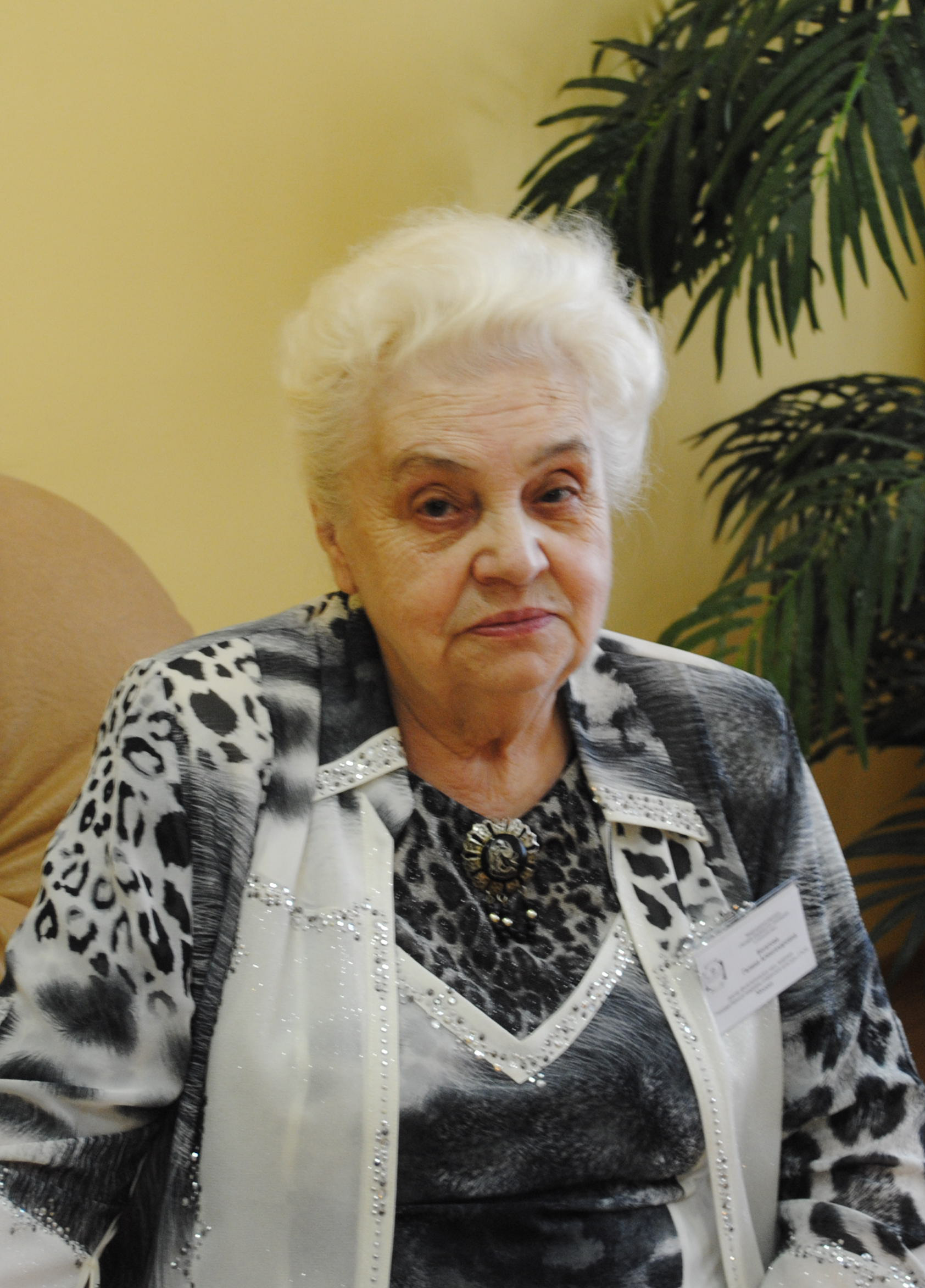
Галина Богатова

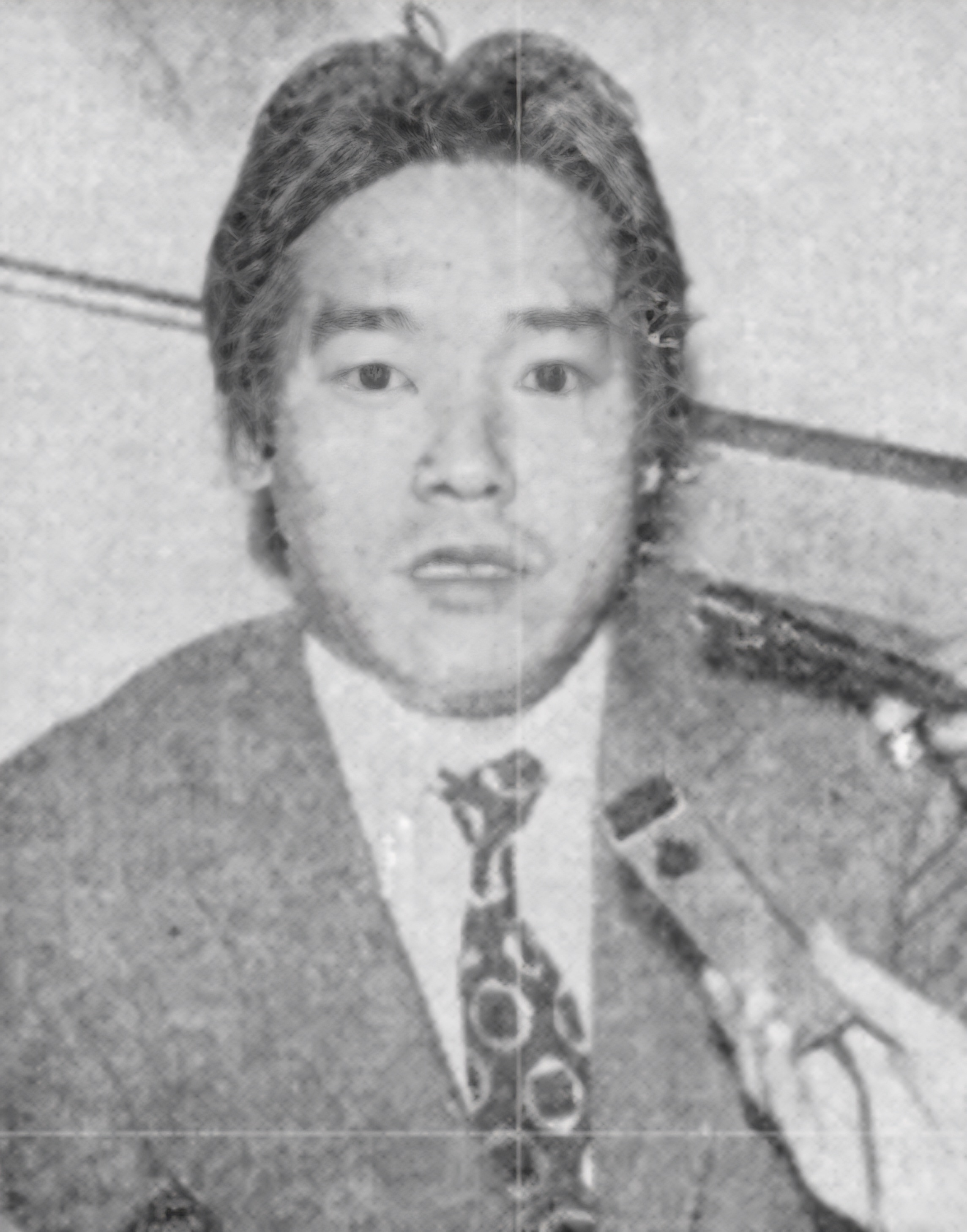
Ли Хёсон

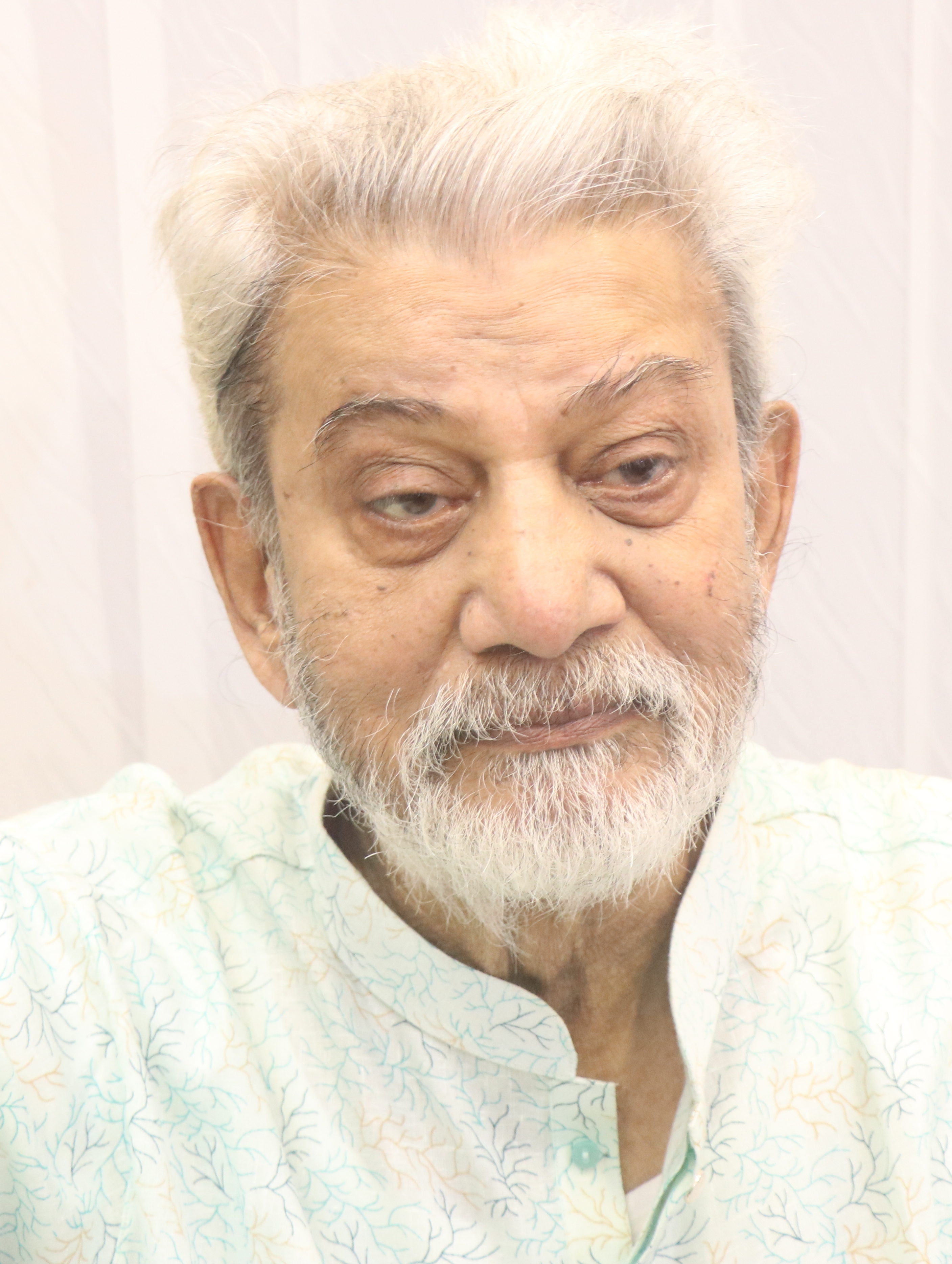
Прабир Митра

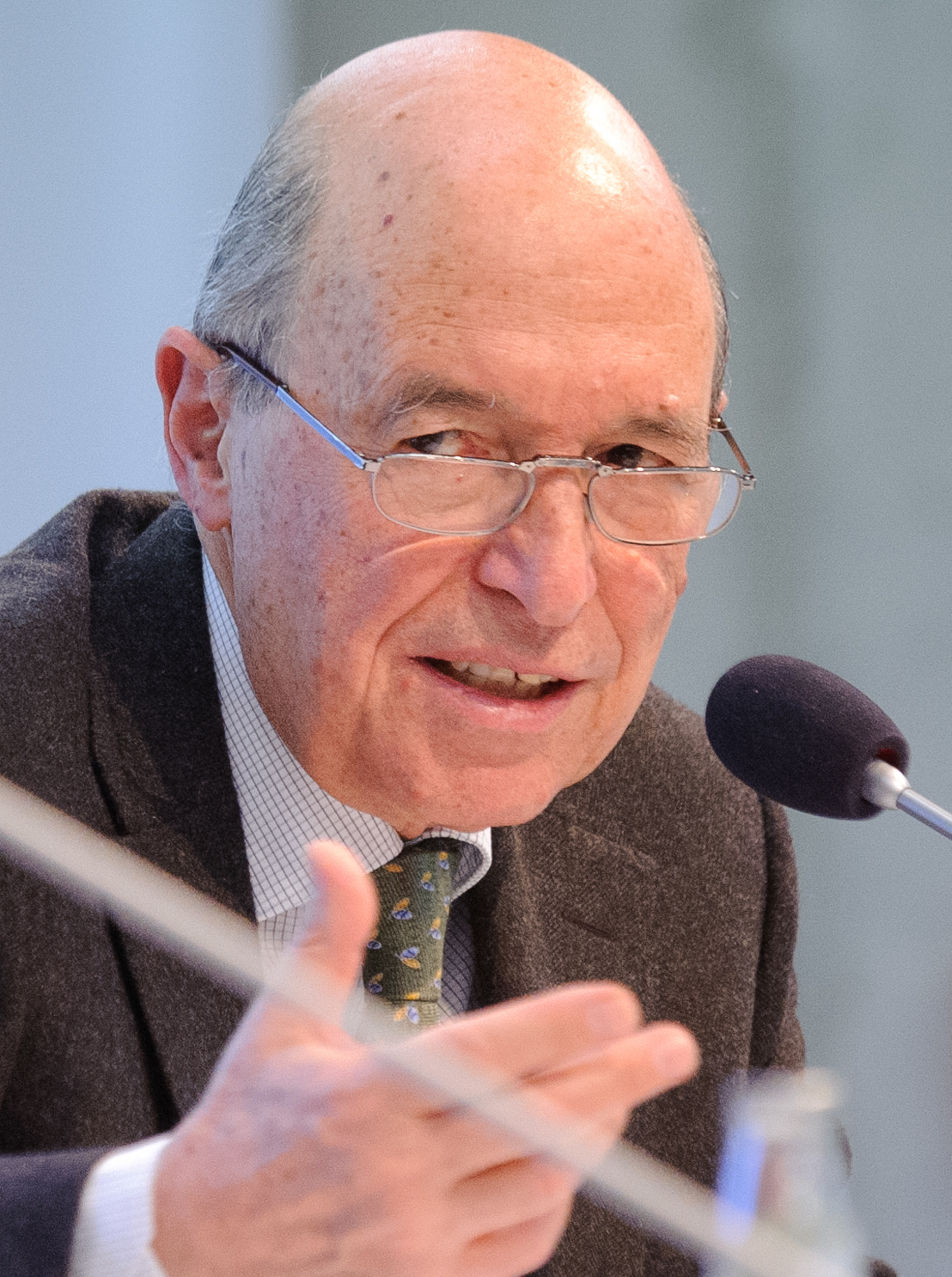
Костас Симитис

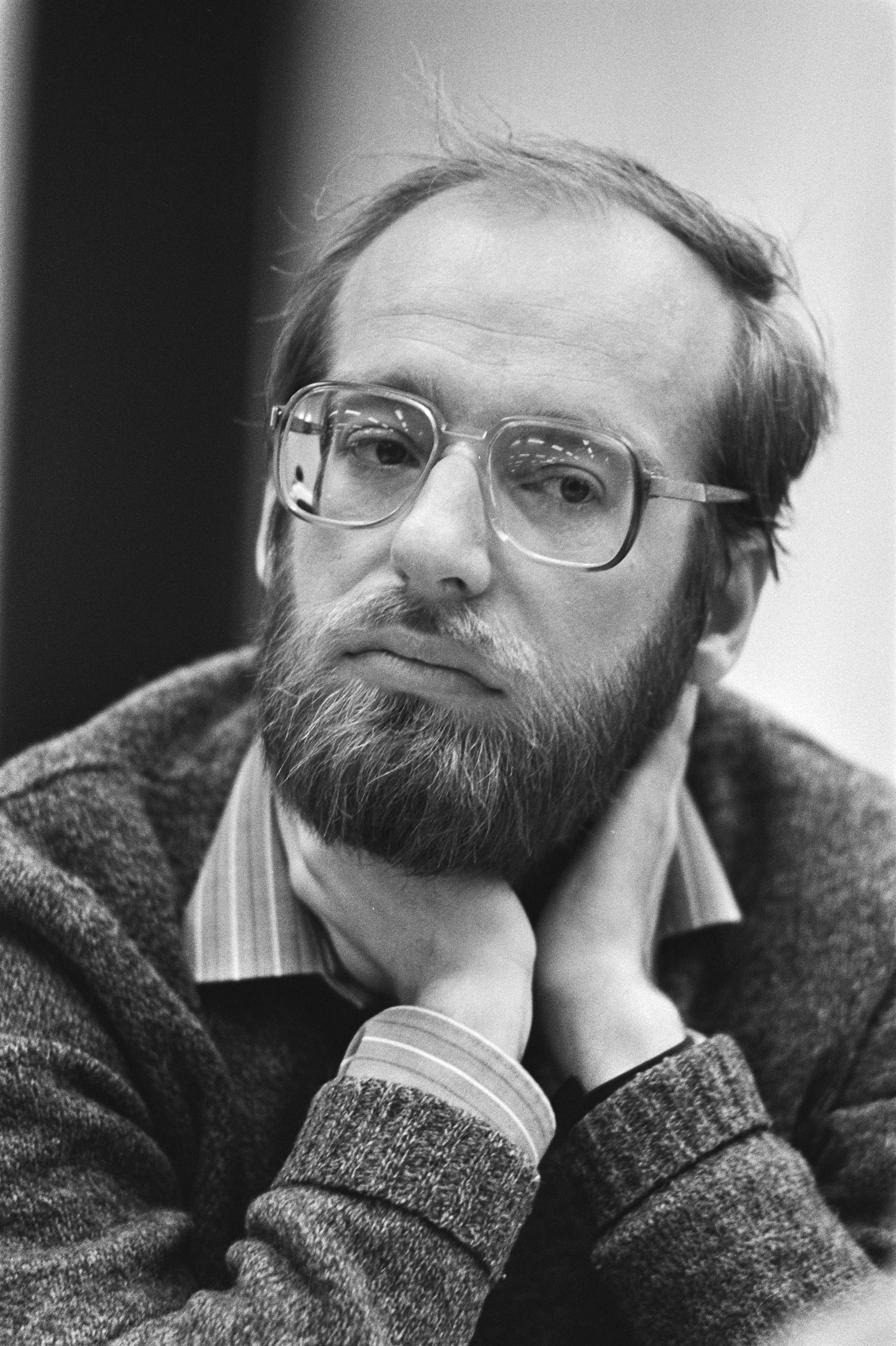
Роберт Хюбнер

- Авотиня, Дайна (98) — латышская писательница, поэтесса и переводчица[456].
- Аллеман, Бенуа[фр.] (82) — французский актёр[457].
- Бендунга, Джозеф[фр.] (70) — центральноафриканский политический деятель, мэр Банги (1997—2000), министр животноводства (2013)[458].
- Богатова, Галина Александровна (94) — советский и российский лингвист и лексиколог[459].
- Варильяс, Альберто[исп.] (90) — перуанский политик, министр образования (1992—1993)[460].
- Вилья, Хуан Мануэль (86) — испанский футболист, игрок национальной сборной[461].
- Голлер, Борис Александрович (93) — советский и российский писатель, драматург и историк[462].
- Дуглас, Джон[англ.] (90) — шотландский регбист, игрок национальной сборной[463].
- Зикс, Фредди[фр.] (89) — французский футболист, участник Олимпийских игр (1968[464].
- Кабралес Мартинес, Орландо[исп.] (85) — колумбийский политик, министр экономического развития (1996—1997), министр горнодобывающей промышленности и энергетики (1997—1998)[465].
- Компарини, Анн-Мари[фр.] (77) — французская политическая деятельница, депутат Национального собрания (2002—2007)[466].
- Ли Хёсон (89) — японский писатель корейского происхождения[467].
- Липчей, Анатолий Ярославович (21) — украинский военнослужащий, лейтенант, участник российско-украинской войны, Герой Украины (2025, посмертно); погиб в бою[468].
- Макнил, Эл[англ.] (89) — канадский хоккеист и хоккейный тренер[469].
- Мима, Куниоки[англ.] (79) — японский физик-плазмолог, лауреат Премии Ханнеса Альвена (2011)[470].
- Митра, Прабир (83) — бангладешский актёр[471].
- Подколзин, Вячеслав Витальевич (85) — советский и российский географ, ректор ВГПУ (1989—2009)[472].
- Рабинович, Ракель[англ.] (95) — аргентинская и американская художница и скульптор[473].
- Рахман, Анисур[англ.] (91) — бангладешский экономист[474].
- Симитис, Костас (88) — греческий политик, премьер-министр и лидер ПАСОК (1996—2004)[475].
- Сиражудинов, Раджаб Магомедгазиевич (62) — советский и российский дагестанский филолог, лингвист, историк, религиовед[476].
- Стелла Грека[греч.] (102) — греческая певица и актриса[477].
- Табато, Масахиро[яп.] (85) — японский политик, депутат Палаты представителей (1993—2009)[478].
- Уильямс, Джеймс Ли[англ.] (32) — британский трансвестит и актёр, известный как Вивьен[479].
- Фальзон, Майкл[англ.] (79) — мальтийский политик, депутат Палаты представителей (1976—1996)[480].
- Халек, С. А.[англ.] (?) — бангладешский политический деятель, депутат Национальной ассамблеи (1979—1986, 1986—1990, 1996, 2001—2006)[481].
- Хюбнер, Роберт (76) — немецкий шахматист, гроссмейстер (1971)[482].
- Шмагел, Франтишек[чеш.] (90) — чехословацкий и чешский историк[483].

## 4 января

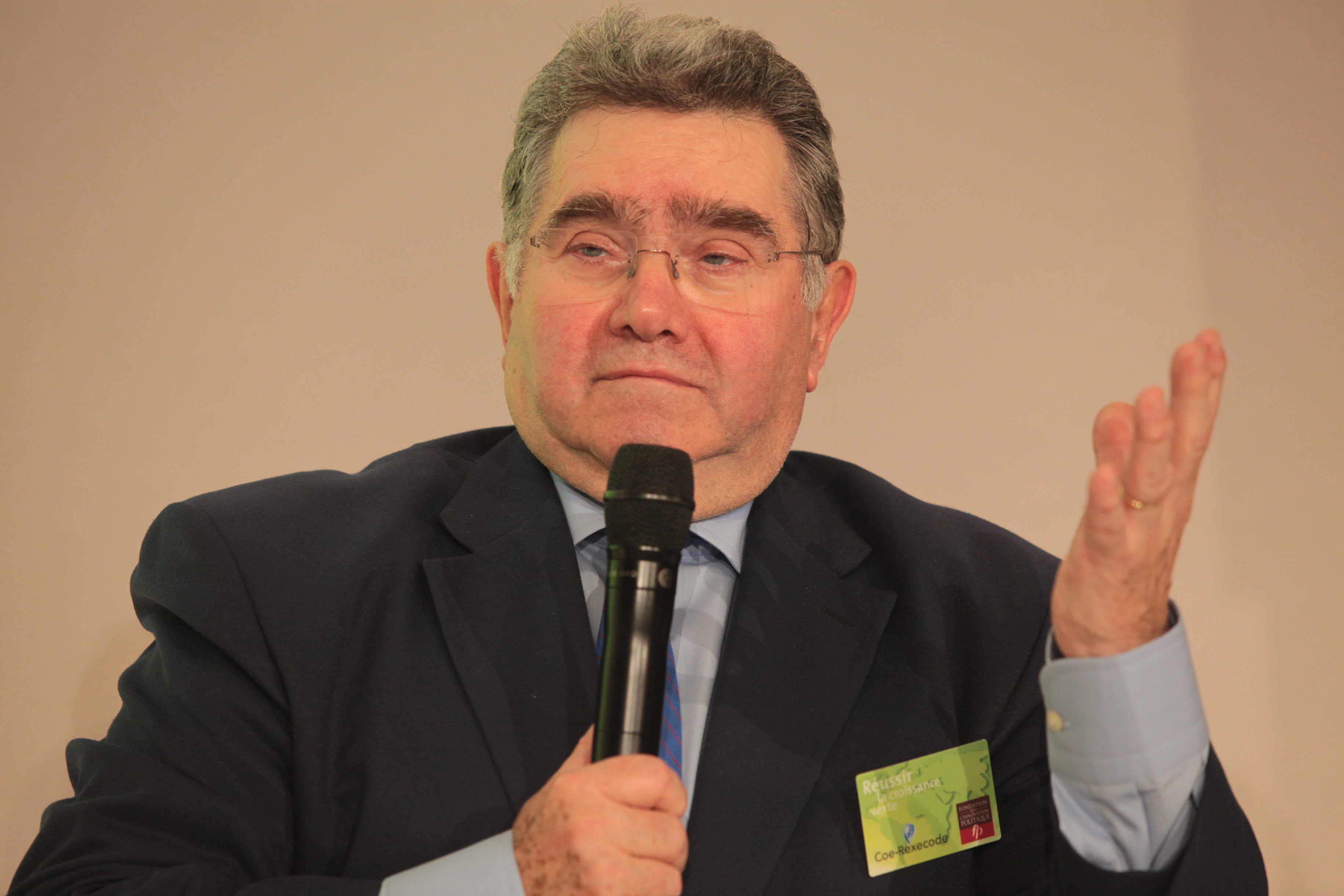
Клод Алегр

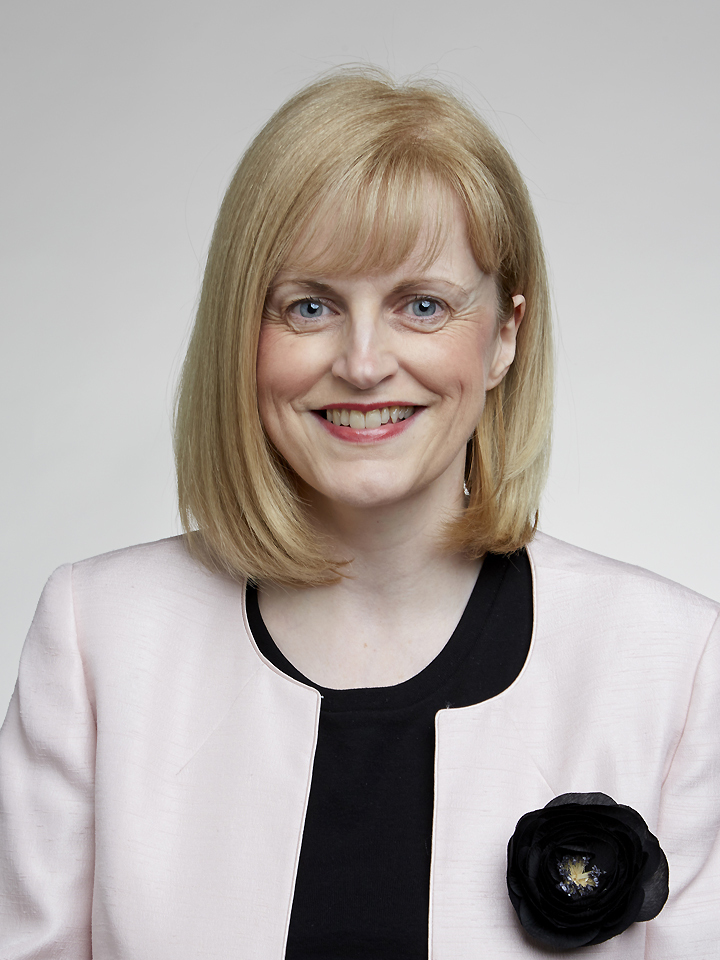
Элеонор Магуайр

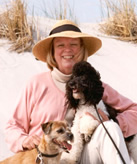
Карен Прайор

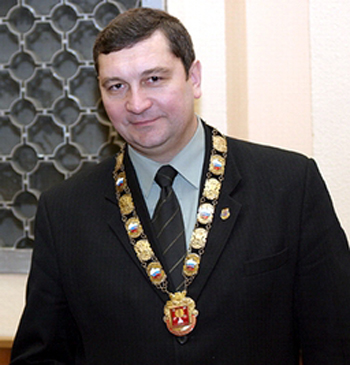
Юрий Слепцов

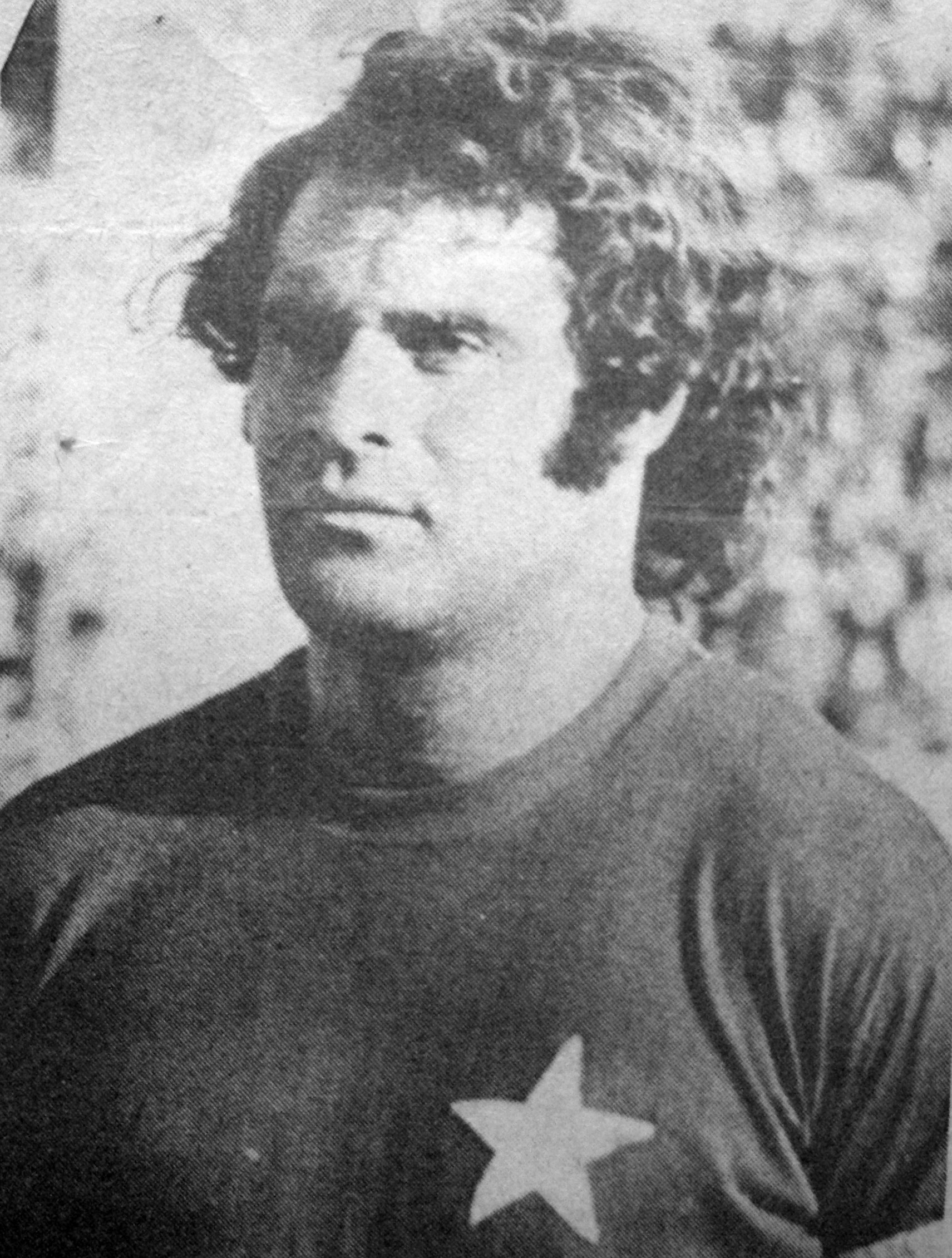
Мохсен Хабаша

- Акунья, Матиас[исп.] (32) — уругвайский футболист; самоубийство[484].
- Алегр, Клод (87) — французский геофизик и политик, министр национального образования (1997—2000)[485].
- Бодеман, Михал[серб.] (80) — немецкий социолог, разработавший метод интервенционного наблюдения[486].
- Глигич, Анна[серб.] (90) — югославский и сербский вирусолог, первооткрывательница вируса Марбург (1967)[487].
- Гуменюк, Александр Анатольевич (48) — украинский футболист и футбольный тренер[488].
- Джидич, Франьо[босн.] (85) — югославский футболист и боснийский футбольный тренер[489].
- Крамер, Барри (82) — американский баскетболист[490].
- Мабути, Каноко[яп.] (86) — японская прыгунья в воду, чемпионка Азии (1958, 1970)[491].
- Магуайр, Элеонор (54) — ирландский учёный в области когнитивной нейробиологии, член Лондонского королевского общества (2016)[492].
- Прайор, Карен (92) — американская писательница и биолог[493].
- Пулен, Жюльен[фр.] (78) — канадский актёр[494].
- Слепцов, Юрий Фёдорович (64) — российский муниципальный деятель, глава Воскресенского района Московской области (2003—2012)[495].
- Султана, Анджана[англ.] (59) — бангладешская актриса, двукратный лауреат Национальной кинопремии (1981, 1986)[496].
- Урул, Йылмаз[тур.] (82) — турецкий футболист, игрок национальной сборной[497].
- Формен, Ричард[англ.] (87) — американский драматург-авангардист и режиссёр[498].
- Хабаша, Мохсен (82) — тунисский футболист, игрок национальной сборной[499].
- Хохрин, Савва Николаевич (97) — советский учёный-зоотехник[500].
- Эчеваррия, Эмилио[исп.] (80) — мексиканский актёр[501].

## 3 января

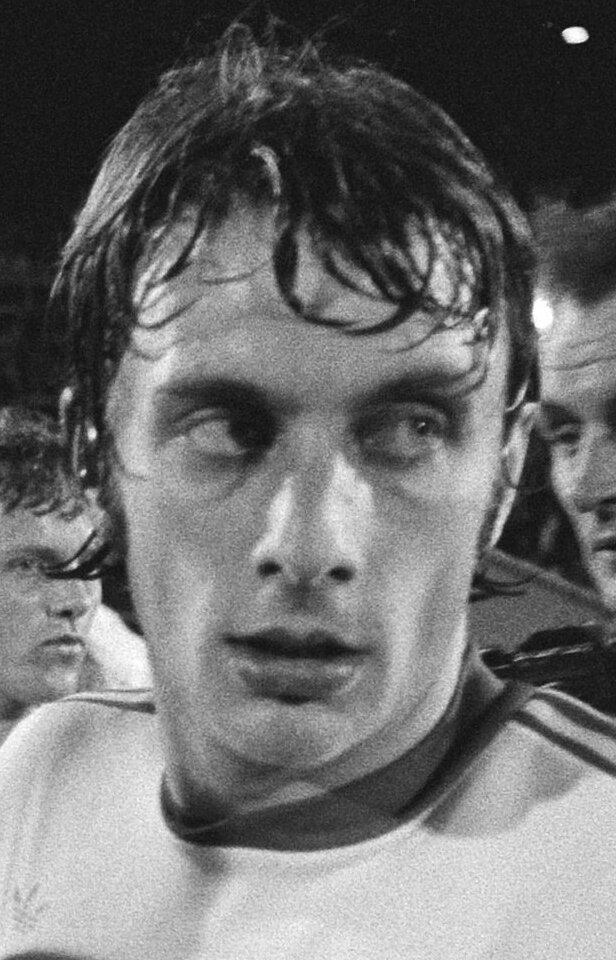
Жильбер Ван Бинст

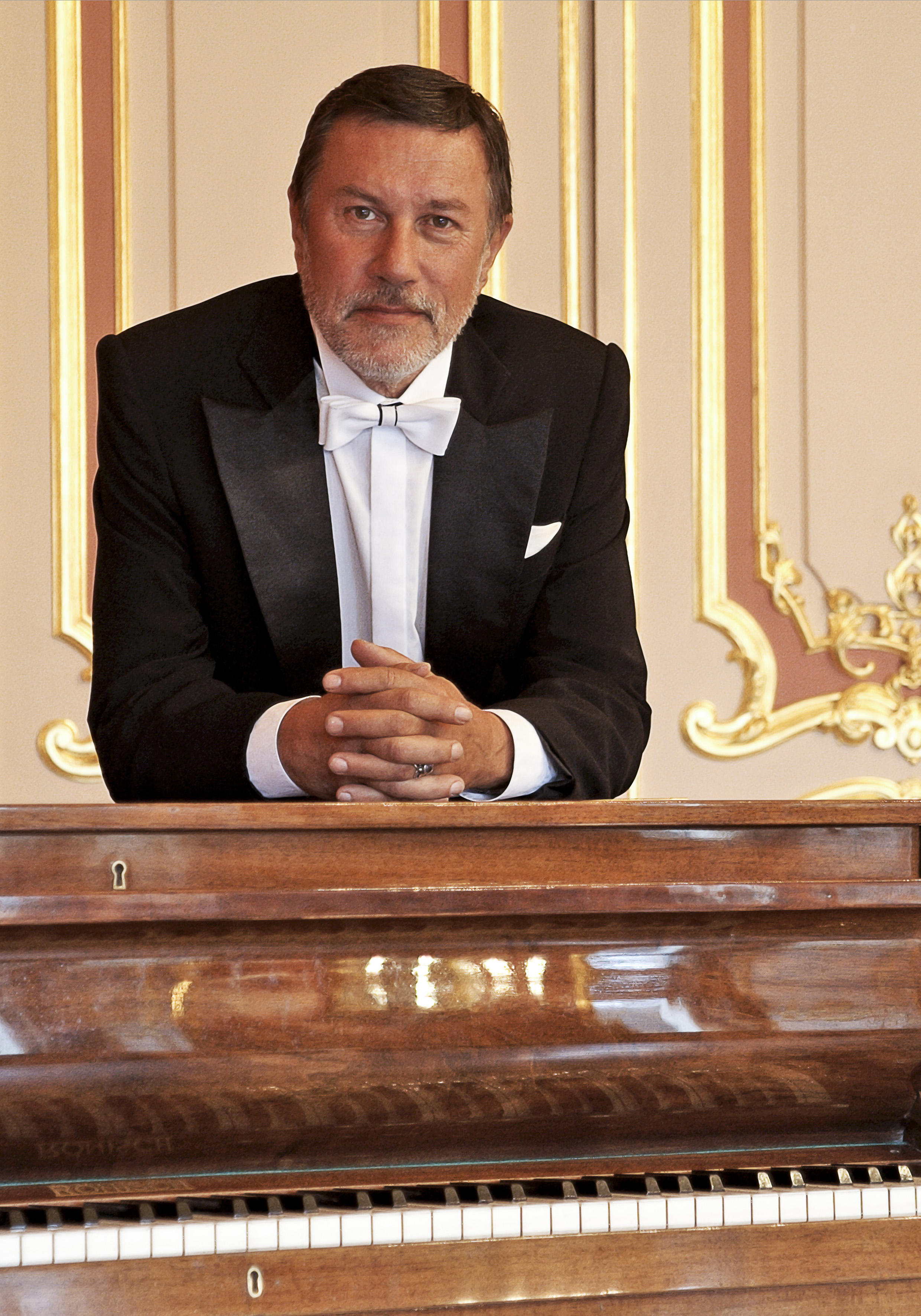
Владимир Попов

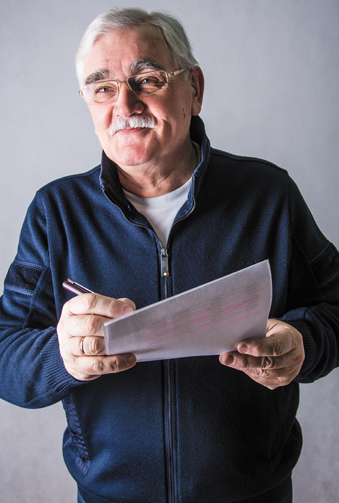
Евгений Трофимов

- Астахов, Олег Юрьевич[укр.] (70) — российский дипломат, генеральный конcул во Львове (2011—2019)[502].
- Ашер, Брайан[англ.] (80) — английский футболист («Шеффилд Уэнсдей», «Сандерленд»)[503].
- Бейна, Джефф[англ.] (47) — американский режиссёр и сценарист; самоубийство[504].
- Бек, Ганс Дитер[нем.] (92) — немецкий издатель, один из двух партнёров издательской группы C.H.Beck (с 1971)[505].
- Березовский, Георгий Васильевич (89) — украинский деятель сельского хозяйства, Герой Украины (2007)[506].
- Бузато, Гуальтьеро[фр.] (83) — французский скульптор, член-корреспондент Академии изящных искусств (с 2004)[507].
- Ван Бинст, Жильбер (73) — бельгийский футболист, бронзовый призёр чемпионата Европы (1972)[508].
- Вуд, Брентон[англ.] (83) — американский певец и автор песен[509].
- Дуповач, Златко[англ.] (72) — югославский футболист[510].
- Еремей, Григорий Исидорович (89) — советский и молдавский государственный и политический деятель, первый секретарь ЦК КП Молдавской ССР (1991), член Политбюро ЦК КПСС (1991), депутат Верховного Совета СССР (1970—1991) (в этот день состоялись похороны)[511].
- Зотов, Александр Борисович (69) — советский и российский актёр, заслуженный артист Российской Федерации (1999)[512].
- Ла Чунга[исп.] (87) — испанская танцовщица фламенко и художница[513].
- Лаутруп, Бенни[дат.] (85) — датский физик[514].
- Лекишвили, Николоз Михайлович (77) — грузинский политик, мэр Тбилиси (1993—1995), государственный министр (1995—1998)[515].
- Лёйтерс, Гус[нидерл.] (81) — нидерландский писатель и журналист[516].
- Лоуи, Роберт[англ.] (98) — американский аэрокосмический инженер, член Национальной инженерной академии США (с 1971)[517].
- Льюис, Ричард[англ.] (60) — барбадосский спринтер, участник Олимпийских игр (1984, 1988)[518].
- Пайпер, Эндрю[англ.] (56) — канадский писатель[519].
- Попов, Владимир Павлович (79) — советский и российский дирижёр, заслуженный деятель искусств Российской Федерации (1995)[520].
- Пурэвсурэн, Дашбалдангийн[монг.] (95) — монгольский оперный певец, народный артист Монголии (2024)[521].
- Раад, Маджда[англ.] (82) — иорданская принцесса[522].
- Раджабов, Фаиг Абдул оглы (91) — советский и азербайджанский спортивный функционер, президент Федерации гимнастики Азербайджана (с конца 1970-х до конца 1990-х)[523].
- Сава, Юдзи[яп.] (76) — японский политик, член Палаты советников парламента (2004—2010)[524].
- Сайкс, Род[англ.] (95) — канадский политик, мэр Калгари (1969—1977)[525].
- Скьюс, Хейзел (112) — канадская супердолгожительница[526].
- Схаап, Питер[нидерл.] (78) — нидерландский певец и писатель[527].
- Трофимов, Евгений Васильевич (80) — российский тренер по лёгкой атлетике (прыжки с шестом), заслуженный тренер России[528].
- Турья, Тарьяна[англ.] (80) — новозеландская политическая деятельница, депутат Парламента (1996—2014)[529].
- Хара, Хироси[яп.] (88) — японский архитектор[530].
- Хейз, Ричард[англ.] (76) — американский теолог[531].
- Чой Сан Ёп[кор.] (87) — южнокорейский юрист и политик, министр законодательства (1990—1992), министр юстиции (1997)[532].
- Шютц, Манфред[нем.] (74) — немецкий бизнесмен, основатель SPV GmbH[533].
- Эльгета, Серхио[исп.] (91) — чилийский политик, депутат Палаты депутатов (1990—2002), мэр Пуэрто-Монта (1971—1973)[534].

## 2 января
- Абильстрём, Ютте[дат.] (90) — датская актриса[535].

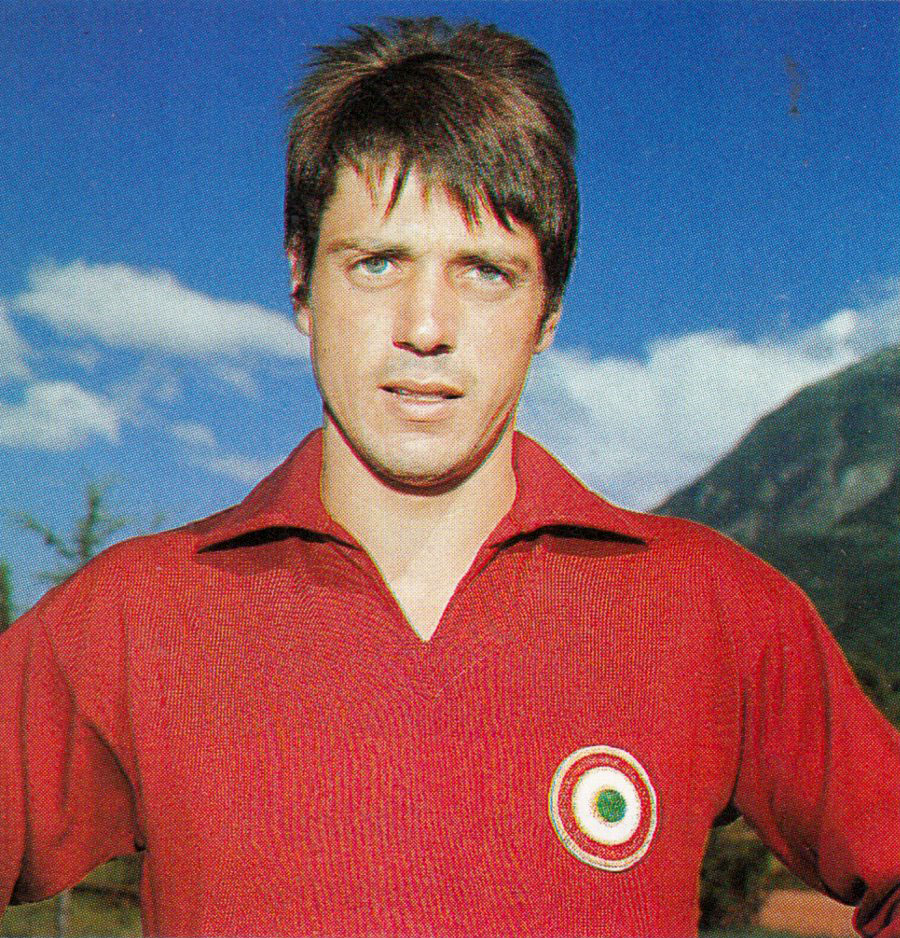
Альдо Агроппи

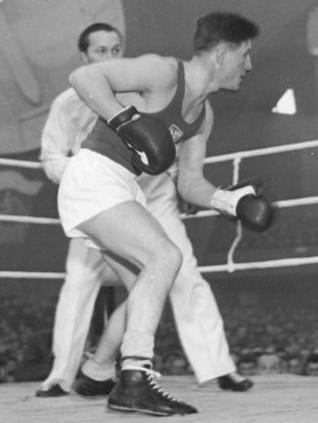
Ян Захара

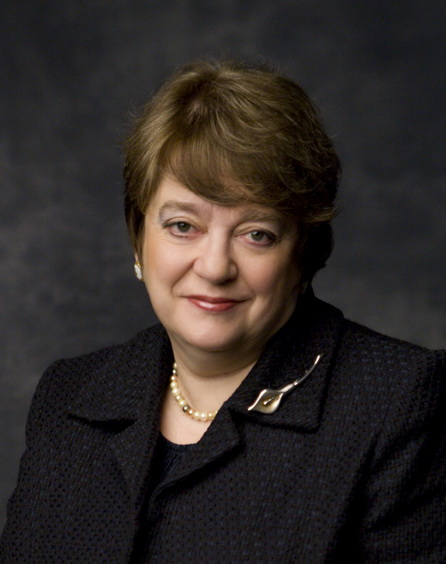
Елена Кальницкая

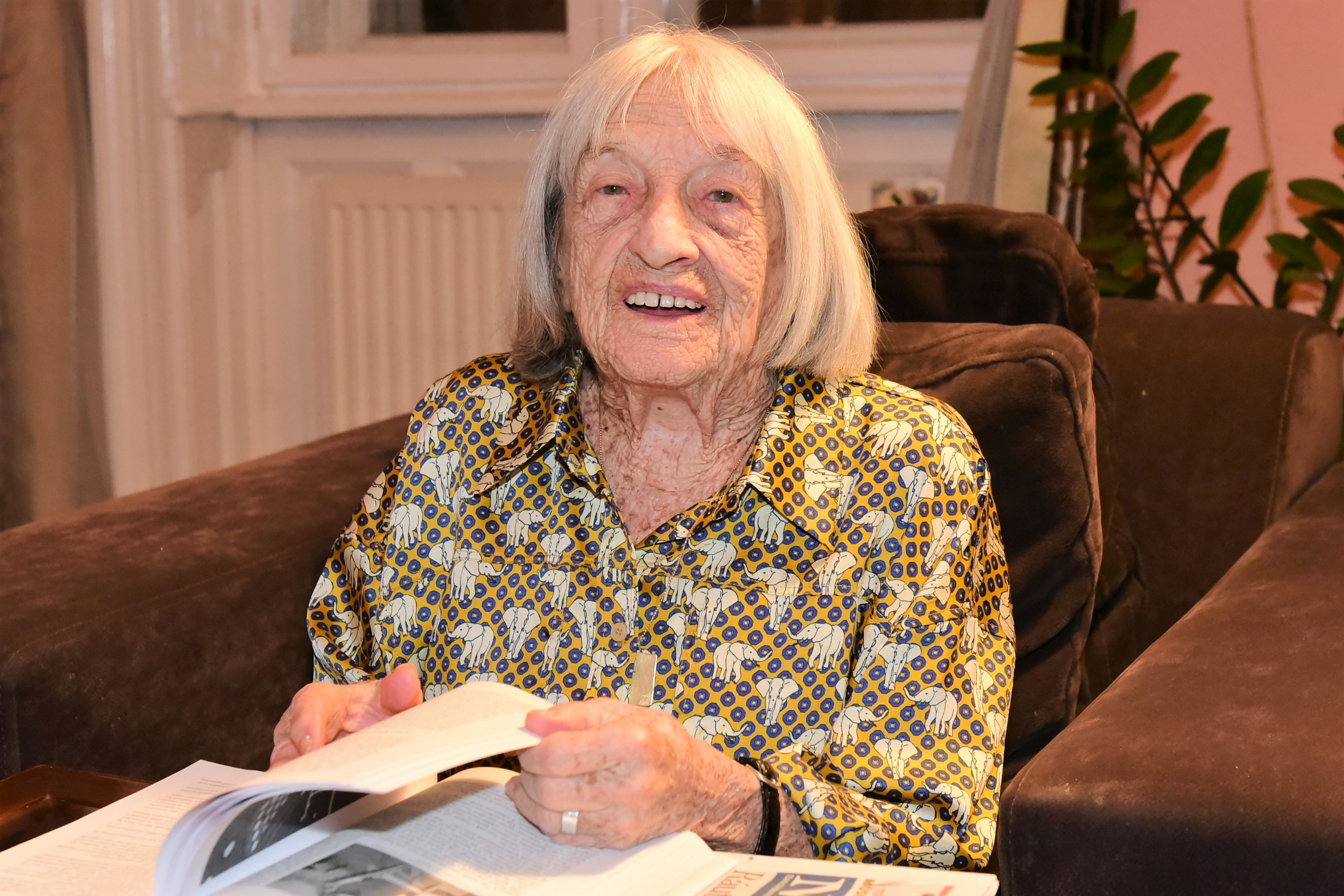
Агнеш Келети

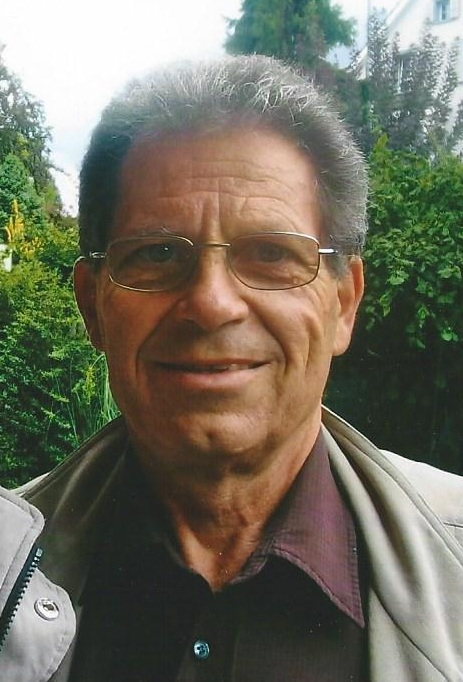
Вернер Лаймгрубер

Генриэтта Ромодина

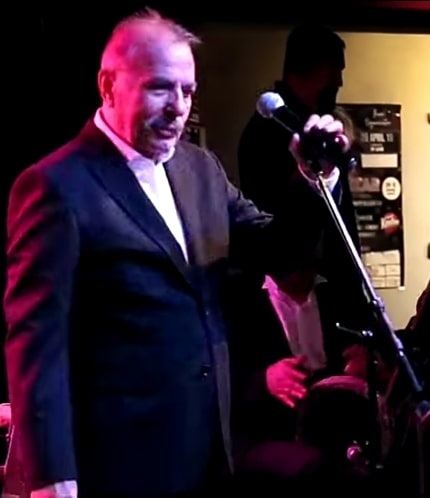
Ферди Тайфур

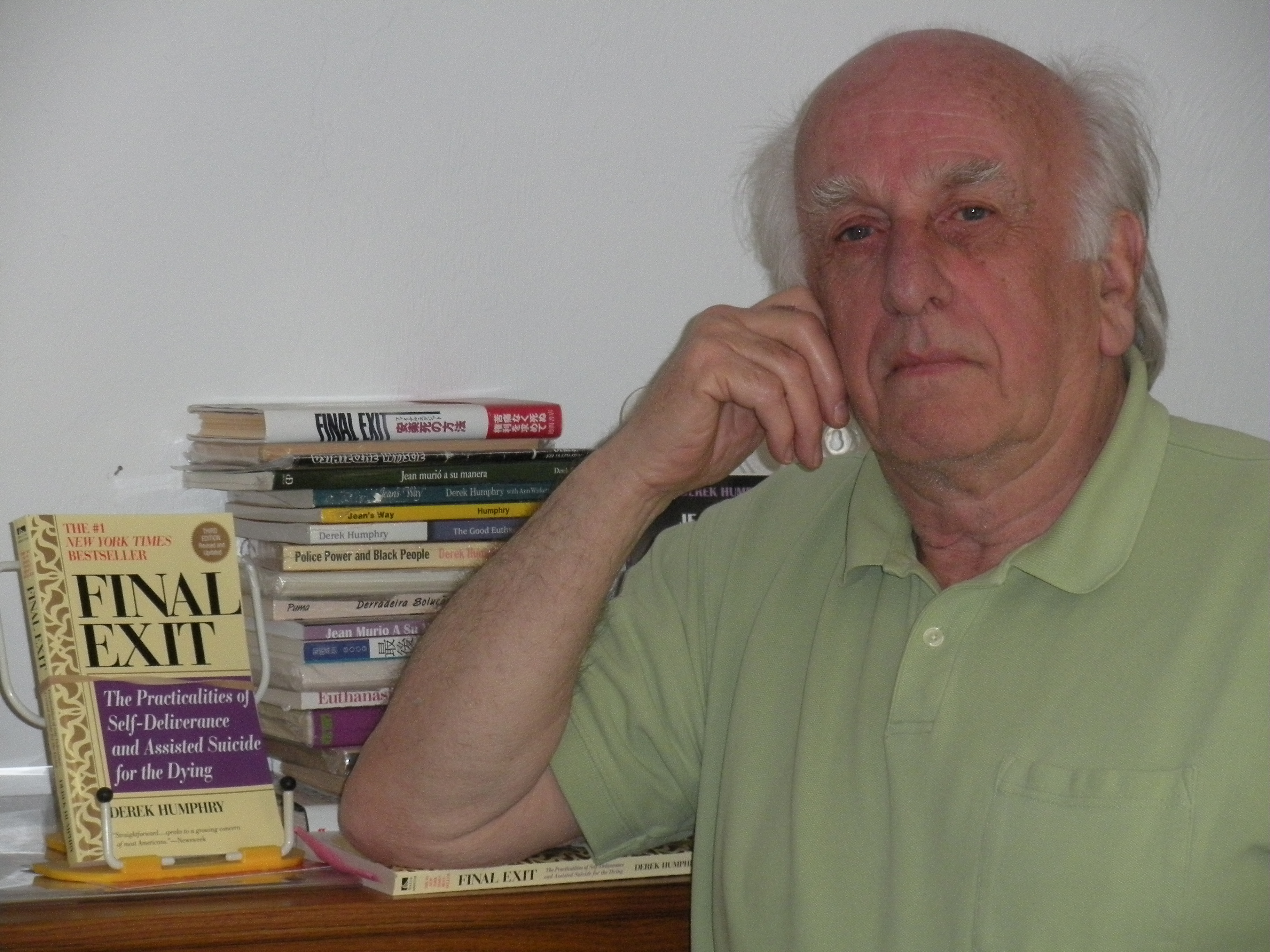
Дерек Хамфри

- Агроппи, Альдо (80) — итальянский футболист и футбольный тренер, игрок национальной сборной[536].
- Антич, Франсеск[исп.] (66) — испанский политик, депутат Конгресса депутатов (2004—2007), сенатор (2011—2019)[537].
- Ахмед, Кабира Уддина[англ.] — бангладешский политик, депутат Национальной ассамблеи (1996)[538].
- Гарсия Перес, Педро Луис[исп.] (86) — испанский математик и физик, член Испанской королевской академии наук (1988)[539].
- Де Лоренцо, Итало[итал.] (85) — итальянский бобслеист, серебряный призёр чемпионата мира (1965)[540].
- Захара, Ян (96) — чехословацкий боксёр, олимпийский чемпион (1952)[541].
- Кальницкая, Елена Яковлевна (72) — российский искусствовед и музеевед[542].
- Келети, Агнеш (103) — венгерская гимнастка, пятикратная олимпийская чемпионка (1952, 1956)[543].
- Кларк, Лекс[англ.] (81) — новозеландский гребец, участник Олимпийских игр (1964)[544].
- Краснодембский, Кароль[пол.] (95) — польский политик, депутат Сейма (1989—1991)[545].
- Лаймгрубер, Вернер (90) — швейцарский футболист, игрок национальной сборной[546].
- Лисиенко, Владимир Георгиевич (91) — советский и российский инженер-металлург, заслуженный деятель науки и техники РСФСР (1991)[547].
- Манн, Ральф[англ.] (75) — американский барьерист, серебряный призёр Олимпийских игр (1972)[548].
- Озерный, Михаил Иванович (86) — советский и украинский художник, народный художник Украины (2019)[549].
- Ортега, Кристобаль (68) — мексиканский футболист и тренер, игрок национальной сборной[550].
- Риольс, Норин[англ.] (98) — английская писательница[551].
- Ромодина, Генриэтта Владимировна (93) — советская и российская актриса, заслуженная артистка РСФСР (1991)[552].
- Сурияпперума Д. Р. П.[англ.] (96) — шриланкийский политик, депутат Парламента (2010—2015)[553].
- Тайфур, Ферди (79) — турецкий певец, актёр и композитор, государственный артист Турции[554].
- Хамфри, Дерек (94) — британский и американский журналист и активист за право на смерть[555].
- Хофстра, Питер[нидерл.] (78) — нидерландский политик, депутат Палаты представителей (1994—2006), сенатор (2007—2011)[556].

## 1 января

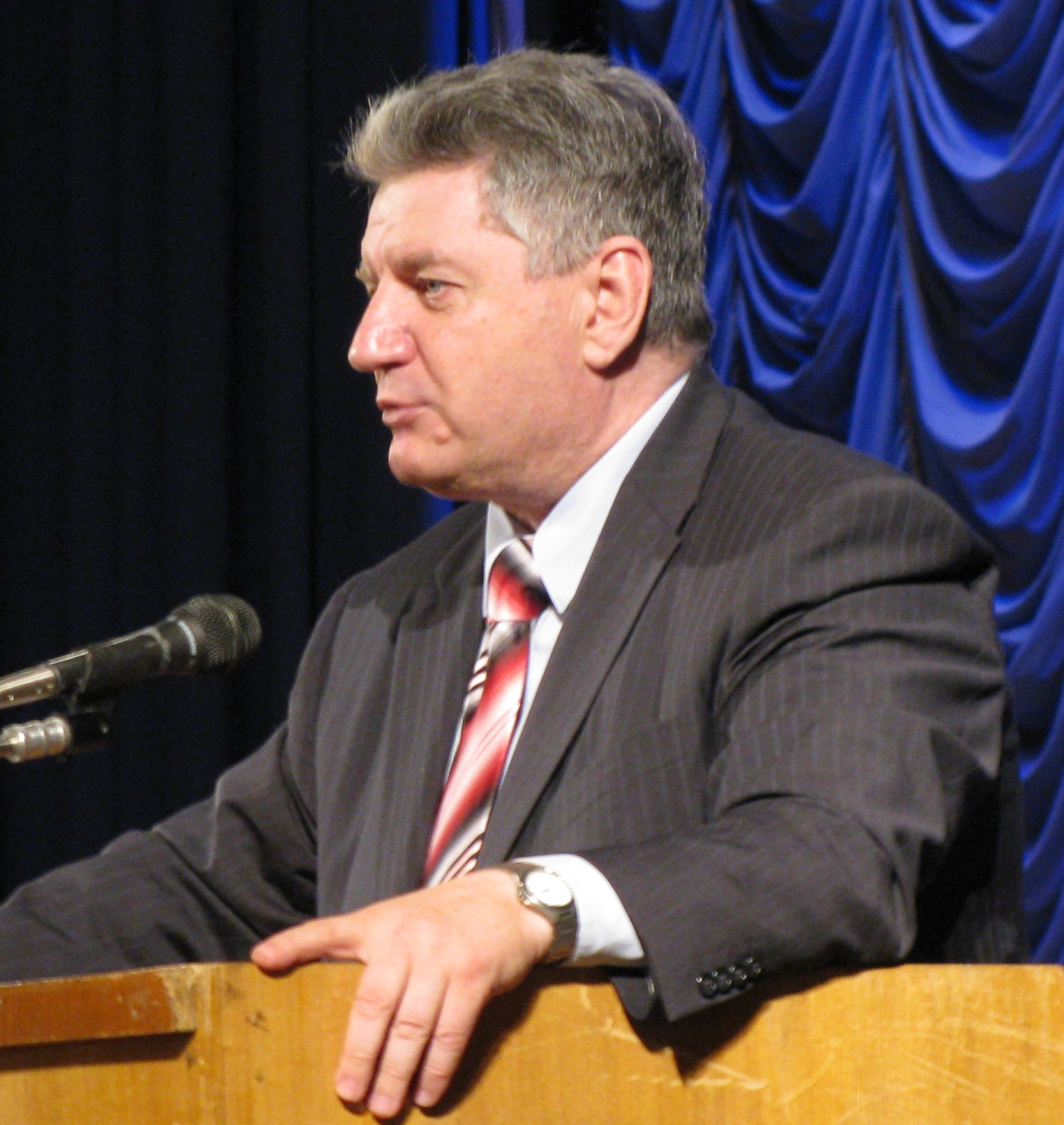
Виктор Алкснис

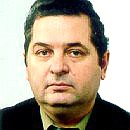
Владимир Косых

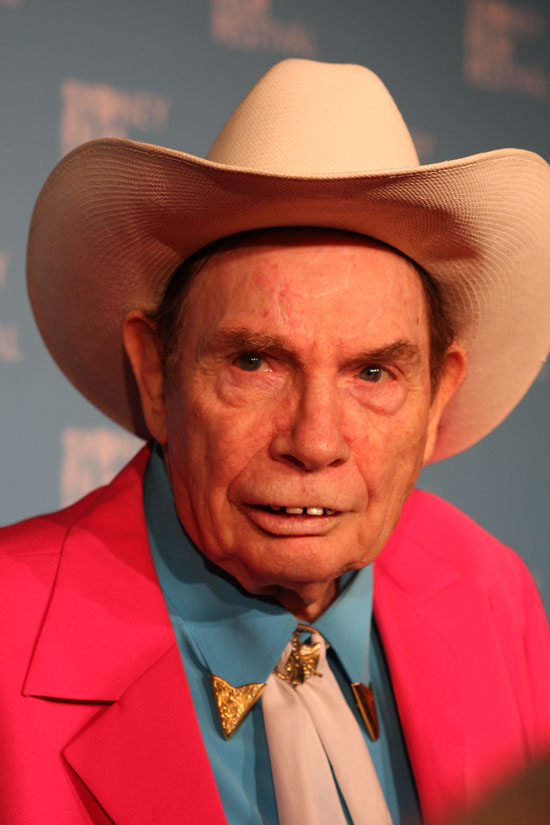
Чад Морган

- Алексенко, Алексей Юрьевич (64) — российский молекулярный генетик и журналист[557].
- Алкснис, Виктор Имантович (74) — советский и российский политический и государственный деятель, народный депутат СССР (1989—1991), депутат Верховного Совета Латвии (1990—1991), депутат Государственной думы (2000—2007)[558].
- Армонайте, Ингрида (62) — советская и литовская скрипачка и музыкальный педагог[559].
- Белл, Джеффри (85) — британский экономист, банкир[560].
- Гиноварт, Жоан[исп.] (77) — испанский биохимик[561].
- Дан, Лео[исп.] (82) — аргентинский композитор и певец[562].
- Дефай, Жан-Мишель[фр.] (92) — французский пианист и композитор[563].
- Косых, Владимир Иванович (74) — советский и российский юрист и политик, депутат Государственной думы (1993—1995)[564].
- Лейтц, Грете Анна (94) — немецкий врач и психотерапевт[565].
- Лодж, Дэвид (89) — английский писатель и литературовед[566].
- Лоу, Майкл[англ.] (102) — британский историк и писатель[567].
- Манилал, Каттунгал Субраманьям[англ.] (86) — индийский биолог и систематик[568].
- Миссони, Розита[англ.] (93) — итальянский модельер, соучредитель дома высокой моды Missoni[569].
- Монаган, Генри Поль[англ.] (90) — американский учёный-правовед, член Американской академии искусств и наук (1988)[570].
- Моннингер, Джозеф[англ.] (71) — американский писатель[571].
- Морган, Чад (91) — австралийский певец и гитарист[572].
- Насташевский, Виктор Викторович (67) — советский футболист[573].
- Норманд, Гилберт[англ.] (81) — канадский политик, член Палаты общин (1997—2004)[574].
- Оппенхайм-Барнс, Салли[англ.] (96) — британский политик, министр по делам потребителей (1979—1982), член Парламента (1970—1987), член Палаты лордов (1989—2019)[575].
- Орланди, Нора[итал.] (91) — итальянский композитор[576].
- Осмонд, Уэйн[англ.] (73) — американский певец и музыкант[577].
- Петин, Вячеслав Васильевич (84) — советский и российский спортсмен (классическая борьба), чемпион СССР (1969)[уточнить][578].
- Познич, Игор[словен.] (57) — югославский и словенский футболист, игрок сборной Словении[579].
- Помилио, Витторио[итал.] (93) — итальянский баскетболист, игрок национальной сборной[580].
- Сафронов, Леонид Павлович (86) — советский и российский партийный и государственный деятель, народный депутат РСФСР/РФ (1990—1993)[581].
- Сестеро, Мария Грация[итал.] (82) — итальянский политик, член Палаты депутатов (1992—1994)[582].
- Скупень, Здислав[пол.] (86) — польский математик[583].
- Шиттли, Луи[фр.] (86) — французский врач, один из создателей организации «Врачи без границ»[584].
- Шукла, Хариш Чандра[англ.] (84) — индийский художник-карикатурист[585].
- A.D.O.R.[англ.] (55) — американский рэпер[586].